# 日本の鉄道事故 (1950年から1999年)
日本の鉄道事故（にほんのてつどうじこ）では、1950年から1999年までに発生した日本の鉄道事故について記述する。
- 1949年以前に発生した日本の鉄道事故については日本の鉄道事故 (1949年以前)を参照。
- 2000年以降に発生した日本の鉄道事故については日本の鉄道事故 (2000年以降)を参照。
- 大きく報道された鉄道に関する事件については、日本の鉄道に関する事件を参照。
- 日本国有鉄道で発生した特に大きな事故については国鉄戦後五大事故を参照。

鉄道事故等報告規則制定（昭和62年）以前の事故についても、事故の種別を便宜的に【】内に示している。

## 1950年代

### 1950年

#### 湘南電車火災事故
1950年（昭和25年）2月9日 7時41分
東海道本線保土ケ谷 - 戸塚間（当時東戸塚駅は未開業）で80系電車（14両編成）の試運転列車が走行中、13両目のモハ80027のパンタグラフから電弧を発したため、車掌が非常ブレーキ（車掌弁）を扱い停車したが、その際に架線が切断されて最後尾のクハ86017に接触。同車と隣のモハ80027が炎上し焼失した。
強風により飛来してきた導電性の異物がパンタグラフに接触、パンタグラフと車体が短絡（ショート）したことが原因であると推定された。
また、現場近くの変電所が事故電流を検知遮断せず、火災発生後も約25分にわたり送電し続けていたため、消防車からの放水による消火作業ができなかったことが被害を拡大する要因となった。そのため事故後、通電中の1500V架線に対する放水の試験が実施され、水質を考慮し筒口を接地することで放水が可能であるとされた。
焼失した車両は2両とも国鉄大井工場で復旧された。

#### 東海道線貨物列車脱線転覆事故
1950年3月27日 23時3分
東海道線清水駅 - 草薙駅間を走行中の静岡発新宿行き1380貨物列車の運転士が、スパークを感知したため非常ブレーキをかけて停車を試みたところ、前から4両目以降の24両が脱線転覆し、東海道線の上下線（東京起点170.508 km地点）および並走する静岡鉄道静岡清水線桜橋駅付近の下り線を塞いだ。
沿線各駅の保線員を総動員し、地元消防団員の協力のもと約800人体制で復旧工事に着手した。夜間帯であったことから夜行列車は軒並み立ち往生し、復旧の見込みは上り線が29日16時、下り線が同日18時とされた。
事故の連絡を受けた静岡鉄道の川井健太郎社長は本社に幹部を招集して対策を協議し、唯一事故による影響を受けなかった静岡清水線の上り線を一時的に東海道線と接続して切替運転を行うことを国鉄に申し入れた。当時の静岡清水線は30 kgレールを使用していたため、重量のある国鉄車両を通過させることに不安が残ったが、国鉄側はこれを受け入れた。
両者の保線員によって東海道線と静岡清水線の接続工事が行われ、28日16時23分に試運転を完了した。30分後の16時53分に博多発東京行き進駐軍専用列車が最徐行で通過し、続いて東京発長崎行き急行列車が通過して単線運転が開始された。これによって東海道線の長期不通は回避され、その間に国鉄の復旧工事が進められた。このほか、静岡鉄道ではバス路線を一部休止し、清水・静岡両駅で足止めを食らった乗客のためにバス40台を用いて連絡輸送を行った。
これらの静岡鉄道による救援活動は、同年5月15日に大屋晋三運輸大臣から運輸大臣表彰状を授典され、加賀山之雄国鉄総裁からは感謝状が贈呈された。民間鉄道事業者が運輸大臣表彰を受賞したのはこれが初の事例である。

#### 奥羽本線三関駅列車暴走事件
1950年7月11日
奥羽本線三関駅構内のポイントが切り替わらず、通過中の貨物列車が安全側線に進入して脱線転覆した。
警察は、同年7月13日の時点で乗務員、駅員に過失がなく計画的妨害であったと判断し、7月27日に三関駅の元線路工手を容疑者として逮捕した。

#### 室蘭本線覚生川鉄橋列車脱線転落事故
1950年（昭和25年）8月1日 22時55分ごろ
錦多峰駅（現・錦岡駅）21時25分発の室蘭本線室蘭行き218列車（11両編成、牽引機C51 29）が同駅を1時間11分遅れで発車し、駅から約2 kmの地点の覚生（オコップ、またはオボップ）川鉄橋に差しかかったところで橋脚が崩壊した。1両目客車と2両目荷物車が大破して濁流に呑まれ、3両目客車は4両目客車内に車体を半分突っ込み、死者17人、重軽傷者57人、行方不明者12人を出した。この218列車は、いわゆる「買い出し列車」であった。
事故の規模の割に死傷者が少ないのは、発車直後に車掌が函館駅以遠に向かう乗客を5両目以降に移動させたためであった。
なお、約200人を乗せた救援列車が翌日未明に苫小牧駅西方の錦多峰川鉄橋に差しかかったところ、そちらでも橋脚が崩壊したが、こちらは軽傷者2人で済んだ。
札幌鉄道管理局は、事故の原因として前日までの豪雨で上流部の木造橋が押し流されて鉄橋の橋脚に当たり、三度傾いたところへ列車が進行してきたため脱線転覆したものと説明している。
流失した荷物車には現金約800万円（2023年現在の貨幣価値で2億円前後）が載せられていたが、回収することはできなかった。

#### 身延線列車火災事故
1950年（昭和25年）8月24日15時23分ごろ
身延線寄畑 - 内船間を走行していた富士発甲府行き普通列車第615電車（62系電車 (初代)と32系電車による4両編成、進行方向からモハ30173＋クハ101＋サハ701＋モハ62001）が、同区間にある島尻トンネルを走行中に出火して全焼した。
当時の新聞によると、乗客500名（朝日）または400名（山梨日日）のうち9名が軽傷を負ったものの、死者は発生しなかった。
事故原因は諸説あるが、トンネル進入時にパンタグラフが急降下して折り畳まれたことで、パンタグラフと架線との間にできたわずかな隙間にアークが連続発生したことで架線を溶断して垂下させ、最後尾のモハ62001の屋根に接触して全車両に燃え広がったものと推定されている。
なお、身延線のトンネルは国鉄の他の路線と比較して天地寸法が狭小であるため、通常車両限界ではなく縮小車両限界適用区間であり、その走行に対しては屋根高さやパンタグラフの折り畳み高さが低くなるようにした専用車両を要する。しかし、この編成に連結されていたモハ30173は、本来はトンネルのない富士駅 - 西富士宮駅間の区間運転用の車両であり、身延線のトンネル通過を禁じられていた車両であったが、運用担当者が誤って甲府行きに充当したために事故を起こしたとみられている。
編成全車両が全焼したが、モハ62001は焼損したまま西武鉄道へ譲渡され、モハ30173は国鉄豊川分工場でクハ47023に改造のうえ復旧したが、中間のクハ101とサハ701については記録がなく廃車されたものと思われる。
事故車両の62系電車は、身延線用として折り畳み時の高さを低く抑えたパンタグラフを導入していたが、この事故により離線距離が充分確保されていないものと判断された。事故後はパンタグラフ折畳高さ上限を3,960 mmと定められ、同時に身延線を走行する車両に対してパンタグラフ搭載部を低屋根化する改造工事、および不適合車両の他地域転配などが行われている。
事故後に身延線へ投入された車両についても、パンタグラフ部の屋根高を低く抑えた車両や、狭小トンネルに対応したパンタグラフを搭載した車両が導入されている。分割民営化後の東海旅客鉄道（JR東海）においても、車両新造の際は一部の車両を除いて身延線への入線を考慮した屋根高さで新規設計されたり、既存車でも折畳高を低く抑えられるシングルアームパンタグラフに載せかえるなどの対策を行っており、現在に至るまで建築限界上の特別な影響を受けている。
また、身延線同様に狭小トンネルを有する中央本線においても、狭小トンネルを45 km/h以下で通過することを条件に通常の屋根高さの車両が使用されることがあったが、当事故後にそれを一掃すべく、翌1951年7月からモハ30形7両を低屋根改造のうえで中央本線に専用配備したほか、防火性と狭小トンネルに対応した初の全金製低屋根電車であるモハ71形試作車も登場した。
この事故は、国鉄における車両火災・トンネル事故対策の契機にはなったものの、翌1951年には本件事故よりも多くの死傷者・被害を出した桜木町事故が発生している。

#### 広島電鉄宮島線多重衝突事故
1950年（昭和25年）12月24日8時45分ごろ
広島電鉄宮島線楽々園駅西側の踏切で自動車と上り電車が衝突し、電車が脱線。そこに走行してきた下り電車が衝突した（朝日新聞では三重衝突と表現している）。自動車の運転手1人が死亡、電車の乗員乗客12人が重軽傷。

### 1951年

#### 桜木町事故
1951年（昭和26年）4月24日（国鉄戦後五大事故）
(京浜東北線桜木町駅電車火災事故、桜木町国電火災）
京浜東北線の電車（モハ63形、5両編成1271B列車）が、桜木町駅構内で碍子交換工事中に誤って切断され、垂れ下がっていた架線に接触、電流の短絡により炎上。先頭車が全焼、2両目が半焼し、死者106名、重傷者92名を出す大事故となった。
その当時、京浜東北線電車に使用していた63系電車の戦時設計に起因する粗悪な構造が死傷者を多くしたとして、国電の安全対策強化の契機となった。

### 1952年

#### 青梅線小作駅貨車暴走事故
1952年（昭和27年）2月19日
青梅線小作駅構内に留置中の貨車（計4両）が動き出し、約3.7 km離れた福生駅まで暴走したのち引き込み線に入り、そこに停車していた貨車に激突して大破した。当時は三鷹事件などが発生した時期であり、この暴走事故も意図的に起こされた事件ではないかとして共産党活動家などが逮捕されたが、1968年に被告全員の無罪が確定した。

#### 日暮里駅構内乗客転落事故
1952年（昭和27年）6月18日 7時45分
国鉄日暮里駅構内の南跨線橋の10番線に面した羽目板が利用客の重量に耐え切れなくなり破損し、数十人が7 m下の線路に転落した。そこへ走行してきた京浜東北線浦和行き電車にはねられ8名が死亡、5名が重軽傷を負った。
事故原因は跨線橋（1928年建設）が老朽化しており、さらに破損箇所は将来延長する予定だったため補強がされていなかったこともあるが、当日未明に上野駅構内で発生した信号所火災の影響で東北本線の上り列車が日暮里駅に臨時停車していたことに加え、並行する京浜東北線でも6時56分に車軸が破損するトラブルがあって一時運転を見合わせていたため、平常以上の乗客で混雑していたためでもある。上野方に急カーブがあり見通しが利かず、運転士による発見が遅れたことも被害を大きくした。

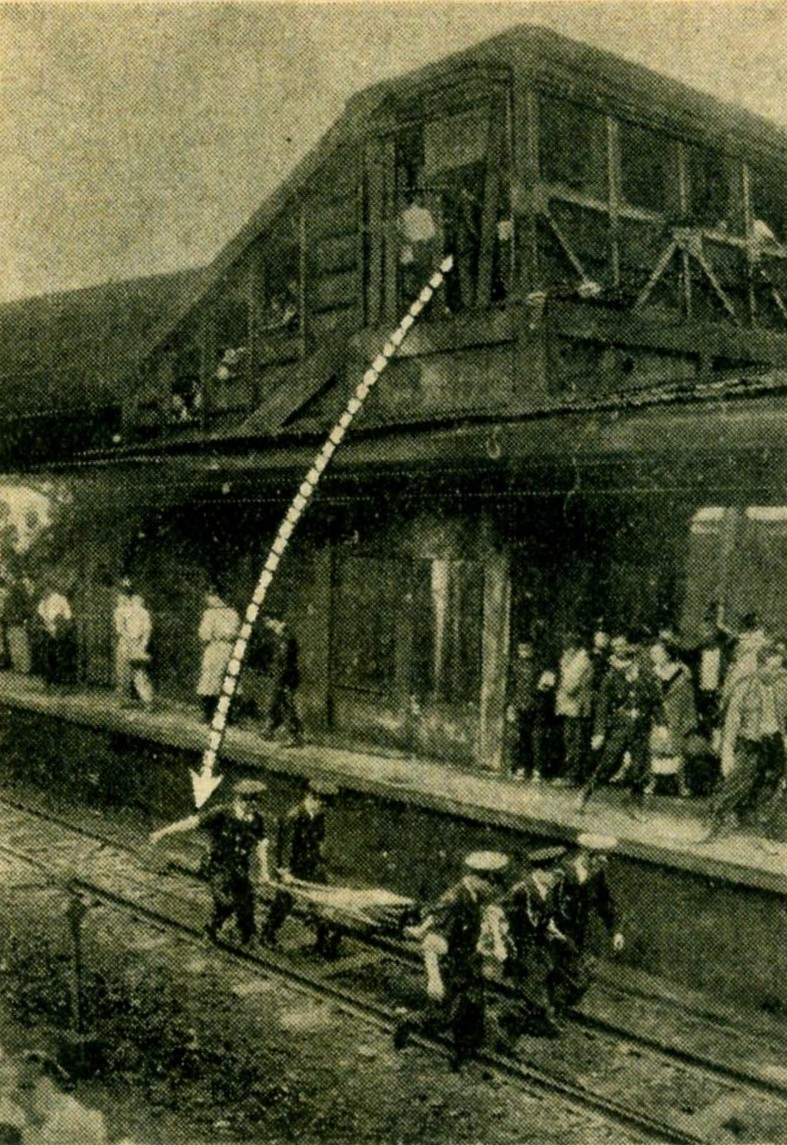
事故現場写真
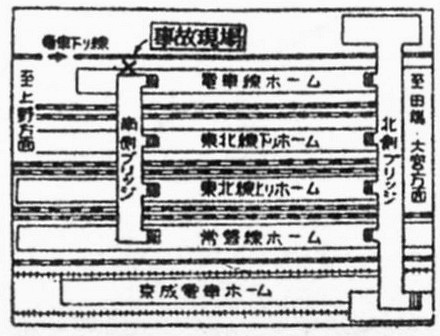
事故現場図解 現在とは大きく異なり、京成線ホームが多層化しておらず、京浜東北線・山手線が分離されず東北本線にもホームが存在した。

#### まりも号脱線事故
1952年（昭和27年）6月28日 9時17分ごろ
函館本線余市駅構内を進行中の上り急行「まりも」の機関車（本務機関車＋補助機関車）と客車5両が脱線。機関車の機関助手1名が軽傷を負った。少年の置き石が原因。
1951年5月17日に発生した「まりも号脱線事件」とは別件の事故である。

### 1953年

#### 宮地岳線正面衝突事故
1953年（昭和28年） 7月8日7時40分ごろ
西日本鉄道宮地岳線（現・貝塚線）の西鉄新宮駅 - 三苫駅間で木造車と鋼製車が正面衝突し、4名が死亡、97人が重軽傷を負った。
新宮発下り（貝塚・福岡市内方面）の107号電車が三苫駅西方約200 m付近で、昭和28年西日本水害の影響で地盤がゆるんだことによって発生した土砂崩れを発見。約10 mにわたって発生しており、線路が埋没していた。107号電車は乗客を現場で降車させて単線を引き返していた際、これを知らずに走行していた後続の109号電車と正面衝突したものである。107号車が徐行をしていなかったことと、乗客をほとんど下ろしていた107号車が鋼製車で、通勤・通学客で満員であった109号車が木造車であったことといった不運が重なり、衝突によって107号車は109号車に3 - 4 mほど食い込んだ。死者のうち2名は福岡市内へ通学する中学生で、重軽傷者の中にも通学中の中学生が多かったという。
三苫駅は無人駅であり、107号車の車掌はタブレットを持って徒歩で次の和白駅に知らせた。和白駅から連絡および救援要請を受けた新宮駅助役はタブレットのない107号車が引き返すとは思わず、109号車を現場に向けて発車させた。このような西鉄側のミスや運転規則無視を原因とし、糟屋地区警察署は関係者4人を業務上過失致死傷罪で立件した。

#### 士幌線幌加駅貨車逸走事故
1953年（昭和28年） 9月20日
北海道河東郡上士幌村（現：上士幌町）の士幌線幌加駅（帯広起点71.300 km、標高583 m 70）で、留置中の丸太を満載した貨車2両が逸走した。幌加駅は構内が帯広方へ向かって3‰の下り勾配であり、以降帯広方面へ向かって下り勾配が続く縦断線形であった。
貨車は上士幌駅（帯広起点38.350 km 地点、標高273 m 50 ）までの5駅間（当時黒石平駅は未開業）、約30km（当時は糠平ダム建設前の旧線） 、高低差310 m を約20分（表定速度約90 km/h）で駆け下り、上士幌駅で線路上に積み上げた枕木に衝突させて強制的に停止させた。人的被害はなかった。

### 1955年

#### 飯田線大表沢鉄橋脱線転落事故

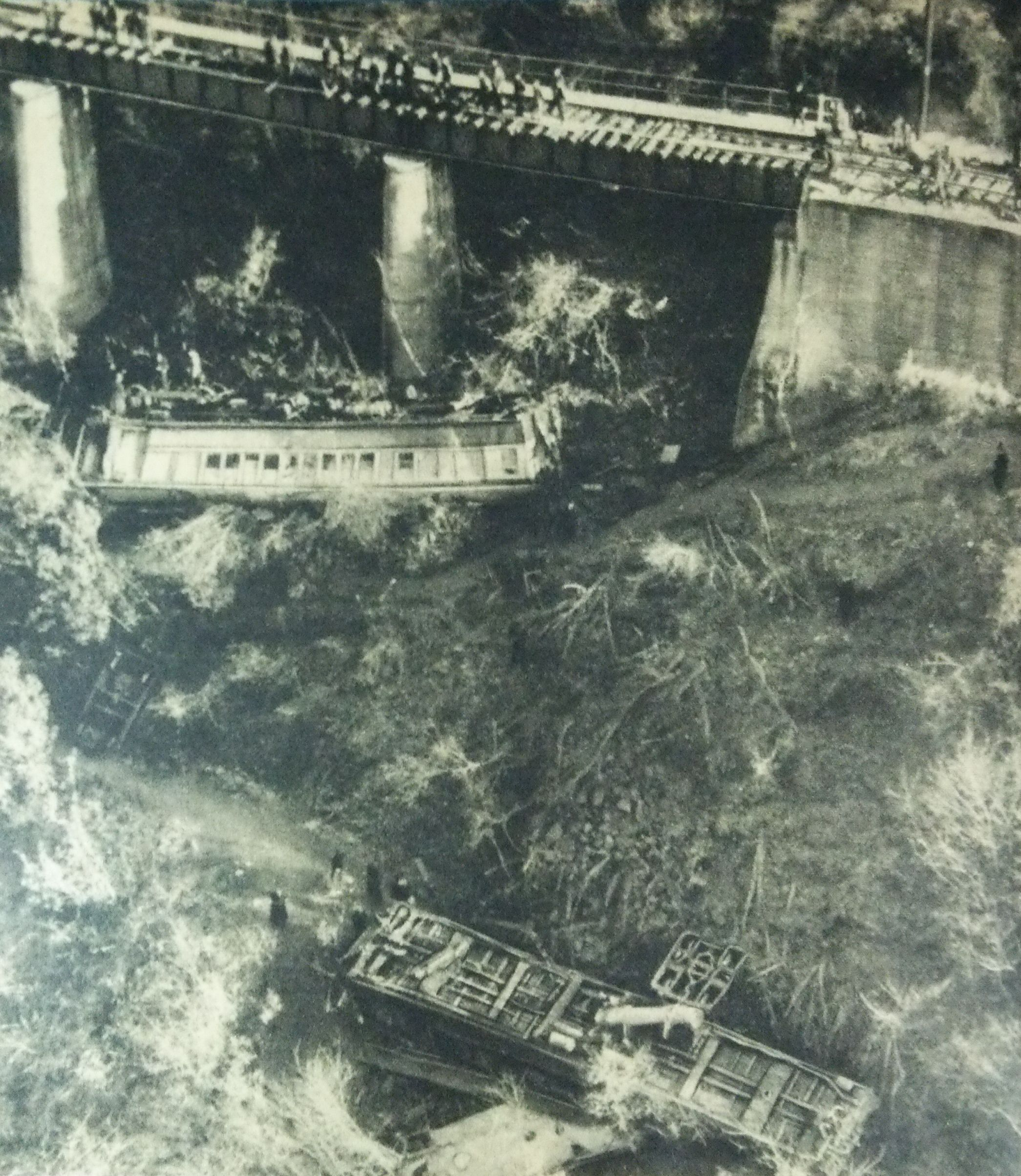
大表沢鉄橋脱線転落事故現場

1955年（昭和30年） 1月20日21時5分ごろ
長野県下伊那郡泰阜村の飯田線田本-門島間の明島川にかかる大表沢鉄橋で、豊橋発飯田行きの列車（2両編成、モハ14033+クハ18003）が線路上に土砂があるのを発見して非常ブレーキをかけたが間に合わず、土砂に乗り上げて脱線して2両とも河原に転落した。先頭車両は仰向け、後部車両は横倒しとなり大破。乗客33名のうち5名が死亡した。

#### 東海道本線東田子の浦列車衝突事故
1955年 （昭和30年）5月17日2時19分
東海道本線原駅 - 東田子の浦駅間の植田踏切で、京都発東京行修学旅行3138列車（EF58 66+客車11両・乗客837名）の機関士が立ち往生していた在日アメリカ合衆国軍のトレーラーを発見。列車は非常ブレーキをかけたが間に合わず衝突し、120 mほど走行して停車した。衝突の衝撃で、大破したトレーラーの荷台に搭載されていた揮発油を原料としたペンキに引火した。
火は編成中3号車に組成されていたスハ32 266に延焼し、さらに機関車と客車4両を全焼、1両を半焼させた。深夜の事故にもかかわらず、機関士、機関助士、車掌、乗客、周辺住民が連携して後部6両が切り離され、延焼を回避した。また乗務員による乗客の避難誘導により重傷2名・軽傷31名を出したものの、死亡者は出なかった。
被災車両はいずれも大きく損傷したものの、全車廃車とならず以下の修復作業を実施した。
- EF58 66：浜松工場で甲修繕を施工。
- スハ32 266：名古屋工場でオハ46形に準じた広窓切妻鋼板屋根とした新製構体への載せ替えと台枠改造を施工しオハ35 1314に改番。
- スハフ32 257：小倉工場でスハ32 266と同様の工事を施工しオハフ33 627に改番。
- オハ35 342・923・スハ42 63：小倉工場で構体載せ替えを施工したが改番は実施せず原番号で復旧。

### 1956年

#### 士幌線上士幌駅貨車逸走・正面衝突事故
1956年（昭和31年）7月3日7時14分ごろ
北海道河東郡上士幌町の士幌線上士幌駅（帯広起点38.350 km 地点、標高273 m 50 ）構内で上り貨物1752列車となる貨車を組成中、操車掛が側線（6番線）に留置中の木材（松の丸太）を満載した長物車（チキ1945）に対して、同様に木材を満載した別の長物車（チキ4202）を十勝三股駅方から帯広駅方へ向かって突放し、連結した。しかし、士幌線は帯広駅から十勝三股駅までほぼ上り勾配となる片勾配の路線であり、上士幌駅構内は帯広駅方へ向けて2.5‰の下り勾配、構内を抜けると約20 km 先の武儀駅の帯広方構外にかけて最大10 ‰の下り勾配が続く縦断線形であり、加えて士幌駅 - 上士幌駅間の前後は約11 km に渡る直線区間であった。このため、この向きでの突放は本来禁止されていた。
禁止された向きでの突放に加えて、貨車には転動防止の処置が行われておらず、処置をしたかの確認も不十分であったため、突放後に貨車の転動が発生し、職員が気づいたときにはすでに止められないスピードとなって帯広駅方の本線上へ逸走し、最大10‰の下り勾配を猛スピードで駆け下りた。
上士幌駅員はすぐに隣駅の士幌駅に逸走を連絡したが、すでに士幌駅から上士幌駅に向かって下り十勝三股駅行きの旅客気動車列車（711列車、キハ41400形キハ41408、乗客約80名）が定刻の7時7分に発車した後であった。
711列車は士幌駅 - 上士幌駅間、士幌村（現：士幌町）内の帯広起点 33.557 km 地点（上士幌駅から約 5km 、翌年設置される北平和駅から帯広方に約1kmの地点、北平和駅は標高 238 m 10）で、10‰上り勾配の直線を時速約 50 km/h で力行中、運転士が逸走貨車を前方に視認した。この区間は前述したように片勾配の直線が続く区間であったが、当時は霧雨の中で視界が悪く、運転士が視認したときに貨車は前方約1000 m 先に迫っていた。運転士は直ちに非常制動を実施し、約118 m 過走して帯広起点 33.675 km 地点に停止した。
運転士は乗客を車外に緊急避難させることとしたが、この日は糠平へ慰安に向かう新得町の寺院の講が乗車し満員近い状態であり、急接近する貨車に対して多くの乗客は脱出が間に合わなかった。
約30名が車外に出た頃に、貨車が推定速度 77 km/hで気動車に正面衝突した。貨車は気動車の正面に約 1 m めり込み、気動車は後部台車の1軸が脱線、そのまま約405 m（200 m ほどとも）引きずられて停止した。
この事故では死者5名（うち即死3名）、重軽傷者62名を出した（人数は文献により差異あり）。死傷者は脱出が間に合わず車内で死傷した者のほか、車外に出た乗客も貨車から飛散した丸太の下敷きとなって死傷した。
事故により士幌線は士幌駅 - 上士幌駅間が不通となり折り返し運転を実施したが、同日14時には復旧を完了しているまた、被災車両のキハ41408は大破使用不能となった。

#### 関西本線列車脱線水没事故
1956年（昭和31年）9月27日7時20分ごろ

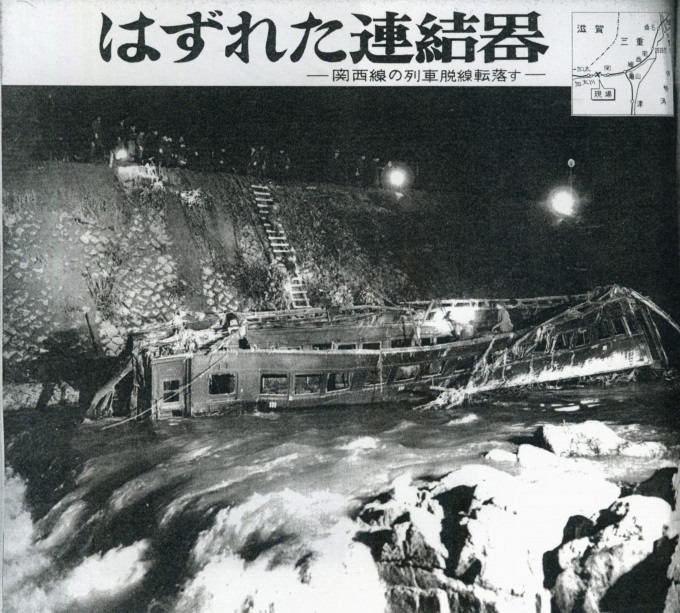
減水で姿を現した客車

関西本線関 - 加太間を走行中の亀山発湊町（現・JR難波）行き列車が、金場トンネルを出て150 mほどの地点で土砂崩れに巻き込まれ、客車6両のうち2両目の前後の連結器が外れて脱線、加太川に転落した。客車は水没し、乗客3名は救助されたが、残りの8名（旅客5名、職員3名）は激流に呑まれ死亡した。事故当時は台風15号が接近中であった。

#### 参宮線六軒駅列車衝突事故
1956年（昭和31年）10月15日
参宮線（当該箇所は現在の紀勢本線）六軒駅での列車衝突事故。
同駅を通過の予定だった名古屋発鳥羽行き下り快速列車の機関士が、出発信号機の直前で停止現示を認めて非常ブレーキをかけたが、当該信号機手前に停止できず安全側線に突っ込み脱線し、本線上に横転したところに上り列車が進入して上下列車ともに衝撃大破した。死者42名、負傷者94名。客車上に大破した蒸気機関車が乗り上げて客車内に高温高圧の蒸気が吹き込んだため、やけどによる死傷者が多かった。

#### 東京都水道局小河内線列車転覆事故
1956年（昭和31年）11月4日17時55分ごろ

### 1957年

#### 東急玉川線乗用車追突・スタルヒン死亡事故
1957年（昭和32年）1月12日 22時40分ごろ
世田谷区三宿付近の国道246号で、読売ジャイアンツ等に在籍していた元プロ野球選手のヴィクトル・スタルヒンが運転する車が東急玉川線の電車に追突した。スタルヒンは胸部打撲で死亡した。

#### 常磐線急行「北上」脱線事故
1957年（昭和32年）5月17日 20時20分ごろ
常磐線大野駅 - 長塚駅（現・双葉駅）間で、上野発青森行き下り急行「北上」が主要地方道郡山長塚線（現・国道288号）の陸橋を通過した直後、牽引機関車（C62 19）と客車5両が脱線転覆。機関車と客車1両目は横転し、2両目から4両目は「く」の字の状態になって築堤下の土手に転落した。機関士と機関助士・乗客1名の計3名が死亡、乗客43名が重軽傷を負った。原因は、陸橋下を大型トラックが通過しようとした際、積荷が橋桁にぶつかり、軌道を歪めたため。運転手は業務上過失致死傷他の実刑を求刑された。

#### 三重交通北勢線列車脱線事故
1957年（昭和32年）11月25日 8時10分
三重交通（後に三重電気鉄道、近畿日本鉄道を経て2003年以降は三岐鉄道）北勢線の上笠田駅（2006年廃駅） - 麻生田駅間にあるS字カーブ（山田川橋梁桑名寄り）で、阿下喜発桑名京橋（1961年廃駅）行列車（文献によれば3両編成で、中間車はサ150形152、最後尾がサ100形）が速度超過のため脱線転覆。列車は通学客で満員であり、死者3人、重傷者3人、軽傷者多数（文献によれば死者2人、重軽傷者172人）を出した。
その後、現場付近はカーブ緩和のため経路変更が行われ、1960年（昭和35年）10月6日に完成した。

### 1958年

#### 山陰本線列車バス衝突事故

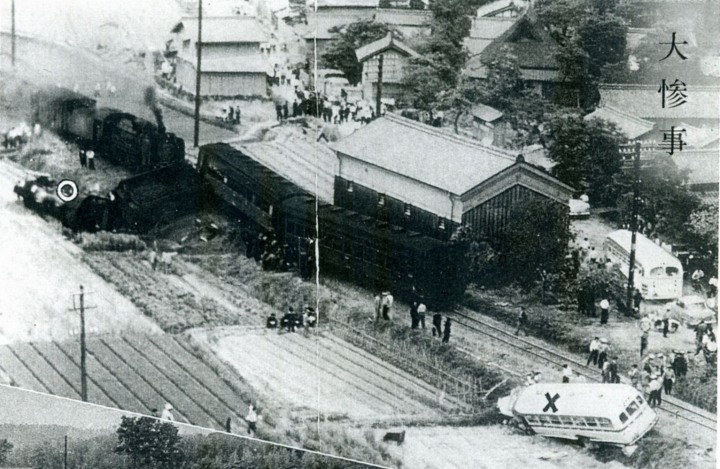
○…脱線した機関車
×…列車に衝突したバス

1958年（昭和33年）6月10日 15時28分
山陰本線八木駅 - 千代川駅間の川関踏切（事故当時は国道9号に指定されていた）で、園部発京都行き普通列車に京都交通の貸切バスが衝突、引きずられて大破し麦畑に転落した。この事故でバスに乗っていた亀岡市立亀岡小学校5年生一行のうち、4名が死亡、38名が重傷、50名が軽傷を負った。列車側も牽引していたC55形蒸気機関車が転覆し、客車2両が脱線した。
事故現場には同級生である卒業生有志により、1961年の事故日に慰霊碑が建立された。

#### 特急かもめ米軍トレーラー衝突事故
1958年（昭和33年）8月14日 14時3分
山陽本線南岩国駅 - 岩国駅間にある菊池踏切で、博多発京都行きの特急「かもめ」（10両編成）に米海兵隊岩国基地所属の米軍人が運転するトレーラートラックが衝突。トレーラーは50 m引きずられて大破、かもめ側も牽引蒸気機関車（C62 4）と1両目客車（ナハフ11 9）が脱線し「く」の字状に転覆した。また後続の客車2両も脱線した。この事故で特急の乗員乗客43名が重軽傷を負った。
事故原因はトレーラーの運転手の警報無視による。これは下り貨物列車の通過後、引き続いて上り特急列車が通過する警報が出ていたのを無視して横断を強行したため。踏切には遮断棒がなく、事故現場が緩やかなカーブであったことも被害を大きくした。
牽引機関車は廃車されたが、1両目のナハフ11 9は復旧された。

#### 名鉄名古屋本線一ツ木駅衝突火災事故
1958年（昭和33年）11月24日昼前
名古屋鉄道名古屋本線一ツ木駅構内の踏切で、一時停止を怠ったオート三輪が新岐阜（現・名鉄岐阜）発豊橋行特急に衝突した。オート三輪が積載していたシンナーから火災が発生し、約20 - 30 mもの煙が上がるとともに、列車側の前部の車両2両（3850系モ3857、ク2857）が全焼した。運転見習中の古田実習員はシンナーを全身に被り、火だるまとなったが停止まで制動把手を非常位置に保持したまま運転席で焼死した。教導運転士として同乗していた松本予備助役兼運転士は、同じくシンナーを全身に被り火だるまとなったが、停車と同時に1両目の非常コックを開け、乗客を避難させ、焼死した。列車乗務員2人、オート三輪の運転手の3人が死亡、負傷者は33人に上ったが、列車乗務員2人の行動によって乗客には1人の死者も出なかった。松本予備助役には後に勲八等白色桐葉章が下賜されたが、運輸従業員としては全国初の事例である。
一ツ木駅前には2人の行動を讃える碑が建てられている。
被災したモ3857とク2857は、翌1959年4月に車体を新製して復旧された。

### 1959年

#### 阪急電鉄京都本線バス二重衝突事故
1959年（昭和34年）1月3日 22時50分ごろ
阪急電鉄京都本線上新庄駅（大阪市東淀川区）近くの島頭1番踏切で、踏切警手の遮断機の操作遅れで取り残された大阪市営バスの路線バスに上下線の急行電車が衝突し、バスが電車の下敷きとなって大破した。電車の運転士は衝突直前に非常ブレーキをかけており、衝突時の速度は低かったものの、バスの乗務員と乗客7人が死亡、上り急行電車の乗客13人が負傷した。

#### 播但線真名谷トンネル列車脱線転覆事故
1959年（昭和34年）4月6日 4時45分ごろ
播但線生野駅 - 長谷駅間の真名谷トンネル北側（生野より長谷方約4 km）で、福知山発溝口行きの臨時回送上り8630列車（7両編成）が脱線転覆し、蒸気機関車 (C54 5) と前部3両が大破、福知山鉄道管理局豊岡機関区所属の機関士と機関助手の2人が即死した。機関車はトンネル内に前部を突っ込みながら横転、1両目は崖に乗り上げ、2両目は転覆、その上に3両目が乗り上げるという凄惨な被害状況を呈し、生野駅 - 寺前駅間が不通となった。C54 5も甚大な被害を受け、その後廃車、解体処分された。
この時、機関車は逆機運転をしており、炭水車側からトンネル側壁に衝突したため、運転室は炭水車に押しつぶされた状態になっており、乗務員の遺体収容は凄惨な状態だったという。原因としては、生野駅手前（新井駅側）にある生野トンネル (614.73 m) が、播但線で難所とされている生野峠から続く25パーミル (‰) という上り勾配で、かつ開口面積が狭いため、通過の際に乗務員が煤煙により意識を失い、登坂のために加減弁が引かれた状態のまま下り勾配を駆け下りたこととされている。
この事故の後、播但線の蒸気機関車乗務員に対して非常用のガスマスクが支給され、翌年には生野峠越え用補機として、当時最新鋭のDF50形ディーゼル機関車が配備された。
現場の線路脇に、遺族らが建立した慰霊碑が残されている（兵庫県神崎郡神河町渕地区）。
- 外部リンク：『銀のみち 鉄の路 ―1906 - 2006 播但線全通100年』 3. 弔魂碑 - ウェイバックマシン（2009年3月19日アーカイブ分）（神戸新聞）

#### 阪急電鉄西宮北口駅脱線正面衝突事故
1959年（昭和34年）6月17日 夕方
阪急電鉄神戸本線西宮北口駅（兵庫県西宮市）に到着しようとしていた梅田発神戸行普通列車（4両編成）が、駅に停車し切れずに暴走、ダイヤモンドクロスを乗り越えて脱線し、特急電車を待避する為に神戸本線上りホームに停車中の梅田行普通列車の正面に衝突。重軽傷者44名を出した。
この事故で、神戸行普通列車の先頭車だった800形851号車は前面・側面を大破したが修理され、1982年（昭和57年）まで現役で使用された。

#### 浜松駅準急「東海」衝突事故
1959年（昭和34年）10月8日 4時8分ごろ
東海道本線浜松駅構内に進入した、東京発大垣行き下り準急309T列車「東海3号」（153系電車12両編成）が、同駅に停車していた機関車と衝突。乗客25名と運転士2名が負傷。原因は運転士の居眠りによるものとされた。「東海3号」の先頭車（クハ153-12）は、運転室部に大きな損傷はなかったものの、運転席側の客用扉戸袋窓付近が潰れて、前頭部がお辞儀をしたように車体が座屈した。浜松工場に収容された事故車は検証が行われ、衝突時の衝撃が台枠から側構に伝わり、強度的にいちばん弱かった戸袋窓部に集中した結果、車体がお辞儀をしたように変形したものと判明した。対策として、増備車では側柱部に補強を入れるなどの設計変更を実施し、戸袋窓の補強を行っている。

#### 名鉄名古屋本線大里駅踏切衝突事故
1959年（昭和34年）10月11日20時ごろ
名古屋鉄道名古屋本線の大里駅南側の踏切（遮断機・警報機なし）で、伊勢湾台風（同年9月26日襲来）の救援物資を積んだオート三輪が一時停止を怠り、豊橋発新岐阜行特急（5000系6両編成、5003編成）に衝突した。列車は大里駅のホームに接触しながら1両目が一回転して線路脇の田に転落、2 - 4両目も脱線した。この事故で列車の乗客5人およびオート三輪側2人が即死、重傷12人、軽傷18人を出した。
なお、43年後の2002年には、現場から約500 m北で名鉄名古屋本線衝突脱線事故が発生している。

#### 京浜急行電鉄花月園前 - 生麦間踏切衝突事故
1959年（昭和34年）11月7日17時50分ごろ
京浜急行電鉄本線の花月園前駅（現：花月総持寺駅） - 生麦駅間にある花月園第3踏切で、立ち往生していたトラックに品川発浦賀行特急が衝突した。トラックに積まれていた直径約3センチメートル (cm)、長さ6 - 12 mの鉄筋用の丸棒が、衝突のはずみで1両目の車内に多数突っ込んだ。この事故で乗客5人が死亡、重傷15人、軽傷13人を出した。
なお、同月20日に発生した東洋化工爆発事故でも、京急線の乗客に多くの負傷者を出している。また、当該踏切は既に廃止されている。

## 1960年代

### 1960年

#### 近江鉄道彦根口 - 高宮間正面衝突事故
1960年（昭和35年）8月22日
近江鉄道本線彦根口 - 高宮間で、走行中の電車1両（形式モハ7形モハ4）が、流転して無人のまま暴走してきた電気機関車1両（形式ED311）と正面衝突した。

#### 阪急電鉄京都本線ダンプカー衝突事故
1960年（昭和35年）10月22日 10時48分
阪急電鉄京都本線上牧駅～水無瀬駅間の桜井踏切(現在廃止)で、京都行急行(先頭車100形1522号車)が、踏切に侵入したダンプカーと衝突した。
この事故により、かねてから指摘されていた100形電車特有の連結幌の構造が運転士の視界の妨げになるのを解消するため、1522号車の事故復旧時に連結幌を着脱式に改造され、以後他の車両も改造されるきっかけとなった。
なお、1522号車は前年(1959年)7月24日にも、正雀駅～茨木市駅間の踏切で、回送中の近鉄バスと衝突事故を起こしている。

#### 姫新線列車バス衝突事故
1960年（昭和35年）12月12日 8時20分ごろ
姫新線美作追分 - 美作落合間にある遮断機のない踏切で、姫路発広島行き813列車が、中国鉄道バスの河内発勝山行きの路線バス（いすゞ製1950年式ボンネットバス）の側面に衝突した。この事故でバスは中央部がへし折れて吹き飛ばされ、乗員乗客64名中、10名が死亡、54名が重軽傷を負う大惨事になった。事故の原因はバス運転手の不注意とされた。

### 1961年

#### ダンプカー・東海道本線・横須賀線二重衝突事故
1961年（昭和36年）1月13日
東海道本線戸塚駅 - 保土ヶ谷駅間の秋葉踏切で、伊東発東京行きの東海道本線電車がダンプカーと衝突、脱線した。そこへ東京発久里浜行きの横須賀線電車が進入して脱線していた車両に衝突した。乗員乗客9名が死亡、13名が重傷、83名が軽傷を負った。

#### 小田急線列車衝突転落事故
1961年（昭和36年）1月17日
小田急電鉄小田原線和泉多摩川 - 登戸間、多摩川左岸堤防上にある和泉多摩川2号踏切（事故当時は第3種踏切：踏切遮断機なし、踏切警報機のみ）で、新宿発各停向ヶ丘遊園行き下り列車（2400形4両編成）とダンプカーが衝突した。ダンプカーが警報機鳴動中の踏切を突破しようとしたことが原因とみられている。
この事故でダンプカーは鉄橋上約100 mほど登戸駅側に引きずられ炎上、運転者が死亡した。一方、列車は先頭車が多摩川の河川敷に転落、2両目は鉄橋から宙吊り、3両目は脱線、4両目（最後尾）は無傷。運転士1名と乗客約数十名が重軽傷を負った。この事故後、現場踏切は車両通行止めとなった。その後事故から40年余りが過ぎた2004年ごろに高架線が完成し、この踏切は廃止された。

#### 急行「日本海」列車脱線事故
1961年（昭和36年）2月9日 13時45分
羽越本線村上 - 間島で、大阪発青森行きの急行「日本海」が土砂崩壊現場に突入、牽引する機関車（C57 1）と客車2両が脱線した。人的被害は機関士が軽傷を負った程度であったが、現場復旧作業が優先され破損した車両は2か月以上事故現場に放置。C57 1は4月27日に長野工場（現・長野総合車両センター）に入場し5か月の期間をかけ修復。その後も京阪100年号事故や阪神・淡路大震災による破損など度重なる事故に遭遇するが2024年現在も車籍を有する。

#### 大分交通別大線列車埋没事故
1961年（昭和36年）10月26日
大分交通別大線（1972年に全線廃止）で、大分発亀川行き列車（電車205号）が走行中に仏崎トンネルから出た直後に土砂崩れに遭遇し埋没。電車に乗っていた下校途中の児童・生徒ら31名が死亡し、乗員2名と乗客34名が重軽傷を負った。当日は台風26号の影響で前日からの豪雨が続いていた。

#### 名鉄名古屋本線パノラマカー踏切事故
1961年（昭和36年）11月29日
名古屋鉄道名古屋本線で、新岐阜駅（現・名鉄岐阜駅）行き特急列車（7000系）が走行中に、木曽川堤駅付近の踏切で、砂利を満載した大型ダンプカーと激突し、ダンプカーは40mも引きずられ、パノラマカーは286mも走った木曽川橋梁の中央部付近で停止した。なお、この事故による負傷者は乗客8名が車両のガラスによる軽傷を負っただけで、死者は出ていない。

#### 山陽本線「さくら」・「あきよし」衝突事故
1961年（昭和36年）12月29日
山陽本線西宇部（現・宇部） - 小野田間で20系客車による東京発長崎行き下り寝台特急「さくら」に、2時間57分遅れで運転されていた山口発博多行き気動車準急「あきよし」（キハ55系気動車）が追突した。
この日は大雪の影響で通信不能となり、列車の運転は前方を目視で確認しながら15キロメートル毎時（km/h）程度の低速で一定時間間隔毎に列車を運行する隔時法によっていた。前方に先行列車を見つけて停車中の「さくら」に「あきよし」の運転士が気づいたのは「さくら」最後尾から約80 m手前で、45 km/hと速度を出していたこともあり非常ブレーキを扱ったが間に合わなかった。この事故を機に隔時法は廃止され、より安全性の高い自動列車停止装置（ATS）の整備が全国的に実施されるようになった。
この事故では双方の列車に乗客がいたが、「さくら」・「あきよし」で計50名の重軽傷者を出したものの、20系客車の軽量構造が衝撃を吸収し、客室部分の損傷を最小限にとどめ、死者は出さなかった。しかし、当時20系は予備編成が確保されていない状態での運転だったため、年末年始の繁忙期とも重なって付属編成6両が不足する事態となった。そのため、急遽10系ナハネ10形・オハネ17形や旧形客車スハネ30形を20系と併結して、急場をしのいだ（→さくら (列車)#さくら・あきよし追突事故の影響も参照）。

#### 東海駅 急行「いわて」脱線事故
1961年（昭和36年）12月29日
常磐線東海駅で副本線を通過しようとした上り急行「いわて」（C62 21牽引）が脱線大破。分岐器通過速度を超過し、機関車と客車2両が脱線転覆、他の客車も脱線。機関助士が死亡、5名が負傷。
この事故以降、副本線を通過する際でも一旦停車するよう規則が改められた。

### 1962年

#### 鹿児島本線基山駅貨物列車脱線事故
1962年（昭和37年）4月4日 21時10分ごろ
鹿児島本線基山駅の3番線から、若い男女が心中を図り進入してきた下り181貨物列車に飛び込んだ。男女2名は即死し、181列車の機関士が非常制動を執ったところ同駅が急角度のカーブであったのが災いし、牽引蒸気機関車が浮き上がり、貨車38両のうち21両が脱線した。この脱線で運転台から放り出された機関助士が炭水車からこぼれ出た石炭の下敷きになり殉職、機関士ともう1名の機関助士も全身に火傷や骨折する重傷を負った。

#### 常磐線三河島駅列車多重衝突事故
1962年（昭和37年）5月3日（国鉄戦後五大事故）
常磐線三河島駅構内で貨物線から下り本線に合流進入しようとした田端操車場発水戸行きの下り貨物列車（蒸気機関車牽引）が、停止信号を冒進して安全側線に進入し脱線。先頭の機関車が下り本線を支障した直後に三河島駅を1分遅れで出発し下り本線を進行して来た上野発取手行きの下り電車と衝突し、脱線した下り電車は上り本線を支障した。約6分後、さらにその現場に上野行きの上り電車が高速で突入。上り電車は線路上に避難していた乗客多数を巻き込みながら下り電車に衝突、双方の先頭車両は原形を留めず粉砕され、一部の車両は築堤下へ転落して民家に突っ込み、死者160名を出す大事故になった。
下り貨物列車と下り電車が衝突した時点での人的被害は小規模だったが、下り電車の乗客が上り線路上へ出てしまったことと、約6分の猶予が有りながら事故現場へ接近する上り列車を非常停止させるための防護処置が行われなかったことが更なる事故を招来し、人的被害を大きくしてしまった。この事故が契機となり、自動列車停止装置（ATS）や列車無線の設置を推進することになった。

#### 南武線踏切事故
1962年（昭和37年）8月7日
南武線津田山 - 久地間の第3種踏切で警報を無視して進入したトラックに下り電車（11系4両編成）が衝突。上り線を支障した下り電車に上り電車（11系4両編成）が衝突し、3名が死亡した。
踏切事故の多発が問題視され、踏切設備の改良や立体化など、踏切の抜本的な整備策が検討され、当面の対策として踏切支障警報装置の設置が進められた。

#### 羽越線正面衝突事故
1962年（昭和37年）11月29日
羽越本線羽後本荘 - 羽後岩谷間で下り単行蒸気機関車（D51形）と上り貨物列車（DF50形ディーゼル機関車牽引）が正面衝突。ディーゼル機関車は前頭部が完全に粉砕されて炎上し、貨物列車の乗務員2名が殉職し、単行機関車の乗員3名が重軽傷を負った。

### 1963年

#### 鹿児島本線踏切事故
1963年（昭和38年）9月20日
19時05分頃、鹿児島本線の香椎 - 箱崎間（福岡県福岡市箱崎月見町（現・福岡市東区箱崎）、千早駅は当時未開業）の第3種踏切上で大型トラックが故障し停車していた。そこへ、箱崎駅を19時2分に出発した上り快速5024M列車に充当されていた421系電車4両編成が差し掛かった。列車は踏切の約150m手前で立ち往生するトラックを発見し、急ブレーキをかけたが間に合わず、19時3分頃に先頭車両がトラックに衝突して脱線。先頭車両は下りの線路を、2両目は上下線の両方を塞いだ。さらに、19時1分に香椎駅を出発した下り631D普通列車（キハ20）が踏切に接近し、踏切手前の約200mで急ブレーキをかけたが、こちらも間に合わず普通列車が脱線した快速列車に突っ込む二重衝突事故となった。一連の事故で9名が死亡し、162名が重軽傷を負った。
事故原因はレッカー車のワイヤーが外れ、牽引されていた故障トラックがそのまま踏切上に放置されていたためである。
九州地区の国鉄で発生した最大かつ当時戦後最大の踏切事故だった。前年に発生した南武線の踏切事故とほぼ同様の事故で、列車防護の措置をとる間もなく対向列車が衝突した。

#### 東海道本線鶴見列車多重衝突事故
1963年（昭和38年）11月9日（国鉄戦後五大事故）
東海道本線鶴見 - 新子安間で、貨物線（現・湘南新宿ライン・横須賀線の線路）走行中の下り貨物列車が脱線、そこに横須賀線の上下旅客列車がほぼ同時に進入して三重衝突事故が発生。合わせて死者161名、重軽傷者120名という大事故になった。
調査の結果、最初に起きた貨物列車の脱線はさまざまな要因が重なって起きる競合脱線が原因だとされた。

### 1964年

#### 立川駅タンク車衝突事故
1964年（昭和39年）1月4日 7時6分
青梅線西立川駅に1月2日に到着したガソリン満載の米軍専用タンク車（タサ846）と事故当日の朝に到着した貨車を連結するための作業中に、担当者が規則ではタンク車のブレーキをかけるとともに車輪止めを設置することとなっていたが、ブレーキのかけ方が甘く車輪止めを使用していなかったことによる過失で転動。作業場所より65 m立川寄りの本線ポイント手前の本線合流ポイント手前に車輪止めがあったがこれをそのまま破壊して青梅線の上り本線上に進入し逸走した。そして約2キロメートル離れた立川駅に停車中だった青梅行き普通電車（電車5両編成）に衝突。これにより積荷のガソリンが引火して炎上した。火はまたたく間に近隣の建物にも燃え広がり、タンク車と電車のほか近隣住宅地の8軒11棟のべ1600平方メートルを全焼した。
事故当時、青梅行き普通電車やそのホームには約60名の乗客がいたが、西立川駅からの電話連絡を受けた駅員達がいち早く避難誘導したため死者が出る最悪の事態は免れた。しかし避難時に乗客2名が転倒するなどして重軽傷を負った。
その後の調査で上記の事故原因が判明し西立川駅の担当者は逮捕された。

#### 京福電鉄電車衝突事故
1964年（昭和39年）1月5日
京福電気鉄道（現・叡山電鉄）鞍馬線二ノ瀬 - 貴船口間の貴船口より約200 mの場所で、上り臨時電車（デナ21形1両）と下り電車（デナ21形2両編成）が正面衝突し、架線を切断して短絡したことによる火災が発生し、上り電車と下り電車の先頭車が焼失し69名が負傷した。
当日は鞍馬寺における初寅大祭のため臨時列車を運行していたが、臨時運行の伝達が徹底されなかったこと、下り電車の運転士が通票を確認しなかったことが主な要因とされた。
上り電車の乗客数は80名でほぼ満員の状態だったが、車掌は衝突して停車後にいち早く自動ドアを開けたため全乗客は線路上に避難でき、衝突の衝撃などで怪我人は出たものの死者の出る最悪の事態は免れた。また下り電車には20名ほどの乗客がいたが、こちらも怪我人は出たものの全員が無事に避難している。
事故の一報は、乗客の1人が貴船口駅まで駆けつけて駅員に伝えられた。一報を知った駅員は運行本部、警察、消防に連絡をした。
京都市消防局の消防車8台が現場に駆けつけ消火活動にあたるとともに救急車4台が駆けつけて怪我人を近隣の病院（浜田病院26名、富田病院23名、済生会病院10名、等）へピストン輸送した。
焼失したデナ121・123が廃車となった。
京福電気鉄道では、平成に入っても福井支社で半年以内に2回も列車衝突事故が発生し、もともと慢性的な赤字であったこともあって最終的には運行を停止するまでに至っている。詳しくは京福電気鉄道越前本線列車衝突事故を参照のこと。

#### 中央線大久保 - 東中野間列車追突事故
1964年（昭和39年）1月14日 9時55分ごろ
中央緩行線東中野駅から大久保方400 mに停車中の下総中山発中野行き下り普通821C列車に、後続の船橋発中野行き下り普通819C列車が追突し、両列車の乗員乗客7名が重軽傷を負った。

#### 東海道新幹線モデル線区飛込事故
1964年（昭和39年）2月26日 10時55分
開業前の神奈川県高座郡綾瀬町（現・綾瀬市）の東海道新幹線モデル線区で試験走行中の東海道新幹線用車両に男が飛び込んだ。このため先頭車両先端のスカートが大きくへこみ、2両目の電動発電機、3両目のブレーキ用空気パイプなどが損傷する被害を受けた。試運転車両は200 km/hほどで走行中だったため事故現場通過後に停車するまで2 km近くも走行した。その影響で死体は広範囲に散乱した。

#### 名古屋鉄道新名古屋駅列車追突事故
1964年（昭和39年）3月29日 9時55分
名古屋鉄道名古屋本線新名古屋駅（現・名鉄名古屋駅）構内（新岐阜方面ホーム）で、停車中の大野町発新木曽川行き急行列車（4両編成）に後続の新鵜沼行き特急列車（4両編成・碧南駅発と猿投駅発を途中の知立駅で併結）が追突した。追突された急行列車は後ろ2両、追突した特急列車は前2両がそれぞれ脱線し、運転席に挟まれた特急列車の運転士と乗客24名が重傷、乗客125名が軽傷を負った。
後続の特急列車の運転士が新名古屋駅構内のトンネルに進入時、ヘッドライトのスイッチを操作したが点灯しないため振り返って背面にあるメインスイッチを操作するなどしているうちに下り勾配で加速してしまい、気付いた時には急行列車に接近していたため非常制動を採るも止まり切れず追突した。
この事故を受け、名鉄は自動列車停止装置の導入を決定、名古屋本線から順次整備し始めたが、1966年（昭和41年）7月29日 にも常滑線の大江駅構内で正面衝突事故が発生してしまったため、速やかに全線への整備を行い、1968年（昭和43年）の7月に導入が完了した。以降、名鉄で列車同士の追突や正面衝突といった事故は発生していない。

#### 「第一富士」脱線事故
1964年（昭和39年）4月24日 10時7分ごろ
東海道本線草薙 - 静岡間の現在の東静岡駅付近（当時、東静岡駅は未開業）を走行中の東京発宇野行き下り特急「第一富士」が、踏切内のダンプカーと激突し、先頭から6両目までが脱線した。この事故ではダンプカーの運転手が死亡し、先頭車両は大破した。また脱線した車両の多くは数多くの著名人が乗車する1等車であったことから在日イラク代理大使ら10名が重軽傷を負った。
この事故で先頭に組成されていたクロ151-7が廃車となったが、これは国鉄新性能電車の廃車第1号でもある。被災した151系電車は同年10月1日の東海道新幹線開業に伴い、九州乗り入れ改造をはじめとする転用計画に着手しており、代替車両を新造する猶予もなく、さらに予備車も皆無に近い深刻な車両不足状態となった。このため本来は急行列車用の153系電車を急きょ特急「こだま」に充当するなど、各地の予備車を総動員しての代走を実施したほか、廃車代替として急遽サロ150-3を先頭車化改造して対応した。

#### 新潟地震による事故
1964年（昭和39年）6月16日 13時1分ごろ
新潟地震により新潟駅付近で跨線橋が落下し、直下にあったキハユニ17-2を直撃し車体が潰れた。回送列車のため乗客は乗っておらず、人的被害はなかったものの同車は復旧困難のため廃車となった。

#### 東海道新幹線保線作業員死傷事故
1964年（昭和39年）11月23日7時32分ごろ
静岡県磐田市の東海道新幹線の線路内で砂利固めをしていた保線作業員10名が、列車見張員の不注意から、静岡発新大阪行きの「こだま207号」にはねられ、5名が即死、5名が重軽傷を負った。現場は田園地帯に土盛りをした直線の見晴らしの良い場所であったが作業員達は砂利を固める機械の音のため近づいてくる新幹線に気付かなかったという。こだま207号は事故現場から1 km以上も走って停車したため犠牲者の遺体は事故現場から延々と1 km以上にわたり線路に散乱していた。
新幹線開業から2か月足らずで複数の死傷者を出した国鉄は、この事故により安全対策の見直しを迫られることとなった。
この事故と直接関係はないが、新幹線保線作業員がはねられる事故は1966年4月25日深夜にも再発しており、こちらは弁天山トンネル（小田原市）付近で保線作業のため線路に入っていた作業員が作業機械などを運搬中、やってきた電気試験車（時速210ｋｍで走行）をモーターカーと誤認して逃げ遅れ、4人死亡・重軽傷者多数が発生した。

#### 大阪市電・タンクローリー衝突事故
1964年（昭和39年）12月17日の午後6時40分ごろ
大阪市電（大阪市電阪堺線）が西成区津守町東6丁目（現・南津守）を乗客約70名を乗せて走行中、主要地方道大阪臨海線のセンターラインを越えて対向して来たタンクローリー車と衝突。この衝撃で市電は右前方の車体が大きくえぐられ、何人かの乗客はえぐられた部分から外へ放り出されるなどした。この事故により市電の乗客3名が死亡、タンクローリー車の運転手と市電の乗客27名が重軽傷を負った。事故原因はタンクローリー車がワイパーの故障した状態で、夕闇と折からの降雨の中で前方の視界がほとんどきかないにもかかわらず、強引に前方の車を追い越そうとして市電の軌道内に入り込んだもので、運転手はその場で現行犯逮捕された。
事故車の1720号車は証拠物件に指定され、大阪市電が1969年4月1日に廃止された後も保存予定車両と同じ施設で保管され、裁判が終わった後の1972年ごろに解体処分されている。

### 1965年

#### 北陸鉄道金沢市内線脱線転覆事故
1965年（昭和40年）6月24日 15時45分ごろ
北陸鉄道金沢市内線（1967年全線廃止）の小立野発野町駅前行電車（300形309号車）が暴走後、脱線転覆し死者1名、負傷者多数を出した。
状況は、当電車が出羽町停留所発車直後に異常を感じて停止し、乗務員が下車点検したところ、現場が尻垂坂の頂上であったため転動、暴走したもの。電車はブレーキロッドが折損していた。乗務員は慌ててレバーを線路上に置いて止めようとしたが、電車はこれを乗り越え、続いて電車に飛び乗ったが、レバーを持っていないためなす術がなく、坂を下った兼六園下停留所付近で脱線転覆した。対策として単車を勾配の大きい路線で使用禁止としたほか、下り勾配での一旦停止などを行った。

#### 東武鉄道北千住駅列車衝突事故
1965年（昭和40年）7月21日 21時40分ごろ
東京都足立区の東武鉄道伊勢崎線北千住駅構内の小菅方のポイントおいて、下り本線へ進行しようとした中目黒発竹ノ塚行2015T列車（2000系・6両編成）の2両目に、同じく下り本線へ進行しようとした業平橋（現・とうきょうスカイツリー）発杉戸（現・東武動物公園）行の第K317貨物列車（ED5001牽引・26両編成）が衝突。この事故で竹ノ塚行列車の2両目から4両目が脱線し、貨物列車側も機関車および1両目の貨車が脱線。脱線した車両は大きく傾き、貨物列車側は土手側へ傾斜したものの架線柱により転落は免れた。この事故で負傷者は出なかったものの、貨物列車の1両目と2両目はそれぞれ揮発油とメタノールを満載したタンク車であり、事故による転落の危険があった事から周辺住民に避難命令が出された。
この事故の原因は竹ノ塚行列車側の信号無視とされた。定刻では貨物列車は21時37分30秒、竹ノ塚行列車は21時39分00秒の発車となっていたが、当日は貨物列車が1分30秒の遅れで発車しており、竹ノ塚行列車と同時の発車であった。このため竹ノ塚行列車は同駅を注意現示で出発し、合流点手前の停止現示で停車し貨物列車の発車を待った後に本線に進入する事になっていたが、この停止現示を無視して進行したものである。当該運転士は業務上過失と往来妨害の疑いで逮捕された。

#### 山手線品川駅列車衝突事故
1965年（昭和40年）7月31日 15時08分ごろ
山手線品川駅に15時06分30秒に着いた新宿発品川行内回り1462列車（101系8両編成）が、客扱い終了後15時08分ごろに回送として1番線から大崎方にある留置線に向かっていたところ、同駅に15時09分に到着予定であった後続の内回り1452列車（101系8両編成）が、品川駅ホームより約38 m大崎方にある同駅第72号ポイントを通過中の回送列車の後ろから3両目の側面に衝突し、10 m走行ののち右に傾いて停止した。この事故で回送列車の後から3両目が脱線大破し衝突した側面が完全にえぐり取られた。一方の後続列車も1両目が脱線大破、後続列車の運転士と乗客2名が重傷、乗客12名が軽傷を負った。なお、もう1分遅ければ脱線した内回り列車が外回り列車と衝突し、三河島事故のような三重衝突事故に発展していた可能性もあった。
事故原因は後続列車の赤信号無視とされた。同路線はATSが同年7月5日に導入されたばかりであったが、同列車の運転士は警報がうるさいことを理由としてスイッチを切っていたとされ、三河島事故以後安全確保に力を入れていた国鉄にショックを与えた。また、回送列車の入庫から後続列車の到着までわずか2分30秒しかない過密ダイヤも事故の遠因とされた。
この事故で衝突された回送列車の後ろから3両目であるモハ101-201は修理扱いで車体を新造している。

#### 急行「赤倉」衝突脱線事故
1965年（昭和40年）11月1日 9時50分ごろ
新潟県長岡市の信越本線前川駅 - 来迎寺駅間の踏切で、新潟発名古屋行の急行「赤倉」がコンクリートミキサー車と衝突。12両編成中10両が脱線し、2両が築堤から転落した。死傷者16名を出した。

#### 京阪本線・京都市電稲荷線衝突事故
1965年（昭和40年）11月28日 6時15分ごろ
京都府京都市伏見区の京阪電気鉄道京阪本線伏見稲荷駅南側にある京都市電稲荷線との交差部おいて、京都駅前発稲荷行19号系統市電（800形859号車）の側面に、八幡町（八幡市を経て、現・石清水八幡宮）発三条行の普通列車が衝突、市電および普通列車の1両目が脱線した。この事故で市電の乗客5名のうち3名が軽傷を負った。
この事故の原因は普通列車側の運転士が誘導を待たずに進行したものとされた。当日の朝は京阪本線側で、4時15分ごろに発生した信号用高圧線の断線により三条 – 中書島間の信号が消灯していた。このため同交差部では市電側の予備電源を用いて両側とも停止現示を出し、一旦停車ののち京阪の職員により交差部を走行する列車を誘導する事となっていた。また、交差部の脱線ポイントについても同職員の手動操作となっていた。同交差部には市電が先に到着し、職員の誘導を受けていたが、その後に到着した普通列車が、脱線ポイントが本線側に開通していたことから市電がいないものと思い込み、誘導を待たずに発車したものとされている。

### 1966年

#### 南海電鉄高野線置石脱線事故
1966年（昭和41年）3月2日 20時25分ごろ
大阪府堺市香ヶ丘町の南海電気鉄道高野線我孫子前駅 - 浅香山駅間の大和川橋梁南詰付近で、難波発三日市町行き直行電車（4両編成）が線路上に置かれた重さ約20キログラム（kg）の石に乗り上げ、1両目が脱線し、架線の鉄柱に衝突した。電車には約200名が乗車して満員状態だったが、この事故で乗客など十数名が負傷した。

#### 新幹線「ひかり」車軸折損事故
1966年（昭和41年）4月25日 19時ごろ
東海道新幹線名古屋駅を東京にむけて出発した「ひかり42号」（新大阪駅18時00分発・0系12両編成）が、熱田付近の曲線を走行中の最後尾の台車から異常振動と火花を出していることを車掌が視認した。その後異常なく走行していたが、豊川橋梁付近のカーブ（R2500）で再び異常振動と火花を出しているのを車掌が視認したため、運転士に通報し非常ブレーキをかけ通過予定駅の豊橋駅 を400 m過ぎた地点で停止した。ここで職員が降りて確認したところ後部車両の台車の第二軸に異常があり、中央列車指令の指示で「ひかり42号」を豊橋駅の第2副本線に退行して入線し、後続の「ひかり44号」・「ひかり46号」・「ひかり48号」・「ひかり54号」の計4本を臨時停車させて42号の乗客を代替輸送した。
事故自体は人的被害が出なかったため大きく報道されなかったが、故障車両を搬送機器に載せて浜松工場に回送後に行われた検査で、車軸が折損寸前（車軸を外した直後に完全に折れた）、かろうじて駆動装置と軸箱に支えられていたという相当深刻な事態であったことが判明した。
そのため折損した車軸が軸箱に引っかかっていなければ、名古屋駅を発車した直後に脱線転覆した可能性があった上に、車掌が異常に気付かず豊橋駅で停止していなければ、10‰の下り勾配と左に半径2500ｍのカーブがあるためここで全車両転覆の可能性もあった。
車軸折損の原因であるが、鉄研・金属材料研究所での検査の結果、メーカーの製造段階で高周波焼入れ中に停電があったため、材質に欠陥があり金属疲労を引き起こしたというものであった。事故対策として、一層の品質管理と検査の徹底が行われることになった。

#### 京阪電鉄蒲生信号所列車衝突事故
1966年（昭和41年）8月3日
大阪市城東区の京阪電気鉄道京阪本線蒲生信号所（現在は廃止）構内の複々線の緩行線（B線、外側線）と急行線（A線、内側線）との合流ポイント付近で、緩行線から急行線側に進行中の下り普通列車の2両目に急行線を併走中の下り急行が信号冒進して衝突、48名が重軽傷を負った。急行列車の先頭車両はその衝撃で上り線側に飛び出し、信号所の建物に突っ込んで上り線路を支障した。現場には上り区間急行列車が接近していたが、信号所の助役が負傷しながらも下り方向へ走り上り列車に対して列車防護を行った（停止信号を出した）。区間急行の運転士はこれに気付き非常ブレーキを作動させ、現場手前で停車し、二次衝突を避けることができた。原因は急行運転士の過労とされた。この事故を契機に京阪は自動列車停止装置の導入に踏み切った。

#### 東武伊勢崎線バス衝突事故
1966年（昭和41年）9月22日
埼玉県越谷市の東武伊勢崎線越谷駅より北約120 m離れた赤山踏切で、越谷駅行き東武バスに日光発浅草行き特急「けごん」が衝突。バスは約135m、越谷駅ホームまで引きずられ大破、列車も最後尾の1両を残して脱線した。この事故によりバス乗客ら4名が死亡、乗客ら12名が負傷した。事故当時、踏切付近は渋滞しており、バスが渡り始めた際に対向から小型トラックが来たことでバスが踏切内で立ち往生してしまい、そこに列車が衝突した。この当時越谷駅周辺は沿線の開発により、交通量が急増。踏切内の線形の悪さも加わり事故に至った。1か月後、同様事故を防止するため、近隣の2つの踏切を含め、踏切内を拡幅した。

#### 近鉄河内国分駅列車追突事故
1966年（昭和41年）11月12日
大阪府柏原市の近畿日本鉄道大阪線河内国分駅で、待避中の上本町（現・大阪上本町）発名張行き準急（1480系）に上本町発宇治山田行き特急（10000系、「旧ビスタカー」）が追突、特急列車の運転士が死亡、43名が重軽傷を負った。特急列車運転士の信号見落としが原因であった。この事故で損傷した宇治山田方先頭車のモ10007は流線型の前頭形状をやめて18200系に準じた貫通型で翌1967年に復旧したが、4年後の1971年には廃車された。

#### 東武鉄道西新井駅列車衝突事故
1966年（昭和41年）12月15日 22時37分ごろ
東京都足立区の東武鉄道西新井駅構内で大師線の線路を走行していた大師前発西新井行2206D列車（5300系2両編成）が、伊勢崎線下り本線を走行中の中目黒発竹ノ塚行普通2155S列車（営団3000系6両編成）とすれ違った際、西新井行列車の1両目が脱線し伊勢崎線下り本線側に傾斜、竹ノ塚行の3両目に衝突した。この事故で西新井行列車の1両目と竹ノ塚行列車の2 - 5両目が脱線し、衝突された3両目は側面がえぐり取られる形で大破した。この事故で両列車の乗客7名が死亡、4名が重傷、16名が軽傷を負った。なお、衝突時には伊勢崎線上り本線にも列車が走行していたが、この列車はパンタグラフを破損した程度で人的被害はなかった。
この事故の原因は、大師線側のカーブ部分におけるレールの摩耗とされている。事故現場であるカーブの出口から本線との渡り線付近はカーブ外側のレールが2 cm近く削られており、これにより進行方向左側の車輪がレールの上に乗り上げ、右車輪が引っ張られて分岐器のガードレールに衝突し脱線したものとされた。
なお、この事故で大師線が日ごろから新任運転士の、いわば実習線とされていたことが報道された。
営団3000系の事故編成は中間車1両を同じ番号で代替新造の上、運用に復帰した。

### 1967年

#### 南海電鉄男里川橋梁列車脱線転落事故
1967年（昭和42年）4月1日
大阪府泉南郡泉南町（現・泉南市）の南海電気鉄道南海本線「樽井9号踏切」で、難波発和歌山市行き下り急行電車（11001系電車5両編成）が、大型車に対する通行規制はないものの狭い同踏切に進入しエンストした大型トラックの立ち往生に気付き非常ブレーキをかけたものの間に合わずに衝突し、脱線転覆。男里川橋梁から1・2両目が5 m下の男里川の河原に転落し、乗客5名が死亡、208名が重軽傷を負った。
事故後に運転士が自分の長男（当時3歳）を乗務員室内に入れて運転を行っていた上、非常ブレーキ操作後に乗客の避難を優先させずに、長男を抱いて乗務員室から脱出したことが発覚したため、同社の安全に対する姿勢が問われる結果となった。当時、子供に気を取られたのではないかとしていた報道もあった。

#### 近江鉄道犬上川橋梁列車脱線転落事故
1967年（昭和42年）6月29日
滋賀県犬上郡甲良町の、犬上川の堤防上にある近江鉄道本線の踏切で、始発電車がダンプカーと衝突した。クハ1213形クハ1222とダンプカーが犬上川橋梁から河川敷へ転落、モハ1形モハ2は橋梁上で宙吊りになった。ダンプカー運転手が死亡、列車の乗客ら7名が重軽傷を負った。

#### 南海電鉄箱作駅構内列車衝突事故
1967年（昭和42年）7月24日 20時11分ごろ
大阪府泉南郡南海町（現・阪南市）の南海電鉄南海本線箱作駅で、同駅を通過しようとした難波発和歌山市行き急行第1903列車（2001形4両編成、和歌山市方よりクハ2810+モハ2013+クハ2804+モハ2021）が、赤信号を無視して別方向に開通していた分岐器から貨物ホームの6番線に進入。同ホームから入換のため出発したばかりの貨物列車（ED5121形ED5129牽引2両編成）と正面衝突し、急行列車の前3両が脱線し1両目は機関車に、2両目は1両目の後部にそれぞれ1m近く食い込んだ。一方貨物列車は全車両が横転、事故現場となった貨物ホームは50mに渡ってコンクリートが落ち、北側半分がえぐり取られた。この事故で急行列車の運転士が重体、貨物列車の運転士および乗客8人が重傷、116人が軽傷を負った。
事故原因は上記の通り急行列車運転士の信号無視であり、場内信号機の一つ手前にある信号の注意現示を見落として80km/h程度で走行し、場内信号機の停止現示を見て慌ててブレーキを掛けたものの間に合わなかったとされる。また、貨物列車が本線を横断して入換を行っていたことも問題視された。貨物列車は和歌山市始発で、19時59分に同駅2番線に到着、同駅発の貨車を連結したのち20時35分に堺駅に出発するダイヤとされていたが、発車までに行う同駅構内の入換についてはダイヤで決められておらず、同駅の判断に任されていた。また、その36分間には上下合わせて8本の列車が通ることになっていた。当日は3分遅れで貨物列車が到着し、通常通り20時05分発の上り普通列車が出発してから20時10分の急行通過までの間に入換を行うことにしたが、荷扱いないし連結作業の遅れにより急行通過までに作業を完了する事ができなかったとされている。輸送規則では急行列車は優先的に運行するのが原則となっていたことから、その原則に反して入換を優先させた事も問題となった。
また当時、ATS（自動列車停止装置）は設置されておらず、事故を起こした2001形の制御車には速度計が設置されていなかった。
問題となった貨物の取り扱いについては、事故後に大阪陸運局より「できる限り早急に廃止するべきで、荷主の同意が得られない場合には陸運局が仲介を検討する」とする意向を発表する事態となった（当時、貨物扱いの廃止は届け出制で荷主全員の承諾が必要であった）。
南海は同年4月の男里川橋梁列車脱線転落事故に引き続き、短期間で2回も事故を起こしたことから、運輸省の特別監査を受けることとなり、後日書類提出を伴う警告がなされた。（大阪陸運局管内では1964年の京福電鉄電車衝突事故に続き2度目）
また、貨物取扱駅の統廃合も要請される事態となった。
南海側としては4月の橋梁事故後、5月20日より事故絶滅運動を展開していた矢先の事故であり、各メディアからその体質を厳しく批判されることとなった。
南海側は事故後の対策として
1. 適性の再チェックなどを含めた総合的な運転士教育を実施する
2. 現在のATS取付工事三か年計画を二か年に短縮する
3. 運転士の乗務時間を平均化する
4. 箱作駅の貨物取扱は廃止するよう努力する
の4点を挙げた。
その後、同年7月31日に箱作駅の貨物取扱廃止を大阪陸運局に申請し即日許可、廃止となった。
また、運輸省は事故後、運転関係者の再研修とATSの早期設置、作業要領の再検討を全国180の鉄道会社に、昭和44年度末完成予定の各私鉄の60％にあたる重要路線にATS設置する計画を半年 ～ 1年前倒しするよう私鉄16社（大手私鉄14社および相模鉄道・神戸電鉄）に対し要請している。

#### 米軍燃料輸送列車衝突炎上事故
1967年（昭和42年）8月8日
新宿駅構内で、渡り線を通過中の中央線立川行き貨物列車（電気機関車EF10形+タンク車18両）の側面に、中央線上りの浜川崎行き貨物列車（電気機関車EF10形+ホッパ車20両）が、停止信号を示していた場内信号機を越えて衝突。脱線・転覆したタンク車から漏れた航空燃料に引火し、機関車とタンク車3両が炎上した。この事故で死傷者は出なかったものの、激しい火災の消火と、炎上を免れたタンク車からの燃料の抜き取り作業や復旧作業に手間取ったことから復旧が遅れ、中央線は丸1日ストップした。

#### 営団地下鉄日比谷線中目黒駅引上線車止め衝突事故
1967年（昭和42年）9月28日 20時13分ごろ
営団（現・東京メトロ）日比谷線中目黒駅構内の引上線（5号線）で、故障のため後続列車からの推進運転により同引上線に入った6両編成の前部列車（東武2000系）が、所定の停車位置で停車せずに車止めに衝突し脱線、並走する東急東横線の下り本線側に傾斜した。この事故で前部列車は1・2・6両目が脱線し、前部列車の最前部に居た前部列車の運転士(以下、当該運転士と表記)が曲がった床板とヒーターの間に左足を挟まれ骨折、全治2か月の重傷を負った。事故当時、傾斜した下り本線には下り列車が差し掛かるところであったが、20 m手前で停車し衝突は免れている。
この事故の原因は、乗務員間での連絡が上手くいかなかったためとされた。事故を起こした前部列車は、北春日部発中目黒行きとして運転中、広尾駅でヒューズが飛んだため後続の北千住発中目黒行き列車により推進運転を実施、恵比寿駅で回送になったのち事故の起きた引上線へ入る予定であった。引上線で停車の際は当該運転士が前部列車の車掌にインターホンを通じて合図を送り、その後前部列車の車掌が後続列車で運転中の運転士に合図を送る事になっていたが、当該運転士が合図を送ったものの通じておらずそのまま15 km/hの速度で進行した。そのため、当該運転士は40 m手前で非常制動を取ったものの、前部列車は広尾駅でパンタグラフをおろしていた事から空気圧が低下、そのため制動力が低下しており及ばず、衝突したものとされた。合図が通じなかった原因についてはインターホンの故障が疑われている。また、事故が起きたのは引上線内であった事から、ATCは設置されていなかった。
この事故で大破した前部列車の先頭車であるモハ2109は代替新造（書類上は修繕扱い）となった。

#### 急行「安芸」食堂車全焼事故
1967年（昭和42年）11月15日 1時30分ごろ
東海道本線三河三谷駅を東京駅から広島駅に向けて走行中であった、急行「安芸」（14両編成）の6両目に連結されていた食堂車（マシ38 2）の進行方向後部から出火。火災発生後に急行は現場に急停車し、乗務員により食堂車部分の切り離し作業が行われた。この食堂車はそのまま炎上、2時50分ごろに鎮火した。出火した時刻が深夜だったこともあり、食堂車に乗客はいなかったが、鎮火後にこの食堂車の中から日本食堂の調理助手の男性と接客係の女性が死亡しているのが発見された。石炭レンジの過熱が原因とされた。

### 1968年

#### 南海電鉄天下茶屋駅列車衝突事故
1968年（昭和43年）1月18日 17時17分ごろ
南海電気鉄道の春木発難波行き臨時急行電車（11001系5両編成）が天下茶屋駅ホーム通過後、停止信号を無視して進行、別方向に開通していた分岐器を割り出し、その先の分岐器から分岐側に進入して、出発待機していた回送電車（モハ561形 2両編成）に正面衝突した。急行の先頭2両と回送の先頭1両が脱線し、急行電車の旅客と双方の乗務員合わせて296名が負傷した。
直接原因は急行運転士の信号無視と制動操作の誤りとされたが、競輪・競馬（競輪場のほか、1974年まで春木競馬場があった）の観戦客輸送で急行通過が10分程度遅れていたことを理由として回送電車の出発を優先し、急行に停止信号を出した駅員の運転取扱いも問題とされた。
南海電鉄は前年4月の男里川橋梁列車脱線転落事故と7月の箱作駅構内列車衝突事故に続き、1年以内に重大事故を3度も引き起こしたため（これらは「南海3大事故」と呼ばれており、同社の安全報告書にもその記述がある）、この事故を重くみた大阪陸運局（現・近畿運輸局）は南海に警告書を出し、また同業他社および各方面からもその体質を厳しく批判されることとなった。このことが現在の南海泉北線が直営でなく泉北高速鉄道として開業する遠因となった。

#### 営団地下鉄日比谷線神谷町駅車両火災事故
1968年（昭和43年）1月27日
営団地下鉄（現東京メトロ）日比谷線神谷町駅付近で、回送中の東武鉄道2000系（6両編成）の3両目の主抵抗器付近から出火して火災を起こし、1両が全焼、1両が半焼した。
事故列車は、六本木駅で主抵抗器が赤熱して付近から発煙していることが見つかったために営業を打ち切って乗客を降ろし、霞ケ関駅の側線へ向けて回送中だったので幸いにして乗客の被害は発生しなかったが、火災発生が駅と駅の中間だったために消火に手間取り、乗務員や消防士ら11人が負傷した。なお、全焼した車両は車体・機器ともすべて造り直され修理扱いで復帰した。
火災の原因は、主抵抗器が過電流により過熱して、上部にある樹脂製電線管から出火し延焼したものとされた。この事故の1時間ほど前、この編成が中目黒行きとして運行中に主制御器の進段トラブルが発生し、その際3両目を含む第2ユニット開放の処置を行ったが、3両目の主制御器は並列段の進段途中で停止したままになっており、北春日部への折り返し運転時に運転士が転換器を操作しても（ユニットが開放されているため）極性が転換せず、走行中は常時発電ブレーキがかかっている状態となっていたのが主抵抗器過熱の原因である。
この事故で、当時の耐火基準の最高ランクだったA-A様式に該当する車両が1両全焼したことは可燃性の車両部品の使用を見直すきっかけとなり、事態を深刻と見た運輸省（当時。現在の国土交通省）は営団中野工場内での実車燃焼実験などを含む抜本的検討を行い、翌1969年（昭和44年）5月に従来の通達に代わる「電車の火災事故対策について」を通達することによって新たな耐火基準（いわゆるA-A基準）を定め、火災事故対策を強化した。この基準は世界的に見ても厳格なもので、以後の鉄道火災事故防止に貢献している。

#### 米原駅構内列車衝突事故
1968年（昭和43年）2月15日 12時55分ごろ
滋賀県の東海道本線米原駅構内で、入換作業中の新潟操車場発吹田操車場行貨物列車（58両編成・26分遅れ）に、発車したばかりの米原発播州赤穂行下り快速列車（列車番号 895M 8両編成）が衝突した。この事故で貨物列車は後部の9両が脱線しうち6両が転覆、一方の快速列車は前3両が脱線し先頭車は3 m下の田んぼに落下、快速列車の乗客1名が重傷、5名が軽傷を負った。
この事故の原因は快速列車の信号無視とされている。事故当時は雪のため視界が悪かった上、ATSの電源を入れ忘れていた事から運転士は信号無視に気がつかなかった。また事故を起こした運転士は事故当日の1時半ごろまで同僚と飲酒を行い、7時ごろに二日酔い状態で出勤・乗務していた。米原駅に到着後は引き込み線へ移動し事故当該の列車発車まで待機する事になったが、その間約2時間にわたり仮眠、その後発車直前に同駅の係員により起こされ、始業点検を行わずにホームへ入線させていたなどの問題が明らかとなった。
この事故と米軍燃料輸送列車衝突炎上事故をきっかけとして、国鉄は1970年7月に警報持続装置とATSスイッチが切の状態で3ノッチ以上を投入すると警報が鳴動する電源未投入防止装置を追加した。
この事故で脱線したクハ111-418、モハ112-60、モハ113-60の3両は事故廃車となった。

#### 上越線群馬総社駅構内列車衝突事故
1968年（昭和43年）4月19日12時45分
上越線群馬総社駅構内で長岡発高崎行きの上り6両編成電車が引き込み線に停車していた41両編成の貨物列車に衝突。この事故で乗員乗客約240名のうち69名が負傷。事故原因は当日駅構内のポイント工事中で手信号による列車誘導をしていたが、工事前にポイントを間違って切っていたため。

#### 阪急電鉄甲陽線ホーム激突事故
1968年（昭和43年）6月5日7時40分
阪急電鉄甲陽線夙川駅に到着した普通電車(610系2両編成)が停止しきれず、先頭車の663号車が車止めを乗り越えて神戸線ホームに激突した。
この事故で電車の乗客が折り重なるように倒れたうえに、神戸線ホームにいた乗客は衝撃で吹き飛ばされたり破片を受けたりしたことから35名が負傷した。
事故原因は運転士がブレーキ操作を誤ったものだとされた。

#### 伊豆急行川奈駅構内列車接触事故
1968年（昭和43年）6月18日10時30分
伊豆急行線川奈駅構内でホームに入ろうとしていた熱海発伊豆急下田行き下り7両編成電車の3両目に、約70メートル行き過ぎた伊豆急行の伊豆急下田発伊東行きの上り3両編成電車が接触して傾いた。60名が負傷。
事故原因は上り電車の運転士が居眠りし、信号の停止指示を無視して発車したことであるが、同運転士は事故前夜同僚と従業員寮で明け方4時まで徹夜麻雀をし7時に出勤するまでほとんど寝ていなかったことが判明、逮捕起訴された。
また伊豆急行では単線でほぼ全駅で列車を交換するダイヤであったが、ATSが未装備だった。そのため、早期のATS設置が決定した。

#### 膳所駅脱線事故
1968年（昭和43年）6月27日 0時24分ごろ【列車脱線事故】
滋賀県大津市の東海道本線膳所駅構内で、同駅待避線で停車予定であった吹田操車場発青森操車場行上り貨物第2077列車「第4北海」（41両編成）が、進入する予定であった引き込み線との分岐点で分岐器制限35 km/hのところを推定70 – 80 km/hで進入し脱線した。さらに脱線した貨車が接触したことにより架線柱が倒れ隣の下り本線を支障、そこへ富山操車場発吹田操車場行下り貨物第3574列車（EH10形牽引・46両編成）が突っ込み脱線した。
この事故で上り列車は機関車と貨車31両が脱線し、脱線した貨車は西部信号扱所に衝突、連動装置を破損させた。また脱線した車両のうち3両は下り列車が衝突した弾みで隣接する京阪石山坂本線の線路上に転落、架線を切断した。この時の火花が貨車1両に引火・炎上した。一方下り列車も機関車2両と貨車1両が脱線、下り列車の機関助士1名が軽傷を負った。
この事故の原因は上り列車機関士および機関助士が両者とも居眠りをしており、速度超過のまま進入、脱線したものとされた。事故を起こした上り機関士の証言によれば、山科駅通過後から最初に機関助士が眠気を感じ、その後機関士も眠気を感じてそのまま寝入ってしまったという。 機関士は事故の3日前より動労支部の大会や勤務、事故列車への勤務直前の非番時間は麻雀をしていた等、ほとんど休息を取っていなかった。事故後、両名は警察に業務上過失往来妨害の疑いで逮捕されている。
この事故を受けて、ATSに分岐器過速度警報装置の機能が追加されている。

#### 急行「おき」機関車脱線転覆事故
1968年（昭和43年）6月28日3時40分ごろ
山陰本線湖山駅構内で大阪発大社行き下り急行701列車「おき」を牽引中だったディーゼル機関車DD54 2が、場内信号機あたりを通過中に異常音に気付きブレーキをかけたが、推進軸（ユニバーサルジョイント）が破損し、垂れ下がった推進軸が線路に突き刺さり機関車は脱線転覆、続く客車6両が脱線する、いわゆる「棒高跳び事故」を起こした。いちはやく異常に気付き減速し、速度が低かったことから機関助手と荷物車掌が負傷したが、乗客人命の被害は無かった。事故車となったDD54 2は修理され現役復帰したが、DD54形ディーゼル機関車のエンジン本体や液体変速機の故障、推進軸が折れる事故などが多発した結果、同形式は1966年にDD54 1が落成したばかりにもかかわらず、1978年までに全車退役し廃車となった。

#### 御茶ノ水駅電車追突事故
1968年（昭和43年）7月16日22時38分
中央本線・御茶ノ水駅で停車中の豊田行き2239F電車（10両編成）に、後続の高尾行き2201F電車が追突した。双方の電車とも5両ずつが脱線した。負傷者210名（昭和44年度運輸白書参照）。事故原因は2239F電車の乗客がドアに手を挟まれていたことから、発車した直後に非常停止の措置をとってホーム半ばに止まったところへ、後続2201F電車運転士の見込み運転による制限速度オーバーとブレーキ操作遅れによって追突したという人的ミスとされた。

#### 相模鉄道瀬谷駅構内列車衝突事故
1968年（昭和43年）8月17日11時45分
相模鉄道瀬谷駅構内で、貨物列車を牽引するために入れ替え作業中であった電気機関車に、横浜発海老名行きの4両編成電車が追突。83名負傷。
事故原因は、追突した電車の運転士が居眠りをして信号の停止現示を見落としたため。なお、当時同線にはATSが設置されていなかった。

#### 豊橋鉄道老津駅構内列車衝突事故
1968年（昭和43年）8月26日19時30分
豊橋鉄道渥美線老津駅構内で新豊橋発三河田原行きの2両編成の下り電車が、貨物引き込み線に突入し貨物列車（10両編成）に追突。はずみで貨車2両が脱線し、残りの貨車は車止めを突き破り駅の待合室の壁に衝突。乗員乗客58名が負傷した。事故原因は駅務掛の手動信号の操作ミス。

#### 急行「かむい1号」脱線事故
1968年（昭和43年）10月12日9時20分
函館本線奈井江駅に停車予定だった下り気動車急行813D「かむい1号」が、運転士が停車予定を失念したため誤通過。駅構内の手動踏切を横断していたダンプカーと衝突し8両編成中3両目までが脱線、衝突地点から170m離れた奈井江川にかかる鉄橋でようやく止まった。乗員乗客約400名のうち、ダンプカーの運転手など29名が負傷した。事故は運転士が停車を失念していたことが直接のきっかけであったが、奈井江駅の助役が停止合図の赤旗をホームで振っているのを無視した上、駅を出発する列車の汽笛を合図に踏切を手動で閉めることになっていたため、ダンプカーの横断を止めることができなかったことが事故の原因となった。

#### 京阪電鉄京津線電車脱線事故
1968年（昭和43年）11月22日5時15分
京阪京津線で、四宮発三条行きの始発電車が東山区三条通白川橋東4丁目で敷石が浮き上がっていたため急停車しようとしたが間に合わず、敷石に乗り上げて脱線。国道1号（現・京都府道143号）を横切って道路上の防護柵を突き破り民家の壁に衝突した。乗客2名が負傷。停車寸前の速度であったため民家を破壊するまで至らなかった。

#### 籠原電車区構内脱線事故
1968年（昭和43年）11月23日5時40分ごろ
籠原電車区（現・高崎車両センター籠原派出）で、籠原発大宮行き普通列車に充当する新前橋電車区所属165系10両編成が出区線から移動中、ポイントが切り替わったため8・9両目が脱線した。回送状態であったために乗客に死傷者は出なかった。
原因は運転士の確認不足と事後対応のミスによるものである。まず当該編成が入線する予定だった籠原駅2番ホームに別の列車が在線していたため、出区線の信号が赤であったことを見落とし発車。続いてポイントが同駅下り4番ホームに向って開いていたことも通過後に気が付いて停止。さらに無断退行したものの、後退中に2番ホームの列車が発車したことで9両目通過中にポイントが自動的に切り替わったことから9両目と8両目が泣き別れ脱線した。
9両目のサロ165-24は架線柱2本に接触し倒壊させたため架線を切断、さらに車体が「く」の字に折れ曲がったことから修復困難となり1969年5月8日付で廃車された。なお、サロ165形で非冷房のまま廃車になったのは当車のみである。

#### 山陽電鉄中八木 - 江井ヶ島間列車衝突事故
1968年（昭和43年）11月23日18時20分
山陽電鉄の下り姫路行き普通電車（3両編成）が中八木駅を誤って通過し、次の江井ヶ島駅近くまで1.5 kmオーバーランした。運転士は通過した中八木駅に戻るために電車を逆走させたが、中八木駅西方650 m地点で後続の東二見行き普通電車（2両編成）と正面衝突した。この事故で後続電車の運転士が運転室で押し潰され殉職し乗客ら72名が負傷した。先行電車の運転士が考え事をしていて停車駅を誤通過した上、自身3度目の停車駅誤通過であったことから処分を恐れ、後続列車が来ないと思い込み後退したことが原因であった。先行列車の運転士は逮捕され、山陽電鉄を懲戒解雇された。なお、本事故で被災した車両のうち、250形253が翌1969年（昭和44年）に廃車となっている。

#### 十和田観光電鉄正面衝突事故
1968年（昭和43年）12月29日15時10分ごろ
十和田観光電鉄（2012年で廃線）三本木駅（のちの十和田市駅）を出発した上り2両電車が上北郡六戸町七百で正面衝突し18名が負傷した。事故原因は吹雪のために線路に突っ込んでいたトラックがあったため、上り電車は三本木駅からの指示により停車していたが、そのトラックが自力で脱出したことから、車掌が三本木駅に連絡せず独断で運行を再開した。そのことを知らない三本木駅はダイヤでは七百駅で上下の電車を交換するところを高清水駅に変更する指示を下り電車に与えたため、正面衝突した。後日、連絡を怠った車掌が逮捕された。

### 1969年

#### 紀勢本線 名古屋発天王寺行き921列車事故
1969年（昭和44年）1月24日
0時50分ごろ、和歌山県西牟婁郡日置川町（現・白浜町）の紀勢本線周参見 - 紀伊日置間の紀伊日置駅より南東400ｍ付近の右カーブ（R200）で、名古屋発天王寺行き快速921列車（8両編成）が牽引していたディーゼル機関車が脱線し、1回転しながら7m下の水田に落ちて転覆。機関車から切り離されたことで客車には非常ブレーキがかかり、奇跡的に紀伊日置駅ホームに停車した。この事故で機関士と機関助士の2名が重傷を負ったが、乗客にけが人はいなかった。この事故では先頭客車前部も破損したが、乗客の大半は事故が起きた事すら気が付かなかった。この事故で転覆したDF50 39が事故廃車となった。

#### 伯備線保線作業員死傷事故
1969年（昭和44年）2月13日14時18分ごろ （鉄道人身障害事故）
鳥取県の国鉄伯備線の上石見 - 生山（当時下石見信号場は未設置）の単線区間、上石見駅から700 m離れた線路内で、保線作業中だった国鉄米子保線区の作業員が岡山発米子行きの普通列車943Dに接触し、作業員6名が死亡した。
事故当時、普通列車は濃霧で29分遅れていた。
作業責任者が上石見駅の助役に問い合わせたところ、「下り列車が遅れているので行き違い駅を変更し、先に上り貨物列車がそちらを通過する」と回答したため、作業員は上り列車を警戒していた。しかし、数分後、所定どおりの行き違い駅で列車交換することになり、実際には下り列車が現場を通過することになったことにより、事故が発生した。
駅の助役が再度の変更を連絡しなかったことが原因だが、当時の業務規定では駅から現場の保線要員に連絡する義務が無かったこと、また当時の工事用携帯電話は500mおきに設置された電柱のジャックボックスに接続する必要がある有線電話であったため、現場のジャックボックスと作業場所が離れていた場合は駅から発信しても現場保安要員が着信に気付かない可能性もあった。
そのうえ、上石見駅では普通列車の運転士に保線工事中である旨を注意喚起しなかったうえ、現場が下り勾配のカーブで、運転士が視認したときには30mの先であったため、減速することができなかった。また保線要員側も下り列車に警戒していなかったため、待避が間に合わなかった。
国鉄ではこれらの教訓から、列車接近警報装置の設置などの安全対策が図られた。また現場近くに「触車防止地蔵」という慰霊碑が建立されている。なお、同線では2006年1月にも同様の接触事故が発生しており、この時には3名が死亡している。

#### 近鉄伊勢中川駅構内列車脱線事故
1969年（昭和44年）8月5日22時30分ごろ
近畿日本鉄道伊勢中川駅構内（大阪線から中川短絡線が分岐する地点）で上本町発宇治山田行き特急が脱線、4両編成のうち2両が4 m下の畑に転落した。乗客ら61名負傷。製造から日の浅い12000系2両が廃車となった。
車輪のフランジに欠陥があり、ポイントに引っかかったことが脱線の原因とされた。
対策として、現場の8番分岐器を12番分岐器に交換した。結論を出すのに時間がかかり、運転士が業務上過失致死傷罪で起訴されるのは、事故発生からおよそ2年後のことであった。なお、当時は現場と伊勢中川駅のホーム間は単線であり、複線化されたのは1973年のことである。

#### 岳南鉄道岳南線正面衝突事故
1969年（昭和44年）9月30日7時すぎ
岳南鉄道岳南線の本吉原駅の構内で、貨物列車が貨車の入れ替え作業を行っていたところに、朝の通勤時間帯の満員電車が進入して貨車が衝突。126名が重軽傷を負った。貨車の入れ替え作業は、電車が行き交うダイヤの隙間を使って行われていたが、時間にして5-6分しか余裕がなく最初から無理な作業であった。後に駅長、貨物列車の運転士、構内掛が業務上過失傷害の疑いで逮捕。名古屋陸運支局が特別監査を行った。

#### 急行「よしの川」脱線事故
1969年（昭和44年）10月19日
阿波池田発小松島港行き急行「よしの川」4号（気動車2両編成）が、下浦駅付近にある踏切で警報を無視して突っ込んできたダンプカーと衝突。ダンプカーは下浦駅のホームに吹き飛んだ上に、急行の1両目が脱線し近くの食料品店を営んでいる民家に飛び込んだ。
この事故で急行の運転助士が民家と車両に挟まれ殉職。ダンプカーの運転手や乗客ら22名が負傷。

#### 総武本線海老川橋梁脱線事故
1969年（昭和44年）10月30日 11時22分ごろ【列車脱線事故】
千葉県船橋市の総武本線船橋 - 津田沼間で、船橋駅を定時で出発した三鷹発津田沼行108C列車（8両編成）が海老川橋梁付近（御茶ノ水起点 25.1 km）に差しかかったところ、進行右側で工事中のバックホウが突然ブームを左側に回転したのを発見した。直ちに非常ブレーキを掛けたものの及ばず接触、180 ｍ過ぎた上宿架道橋上で傾いて停車した。この事故で1両目は全軸が左側に脱線し先頭部が大破、架線柱2本が倒壊し列車の運転士と乗客2名、およびバックホウの操縦者が重傷、乗客14名が軽傷を負った。
事故原因は同区間の工事を請け負った戸田建設が、無届けの重機（バックホウ）を未完成の工事用踏切から無断で進入、掘削作業中に下請け業者の運転者の誤操作で発生したものとされた。当時同路線では複々線化工事が行われており、当時の作業は既設の複線をそれぞれ外側に新設した橋梁を通る新線に切換えた後、旧線で新橋台を構築する仮設備の段取りであった。
前日に上記作業に関して、作業責任者が掘削を行いたいとの申告を行い、国鉄側より「手掘り作業なら許可する」との条件で許可を受けたにもかかわらず重機による作業を無断で行った。現場には見張員が配置されており、列車接近に気づいてバックホウの運転者に笛を用いて警告を行ったものの運転者には伝わらなかった。
この事故で先頭車のクハ101-60が廃車となった。

#### 江ノ電正面衝突事故 (1969年)
1969年（昭和44年）11月25日20時50分頃
柳小路駅 - 鵠沼駅間で正面衝突事故が発生し、数名が軽傷を負った。単線区間の鵠沼駅でのすれ違い停車を怠り、上り列車（鎌倉発藤沢行）が早く発車したのが原因であった。

#### 士幌線士幌駅貨車逸走事故
1969年（昭和44年） 11月28日
北海道河東郡士幌町の士幌線士幌駅（帯広起点30.090 km 地点、標高202 m 70 ）で、入替中の貨物列車（貨車7両編成）に機関車を連結しようとしたところ、連結器が閉じた状態となっており、押し出される形で転動し、構外へ逸走した。逸走した列車は中士幌駅（帯広起点22.530 km 地点、標高146 m 80 ）までの約8.5 km の下り坂を高速で駆け下りた。
通報を受けた中士幌駅では、枕木28本をレール上に直角に積み強制停止を試みたが、逸走車両はこれを跳ね飛ばし、その30 m 先で、逸走車両に故意に衝突させて停止させることを目的に留置中の貨車12両に激突してようやく停止した。人的被害はなかったものの、貨車7両が脱線し12両が破損した。また、逸走車両の帯広方には重油を積んだタンク車が連結されていたため、中士幌駅構内は重油まみれとなり、付近の住宅の井戸水も汚染された。

#### 草津線落石接触事故
1969年（昭和44年）11月29日 22時23分ごろ
草津線石部駅を定刻に出発した普通745D列車（現車3両）が約60 km/hで力行運転中、石部駅より約1 kmの地点（柘植起点 28 k 550 m）で列車の前頭部に落石が衝突した。このため1両目および2両目の気動車が全軸脱線し、1両目は運転室が大破し、進行右側に横転し停車した。
当該列車には乗客約70名が乗車していたが、この事故により運転士1名が死亡、乗客17名、乗員2名が負傷した。その後吹田から操重車を迎え、30日17時20分に開通。この事故でキハ30 6が廃車となった。

#### 寝台特急「日本海」北陸トンネル列車火災事故
1969年（昭和44年）12月6日 6時20分ごろ
北陸本線敦賀 - 今庄間の北陸トンネル内を走行中の青森発大阪行き寝台特急「日本海」の前側、機関車次位の電源車（カニ21形）から火災が発生した。
当時の国鉄の規則では「火災が起きた場合は速やかに列車を停止させなければならない」と定められていたが、トンネル内・橋梁の上・住宅密集地での出火時の対応は各管理局に委ねられ、本社レベルで基準を制定していなかった。
当時「日本海」の走行区間にあった鉄道管理局のうち、金沢鉄道管理局では「トンネル内と橋梁上はなるべく避ける」という消火作業に関する基準が1969年に出されていた他、新潟鉄道管理局でも同様に「橋梁、トンネル、人家密集地など危険な箇所を避け、消火に便利な場所に停止させる」という同様の基準が1964年に出されていた。
当該列車の機関士は「トンネル内での停車は危険」と判断し、あえて規定に従わずに走行を続け、トンネルを脱出後に非常停車して、消防車の協力を得て消火作業を行い、火元車両焼損のみで鎮火した。この運転士の判断は乗客の安全を守るために機転を利かせたものとして好意的に報道された。
なお、当該運転士が乗務停止の処分を受け、北陸トンネル火災事故後に撤回されたという説が後年に流布したが、後年の各種文献の調査では確認できなかったという。また、『大阪車掌区史』（日本国有鉄道大阪車掌区、1983年2月18日発行）では、当時の同区の専務車掌が運転士の好判断を讃え、区長が事故の対応に当たった専務車掌と乗務掛全員の表彰を大阪鉄道管理局長に上申したという記述があることや、上記の金沢・新潟の基準に適合した取り扱いであることからも、処分の有無については不明である。
この火災から3年後、「きたぐに」による北陸トンネル火災事故では乗務員がトンネル内で停車させて消火にあたったが鎮火することができずに多くの死傷者を出した。事故後に実車を用いた火災実験等を経て「トンネル内で火災が発生した場合には走行を続けてトンネル脱出後に停止する」と本社レベルで明文化した。
- 外部リンク：「1969年に発生した寝台特急「日本海」号の火災事故で機関士が処分を受けたと聞くが、事実なのか知りたい。」（福井県立図書館） - レファレンス協同データベース

#### 東武伊勢崎線多々良 - 館林間踏切事故
1969年（昭和44年）12月9日 8時13分
伊勢崎発浅草行き準急列車が、伊勢崎線多々良 - 館林間にある309号踏切で、警報を無視して進入してきた大型クレーン車と衝突。死者7名、負傷者101名を出す大惨事となった。東武鉄道は1971年（昭和46年）9月14日に跨線橋を設置し、踏切は廃止された。この事故で大破したクハ8139号車は、1970年（昭和45年）4月に修繕扱いで車体新製された。東武鉄道はこの事故を『館林事故』と命名している。

## 1970年代

### 1970年

#### 山陰線川棚温泉 - 小串間列車脱線踏切障害事故
1970年（昭和45年）3月30日
下関発京都行き上り普通第826列車（現車7両）が山陰本線川棚温泉駅を定時に発車し、55 km/hの惰行運転中、進行方向右側から第3種踏切を警報を無視し直前横断しようとするミキサー車と衝突。1両目客車は全軸脱線し、進行右側に横転破損し、2両目も全軸脱線した。乗客4名、ミキサー車運転者1名の計5名が死亡し、乗客29名が負傷した。

#### 総武緩行線列車ドア開け暴走トラブル
1970年（昭和45年）5月18日16時45分頃
総武緩行線千葉発三鷹行1641B電車（101系10両編成）が幕張駅を発車し約80キロで惰行運転中、乗務員が進行右側のドアが全部開いたことに気付き、非常ブレーキをかけたが停止することなく津田沼・船橋・西船橋の各駅を通過する。
さらにその間に、運転士・車掌は停止に奔走し本列車に搭載されているすべての制動装置をかけたものの停止せず、運転士は先行電車を認めたため窮余の策としてパンタグラフを降下したところ速度が落ちて下総中山駅を約30m行過ぎてようやく停車した。
原因は、電動機と駆動装置を繋げている撓み板が壊れてジャンパ線に刺さり、制御回路が短絡したため、主回路の電流が切れずに力行状態が続いたことによる。

#### 根岸線脱線事故
1970年（昭和45年）5月20日 21時30分ごろ【列車脱線事故】
神奈川県横浜市磯子区の根岸線新杉田 - 洋光台間の洋光台駅から200m上り方のトンネル付近で、高さ2m、長さ50mに渡って土砂崩れが発生。折しも通過中であった大宮発洋光台行き普通1939A列車（103系・10両編成）の2両目付近に直撃し前3両が脱線、1両目は上り線に突っ込み、2・3両目はくの字状に持ち上がった。この事故で運転士が重傷、脱線した車両に乗っていた乗客2名が軽傷を負った。
調査の結果、現場付近で住宅開発を行っていた日本住宅公団が道路工事に伴う排水工事を終えていなかったこと、同区間の工事を請け負った日本鉄道建設公団の擁壁工事ミスにより、排水が十分できなかったことなどが原因であるとされた。事故現場の区間は小川を埋め立てた場所であり地盤が弱かったが、十分な対策がなされていなかった。このためコンクリートの擁壁が雨水に耐えきれず崩落したものされている。事故当日の横浜市周辺は大雨注意報が発令されており、事故当時現場は土砂降りの雨が降っていた。
この事故でクハ103-548・モハ102-169の2両が1971年3月27日付けで廃車となった。国鉄時代唯一の103系事故廃車事例である。

#### 房総西線保田 - 浜金谷間急行「うち房」脱線転覆事故
1970年（昭和45年）7月1日
房総西線（現・内房線）保田 - 浜金谷間の鋸山トンネル千葉寄り出口付近で事故前日から当日未明に掛けて降った集中豪雨により土砂崩れが発生した。そこに乗客約300人を載せた7両編成の千倉発両国行き急行「うち房」上り2号（当該区間では普通列車）が乗り上げ先頭から3両が脱線。さらに先頭のクハ165-202は転覆し右側の天王川河原窪地に転落。乗客4名が軽傷を負った。クハ165-202は搬出時に車体を2つに切断したため復旧困難となり、同年8月13日付で廃車となった。同車は1969年6月に落成したばかりで、落成後わずか1年3か月での廃車は「国鉄で最も短命な電車」とされている。

#### 尻内駅特急「はつかり」脱線事故
1970年（昭和45年）8月12日
東北本線（現：青い森鉄道線）尻内駅（現：八戸駅）で、上野発青森行き下り特急「はつかり2号」（583系電車13両）が尻内駅構内を通過中に前6両が脱線し、一部の車両はホームに乗り上げたのち横転した。乗客30名が重軽傷を負った。
原因はポイントの切り替えケーブルが腐食し、ポイントに異常電流が流れてポイントが切り替わったため。脱線した車両は修理して運用に復帰している。

#### 東武伊勢崎線花崎駅踏切衝突事故
1970年（昭和45年）10月9日20時17分
東武伊勢崎線鷲宮 - 花崎間（花崎駅東側）の埼玉県道370号北中曽根北大桑線と交差する207号踏切で大型ダンプカーと浅草発伊勢崎行き準急列車が衝突、5名が死亡し、173名が負傷した。この事故により7800系の1編成2両（モハ7808 - クハ808）が大破し、廃車とされた。東武鉄道では唯一の事例となる踏切事故による事故廃車である。東武鉄道ではこの事故を「花崎事故」と命名している。

#### 湯前線多良木 - 東免田間列車衝突事故
1970年（昭和45年）11月15日
湯前線（現・くま川鉄道湯前線）湯前駅から逸走した貨車2両が、多良木駅下り場内信号機の外方170 m付近に停止中であった気第623D列車に衝突し、旅客111名（重傷1名、軽傷110名）と、気動車運転士1名が負傷した事故。
貨第371列車（10両）の牽引機関車は、定時に湯前駅1番線に到着し、貨車6両を持って安全側線に引き上げ、3番線に留置中の貨車14両に連結した。しかし、多良木駅方の貨車2両（コトラ41426号積車、コトラ45402号積車）が転動し、31号転轍機を割出し、逸走した。入換監視中の当務駅長は、貨車2両が51号転轍機付近を転動中であることに気づき追走したが、これに及ばず、貨車が本線に逸走したため、駅本屋に戻り、多良木駅に通報し、逸走した貨物2両の停止手配方を依頼した。通報を受けた多良木駅当務駅長は、接近中の気第623D列車に対して下り場内信号機に停止信号を現示させ、逸走中の貨車2両の進路を2番線に構成しようとしたが間に合わず、貨車2両は、時速約60キロメートル(km)で多良木駅1番線を通過した。そして駅下り場内信号機の外方170メートル(m)付近に停止中であった気第623D列車に衝突し、停止した。
原因は、湯前駅3番線に留置中であった貨車14両のうち多良木駅方から2両目と3両目の貨車間の連結器が連結されていなかったこと、多良木駅方から1両目の車側ブレーキを緩解したこと、3番線の鉄製車輪止めを早期に解放したこと、貨車の逸走したことの通報が遅延したことである。
すでに車両逸走事故の対策としては、1968年4月5日の函館本線野幌駅で発生した故障のため解放した気動車が逸走した事故、1969年11月28日の士幌線士幌駅で発生した入換中に不連結の貨車7両が逸走した事故により、車両逸走のおそれのある駅を要注駅として鉄道管理局長が指定し、車両の留置方、入換作業方法、転動時の停止手配などについて再指導を行い、車両逸走の注意を促す逸走注意警標を設置する、木製車輪止めより性能のすぐれた鉄製車輪止めが開発されたため車両逸走のおそれのある留置線に設置するという対策がとられた。しかし湯前駅で発生した事故に鑑み、車両逸走事故防止対策が見直され、車両が逸走してくるおそれのある駅を隣接駅として要注駅から逸走してきた車両が到達する時分、進入速度を予測計算し具体的な停止手配の方法を検討し、通報、停止手配訓練を春と秋との年2回実施するという対策が追加された。
逸走車両に対する停止手配器材は、ヘムシュー、砂袋、布団、畳、枕木などを整備してきたが、停止手配訓練を実施したところ、ヘムシューを除いて停止効果がほとんどなく、時速30キロメートル(km)以上の高速度における停止効果が認められなかったため、新しい有効な停止手配器材の開発を行うこととなり、北海道総局の実験線における効果の確認などを経て1972年1月、新しい停止手配器材（カーキャッチャー）が開発され、順次整備された。

### 1971年

#### 東北本線列車衝突事故
1971年（昭和46年）2月11日2時52分ごろ
東北本線野崎 - 西那須野間で、仙台・会津若松行きの急行1103列車「あづま2号・ばんだい6号」（EF58+客車13両）が6.1 ‰の上り勾配を後退、最後部の郵便車が後続の貨物第1167列車（EF65+貨車41両）の機関車に衝突し、郵便車と貨物列車の機関車・貨車6両の計8両が脱線した。40名が負傷。急行列車の機関士が宇都宮から酩酊状態で乗務して居眠りをし、惰性走行中に上り勾配に差しかかったため、自然停車して後退したことが原因。

#### 富士急行列車脱線転覆事故
1971年（昭和46年）3月4日8時25分ごろ
富士急行（現：富士山麓電気鉄道）大月線月江寺駅の富士吉田駅（現：富士山駅）方踏切（緑ケ丘第二踏切。大月駅起点21.990 km。第1種自動）で、河口湖発大月行き電車（3100形3103+3104）が、踏切内に進入した小型トラック（積み荷の落下に気を取られブレーキ処置をしないまま運転者が下車したため、転動し遮断機を突破したもの）と衝突。車両の下に引きずり込まれたトラックが空気溜めを破損したためブレーキが全く使えなくなり、電車は逸走し約4 kmを暴走。月江寺 - 暮地（現在の寿）間の4駅を通過した後、暮地 - 三つ峠間（最急40 ‰の下り勾配）のカーブに猛スピードで進入し、進行方向左側の沢に転落し、後部車両が大破した。乗客約120名のうち17名が死亡、69名が負傷した。トラック側2名が負傷した。
この事故後、空気ブレーキの系統を多重化するなどの対策が採られるようになった。また、代替に5000形が投入されたが、同社ではこの事故以降、車両番号の末尾が忌み番である「4」および「9」の車両は存在しない（例：のちに登場した1000系のうち、1204 - 1304は欠番）。2両固定編成の5700形の場合、本来「4」と編成される「3」、および「9」と編成される「0」の車両も存在しない。
事故現場付近には慰霊碑が建てられている。

#### 土佐電気鉄道鴨部正面衝突事故
1971年（昭和46年）5月5日
土佐電気鉄道（現:とさでん交通）の伊野線鏡川橋南詰 - 鴨部のカーブで、伊野発知寄町行き電車（200形203号）が手前の交換所で待避待ち（タブレット交換）をせずに進行し、知寄町発伊野行き電車（同205号）と正面衝突した。衝突後203はさらに、衝撃でブレーキが損壊し、下り坂を逆行、後方のダンプトラックとも衝突した。重軽傷66名。事故車のうち203は廃車。205は修理され運用に復帰した。鏡川橋 - 鴨部市場前間は、同年中に特殊単線自動閉塞式の信号方式に変更されている。

#### 札幌市営地下鉄南北線脱線事故
1971年（昭和46年）9月3日
13時ごろ、開業前の札幌市営地下鉄南北線で、真駒内駅を発車した乗務員訓練用の列車（4両編成）が、切り替え途中で案内軌条が途切れたポイント部に進入。前方2両が脱線しシェルターへ激突した。列車には見習い運転手と指導運転手の2名が乗務していたほか、国鉄関係者5名を含む28名が試乗していて、運転手2名と、試乗客3名が打撲などの負傷。車両の前頭部とシェルターが大破した。ATCは工事中のため未使用で、運転手は本来必要な指令所の指示を待たずに列車を発車させていた。
当時、完成検査を受ける前だったが、同年1月ごろから市民などを頻繁に試乗させていて、北海道運輸局から関係者以外を乗せないよう何度も指導されていた最中の事故であった。札幌市交通局は事故発生当初、試乗客の存在を明かさず、負傷者は運転手2名だけと発表していたが、翌日になって報道機関からの指摘で虚偽が発覚。現場職員が試乗客の報告を怠っていたことが判り、隠蔽体質が問題視された。事故の影響で乗務員訓練は1週間中断され、再開後は試乗を取り止めた。

#### 急行「雲仙3号」火災事故
1971年（昭和46年）10月6日
2時ごろ、山陽本線笠岡駅-大門駅間で京都発長崎行きの下り急行雲仙3号の10号車洗面台から出火。列車は岡山県から広島県へ入った付近で緊急停止したものの10号車1両が全焼し、乗客1名が焼死、同4名が飛び降りるなどして負傷した。火災の原因は、洗面所に備え付けられていたポリエチレン製くずかごに、マッチか火のついたタバコが投げ込まれ燃えだしたことによるもの。雲仙3号は現地で4時間停車したのち焼失した車両を含む6両を切り離し、福山駅で6両増結した上で運転を続行した。この事故で火元となった10号車のナハ10 55は同年11月2日付で廃車となった。

#### 近鉄特急衝突事故
1971年（昭和46年）10月25日
15時58分ごろ、近鉄大阪線榊原温泉口 - 東青山間の総谷トンネル内で、上本町（現在の大阪上本町）発近鉄名古屋行き特急電車（4両編成：12000系・12200系）と賢島発近鉄難波（現在の大阪難波）・京都行きの特急電車（7両編成：12200系・10100系・18200系）が正面衝突した。死者25名、重軽傷者288名。事故発生場所がトンネル内だったため、復旧まで長期間を要した。ATSの誤作動で名古屋行き列車に作用した非常ブレーキを緩解するため、供給コックを閉鎖して緩解したことによりブレーキが作用不能となったのにもかかわらず列車を発車させたため、下り勾配でブレーキをかけられずに停止信号を突破したもの。

### 1972年

#### 京都駅構内貨物列車脱線事故
1972年（昭和47年）1月26日
1時3分ごろ、東海道本線京都駅の貨物3番線で、梅小路貨物駅（現京都貨物駅）発亀山行きの第782貨物列車の前方7両が脱線し横転した。機関士が打撲傷を負ったほか、脱線した車両が旅客用2番線を塞ぎ、同日の旅客列車の運行に支障が出た。

#### 船橋駅構内追突事故
1972年（昭和47年）3月28日
7時21分ごろ、総武本線船橋駅で駅構内の信号機トラブルにより停車中の緩行線上り613C列車（中野行き、101系10両編成）に、後続の緩行線上り711C列車（三鷹行き、101系10両編成）が追突し、711Cの6両目が脱線し、758名が負傷した。死者は出なかったものの、朝の通勤時間帯で乗客が非常に多かったため、日本の鉄道事故としては被害者数が最悪の事故となった。
事故発生の直前、蕨変電所の送電線が断線したことにより信号系が停電し、そのため先行の緩行列車は船橋駅に停車中だった。信号系の停電で閉塞信号機、および場内信号機が消灯していて、通常であれば後続列車もこれを確認して直ちに停止の手配が取られるところだったが、太陽の直射に幻惑されて消灯との判断ができず、後続列車の運転士は信号系停電時にATS-B型の警報が確認ボタンを押しても鳴り止まないことを知らなかったため、鳴り止まないATS警報に気を取られて故障ではないかとATSスイッチを操作しているうちに、ブレーキ操作が遅れて追突したものである（信号機消灯は停止現示とみなして直ちに停止するよう規定で定められている）。

#### 急行「阿蘇」郵便車炎上事故
1972年（昭和47年）4月13日
0時50分ごろ、名古屋発熊本行きの急行「阿蘇」が山陽本線三石 - 吉永間を走行中、機関車の次位に連結していた郵便車から出火。同列車は吉永駅に臨時停車し、客車と郵便車との連結を外し400 m引き離して消火活動をした。負傷者はいなかったが郵便車は全焼。郵便物1万数千通が焼失し、現金書留など一億円以上の損失が出た。当初は煙草の不始末が原因とみて岡山県警は捜査をしたが、当時名古屋鉄道管理局勤務で事故の対応をした山之内秀一郎の著作によれば、郵便車の蒸気暖房管の周囲にある木材が摂氏160度程度の温度で長時間暖められ蓄熱し、やがて発火に至る低温発火現象が事故車両で発生したとされ、非常に希な現象であるため火災責任はないとして不起訴処分になったという。

#### 日暮里駅構内追突事故
1972年（昭和47年）6月23日
13時59分ごろ、京浜東北線北行第1332C電車（桜木町発大宮行き：103系10両編成）が日暮里駅で客扱いを終了し、2分遅れで発車したところ運転台の戸閉表示灯が消灯したためブレーキを掛け、約90 m進んだ所で停止した。一方で、後続の山手線内回り第1370電車（103系10両編成）の運転士は（当時は線路保守のため、データイムは田端 - 田町間で山手線と京浜東北線が同じ線路を走行していた。この運転方式は現在でもリフレッシュ工事と称される工事が行われる際に見られる）、一つ手前の鶯谷駅を1分遅れで発車し日暮里駅に進入しようとする際、先行列車がホーム中央部分に停車しているのに気付き、非常ブレーキを掛けたが間に合わずに追突した。
負傷者は158名、うち重傷者は6名。追突した電車の運転士は国鉄動力車労働組合（動労）組合員であり、追突された電車の車掌は動労とは対立関係にあった国鉄労働組合（国労）の組合員であったことから、事故直後に被害者の救助そっちのけで口論が始まり乗客から非難を浴びた。
原因は山手線の運転士が場内信号機の制限速度を超過して運転したためで、この事故をきっかけに信号保安機器の検討がなされ、京浜東北線・山手線のATC化が決定されることになった。しかし車両面での準備が遅れたため、実施は1981年12月6日まで待たねばならなかった。
追突されたクハ103-544、追突したクハ103-111は数年後復帰した。

#### 繁藤駅列車土砂崩れ転落事故
1972年（昭和47年） 7月5日
10時50分ごろ、梅雨末期の集中豪雨により、土讃本線繁藤駅近くの追廻山が土砂崩れを起こし、駅構内に土砂が流入した。角茂谷駅との間が不通になっていたために停車していた高知発高松行き普通列車（機関車+客車4両編成）がこの土砂崩れに巻き込まれ、機関車と客車は近くの穴内川に転落し押し流された。列車はすでにバスに振替輸送をしていたが、車内に数人の乗客がおり、2名が救出された以外は行方不明となった。また、同日朝に付近で発生した小規模の土砂崩れによって行方不明になった消防団員1名の救出作業にあたっていた町の職員や消防団員、国鉄職員らも巻き込まれ、合わせて59名が犠牲になった。

#### 北陸線北陸トンネル列車火災事故
1972年（昭和47年）11月6日
北陸本線北陸トンネル内を走行中だった、大阪発青森行き客車急行列車「きたぐに」の11号車食堂車（オシ17形）喫煙室椅子下から火災が発生し、列車が当時の規則に基づいてトンネル内で停車した。しかし、密閉された空間であるトンネル内だったことから、乗客・乗務員の多くが一酸化炭素中毒にかかり、30名が死亡、714名が負傷した。
この事故の3年前に同トンネル内で発生した特急日本海火災事故では、トンネル外まで列車を引き出して消火し物損のみに留めた。この事例に基づき規則改正を図れば避けられた惨事であった。
国鉄ではこの事故を教訓に実験を重ねた結果、トンネル内火災では脱出してから消火する方が安全であると確かめられたことから、運行規則が改められるとともに、地下鉄や長大トンネルを走る車両の難燃化・不燃化の基準が改訂され、車両の出火対策が進められた。

#### 日田彦山線火災事故
1972年（昭和47年）11月7日 18時18分ごろ
福岡県田川郡添田町の日田彦山線彦山 – 筑前岩屋間で、門司港発日田行下り普通735D列車（5両編成）の最後尾車両（キハ55 190）床下付近から火を噴いているのを乗務員が発見、釈迦岳トンネル直前で緊急停車した。乗客は前3両に避難し乗務員の手により、後部2両を切り離した。火は最後部から4両目（キハ26  458）に燃え移り、1時間後に消火したが2両とも全焼した。この事故によるけが人は無かった。
事故後の調査では火元は5両目の第二エンジン付近とされ燃料系統から漏れ出た軽油が排気管の熱で発火したものとされた。
この事故で全焼した2両は事故廃車となった。

#### 地下鉄日比谷線広尾駅車両火災事故
1972年（昭和47年）11月21日
帝都高速度交通営団（現在の東京地下鉄）日比谷線下りB871S電車（3000系8両・全電動車）が、広尾駅600 m手前で過負荷継電器により編成内の電源が落ち、復旧後もノッチ操作に制御器が応答せず力行不可能となった。電車は広尾駅で運転を中止し乗客を降車させた。
直後の点検では車両に異常は認められなかった。しかし、乗客から「4両目の床下からボーンという音がした」「床下から少し煙が出ていた」という話を聞いた乗務員と駅係員は、上記の北陸トンネル火災の直後ということもあり、大事をとって編成を広尾駅の側線に待避させ、パンタグラフを降下させた上で再度点検することにした。
点検中、5号車（運転中の前から4両目）の断流器から発煙しているのを発見。粉末式消火器で消火を試みたが、作業中に爆発音とともに煙の勢いが強くなり、待避した。その後煙がおさまらないため消防に通報。
3539号車の断流器焼損、高圧ツナギ箱などの床下機器を一部焼損した。死傷者は無し。

### 1973年

#### 東海道新幹線大阪運転所脱線事故
1973年（昭和48年）2月21日
東海道新幹線大阪運転所（鳥飼基地）からの回送715A電車（0系電車16両編成）が本線との合流地点で停止信号を冒進、直前で運転士が気付いたが間に合わず分岐機を破損して本線上で停止。さらにCTC指令員の不手際から、十分な状況確認をせずに車両を後退させたため、分岐器上で脱線した。事故による死傷者は発生しなかったが復旧に約18時間を要し、ダイヤが正常に戻るまで2日かかるなど大幅に混乱した。
ATC管理下の信号冒進・脱線事故で絶対停止03信号の添線軌道回路48 mを突破した停止システムの根幹に関わる事故であったことから大問題となったが、現車を使用した再現実験の結果、現場手前のカーブ地点でのレール潤滑油（レールと車輪の磨耗や、騒音を低減する）の過剰塗布が原因で、ATC自動ブレーキが十分に作用せず滑走したことが主要因と判断され03信号の添線軌道回路を50 mに延長した。また事故報告書では、運転士はATCの停止信号現示を見落としたため、脱線直前まで気付かなかったとされたが、この点については信号現示に異常があったとする運転士・組合側から反発を受けることとなった。
この後1974年 9月12日には東京運転所（品川基地）、11月12日には新大阪駅構内で異常信号によるダイヤ混乱が発生。この事態を受けてATCを2周波方式の全国共通型ATC-1D/ATC-1W型に改良した。
また想定を超える設備劣化による車両故障やレール欠損事故などが立て続けに発生したことから、1974年から翌年にかけて「新幹線安全総点検」として半日運休を、さらに1976年から1981年まで「若返り工事」を行うこととなった。しかし、これらの措置は同時期に行われた国鉄料金体系の大幅な値上げや、同時期の国鉄で相次いだストライキをはじめとする労使紛争などと相まって、それまで新幹線が絶対的優位を保っていた併走ルートの近鉄名阪ノンストップ特急が再起するきっかけとなった。

#### 赤羽駅脱線事故
1973年（昭和48年）6月19日 10時08分ごろ【列車脱線事故】
東京都北区の東北本線赤羽駅構内の下り方1kmの地点で、旅客線から貨物線へ転線中だった尾久発高崎行試運転列車（試第6991レ EF58 51牽引・5両編成）の最後部1両（スニ41 2013）が脱線した。
この事故でけが人等はなく、東北本線は一時運転を見合わせたものの事故発生から約30分後に運転を再開した。
この事故の原因は分岐器のレール踏面に浮き錆が発生したことにより、軌道短絡不良が発生し分岐器が誤作動したものとされた。問題の分岐器を分岐方向に進む列車は事故発生当時毎週日・月曜日を除く1日1本の列車のみで、事故発生日は火曜日であった事から事故当該は72時間ぶりに通過する列車であった。この間小雨があったこともあり分岐器の上は相当な浮き錆が発生しており、このため列車が渡り線に進入すると列車を検知する事ができなくなっていた。そのため実際には渡り線を走行中であるのにも関わらず分岐器の転換が可能な状態となってしまい、脱線に至った。
事故後、レールメッキによる短絡感度向上、および使用回数の少ない進路では短絡不良が発生しても誤転換する事がないよう、一定時間進路変更ができないタイマーを追加するか使用停止措置にする対策をおこなっている。

#### 急行「仙山」衝突脱線転覆事故
1973年（昭和48年）9月8日
仙山線愛子 - 陸前白沢間で上り急行「仙山」1号が、踏切内で立ち往生していたトラックと衝突。同列車に充当されていた仙台運転所（現・仙台車両センター）所属455系電車6両編成中のうち5両が脱線。この事故で乗員乗客66名が重軽傷を負った。
先頭車に組成されていたクハ455-45は転覆大破し同年10月16日付で廃車された。代替として金沢運転所（現・金沢総合車両所）でビュフェ営業停止などによって余剰休車となっていたサハシ455-18を郡山工場（現・郡山総合車両センター）でクハ455-201へ改造施工し、1975年10月3日付で仙台運転所へ配置された。

#### 特急「さざなみ」衝突脱線事故
1973年（昭和48年）11月23日 17時21分ごろ
内房線那古船形 - 館山間で、東京発館山行き下り特急「さざなみ6号」（183系電車9両編成）が、踏切で立ち往生していた約20トン(t)の船舶用エンジンを積載したトレーラーと衝突し、35名が重軽傷を負った。
この事故で先頭車両だったクハ183-17は、トレーラーの荷台に乗り上げ約100メートル(m)を脱線したまま走行し大破。前面部分が「く」の字型に折れ曲がり、修復困難となったことから1974年2月12日付で廃車となった。
なお、同車は1972年6月に落成後約1年半での廃車。代替として1975年にクハ183-39が製造された。

#### 関西線平野駅列車脱線転覆事故
1973年（昭和48年）12月26日
関西本線平野駅構内を走行中の湊町（現：JR難波）発奈良行き上り普通722K列車（113系電車6両編成）の運転士は、8時12分ごろ、上り第1閉塞信号機の減速信号および平野駅場内信号機の注意信号の確認を欠き、分岐器に対する制限速度を超過したまま運転し、平野駅3番線で第56号転轍機にさしかかった際に制限速度35 km/hを超過していることに気付き、非常ブレーキを使用した。当該列車は、第56号転轍機のトングレール先端から34 m進入した上り本線と上下待避線のわたり線で進行右側に脱線、196 m進行して停止した。先頭車両（クハ111-55）が全軸脱線、車体が進行右側に横転転覆、2 - 6両目車両も全軸脱線転覆し、3名が死亡、149名以上（156名とも）が重軽傷を負った。
事故の直接的な原因は制限速度35 km/hの分岐器を70 km/h以上で通過したことによるが、当該列車が関西線では快速運用に入ることが多かった113系電車による編成だったことから運転士が平野駅を通過する快速と勘違いしていたとされることや、当該列車の運転士が意識朦朧となった状態で運転していたことも原因とされている。
この事故を契機に関西本線における113系の運用はJR発足まで長らく、日中帯は快速運用に限定されることになる。さらに関西本線ではトランスポンダ式Pとの比較で廃止された変周式ATS-Pの長期試験も実施された。

### 1974年

#### 鹿児島本線特急列車曲線過速度脱線事故
1974年（昭和49年）4月21日 13時50分ごろ
鹿児島本線西鹿児島（現・鹿児島中央） - 上伊集院間（当時広木駅は未開業）で特急「有明」上り2号に充当されていた583系電車12両編成がR300の曲線に制限速度65 km/hを大きく超える推定95 km/hで進入して1両目・2両目車両の第1軸が脱線した。負傷者78名。原因は遅延を取り戻すために運転士が出発以降速度制限を無視して加速を続けたこと。
曲線過速度脱線事故のひとつであり、後の2005年4月25日に起きる福知山線脱線事故と似通った発生条件である。

#### 羽越本線脱線事故
1974年（昭和49年）7月10日 2時42分ごろ【列車脱線事故】
秋田県本荘市（現・由利本荘市）の羽越本線西目 - 羽後本荘間の船岡トンネルの羽後本荘側入口付近で、推定70km/hで走行中の八戸貨物発百済（現・百済貨物ターミナル）行臨時特急コンテナ貨物列車8090レ（ED75形電気機関車重連牽引・16両編成）が、崩落した土砂に乗り上げ脱線、コンテナ車4両はトンネル入口付近で転覆、機関車2両はトンネル左右の壁面に衝突しながら50 mも暴走した。
この事故で機関車2両とコンテナ車4両が脱線し、機関士1名がトンネルの壁面と機関車の間に挟まれ死亡した。
付近では台風8号の影響で前日朝から雨が降っており、この雨の影響で線路脇の崖から幅20 mに渡り約250立方メートルの土砂が崩落したものとされた。同線では1時間雨量で25ミリ降ると羽後本荘駅に設置された警報が鳴る仕組みであるが、事故前夜は35ミリの雨が降ったものの断続的であったため作動しなかった。
事故後の調査では、土砂が粘土質で脆い・出水が多い・新旧トンネルとも法面の角度が急である点が指摘された。その他の要因としては、現場の崖の上にある水田と斜面に植えられた杉の木が挙げられている。水田は昨年まで休耕田だったが、事故の年は水を入れ田植えを実施、その上前述の大雨で水田の堰から水が溢れる状態であった。斜面に植えられた杉については豪雪により大半が根本より折れており水が浸透しやすい状態となっていた。
秋田鉄道管理局では土砂崩れ・落石警戒区域を設定していたが、事故現場はこの区域に入っていなかった。また動労側でも2年前に五能線で発生した事故をきっかけに独自で危険個所を洗い出していたが、これにも事故現場は含まれておらず、両者とも土砂崩れが発生する場所と認識していなかった。
事故後、国鉄では現場の崖の上にある水田を含む土地と斜面の買い上げを行い、法面の傾斜を緩やかにし、排水用パイプを設けるなどがけ崩れ防止対策をおこなった。
この事故で先頭の機関車であったED75-736は現地で解体され搬出、1974年8月12日付で廃車となった。

#### 東北本線列車脱線衝突事故
1974年（昭和49年）9月24日
東北本線古河 - 野木間で大宮操駅発郡山操車場行き貨物列車が脱線、上り方面の線路を支障した。そこへ、上野行きの急行「まつしま5号」「ばんだい4号」（455系電車13両編成）が突入。上野方の「ばんだい4号」は左側前面の一部を破損して脱線転覆。52名が衝撃で跳ね飛ばされたり、ガラス片で手足を負傷するなどした。

### 1975年

#### 西鉄大牟田線列車衝突脱線事故
1975年（昭和50年）3月1日 19時6分
西鉄大牟田線井尻 - 雑餉隈間の井尻3号踏切で、西鉄福岡発大牟田行き特急1803列車（2000形電車2041編成）が踏切内に進入してきた自動車（中型ライトバン）と衝突、先頭車両が横転、後続車両も脱線した。
重傷者2名（うち自動車運転者1名）、軽傷者41名（うち公衆2名）を出したが、横転事故にもかかわらず死亡者は出なかった。

#### 信越線軽井沢 - 横川間回送機関車脱線転落事故
1975年（昭和50年）10月28日
信越本線軽井沢 - 横川間（碓氷峠）の上り線で、単行機関車列車（回送列車）列車番号単5462列車（4両編成、EF63 5, 9＋EF62 12, 35）が下り勾配でブレーキが利かなくなり、速度超過のため曲線のトンネル内で脱線し、そのままトンネル出口から築堤下へ転落した。この事故で乗務員3名が重軽傷を負った。事故機は4両とも廃車となり現場で解体された。このうち、EF63形については24・25号機が代替製造されたが、EF62形については汎用機のEF81形の代替製造で対応している。
この区間には最大66.7 ‰の急勾配とR350の右カーブがあるため、下り勾配を走行するEF63形は発電ブレーキ（抑速ブレーキ）を使用して、列車の速度を一定に保ちながら降坂する。その際にすべての列車は、過速度検知装置 (OSR) によって最高速度を旅客列車40 km/h、貨物列車25 km/hに制限されており、機関車の回送列車である当該列車は貨物列車と同じ扱いで制限速度25 km/hで走ることになっていた。ところが、何らかの理由でこのOSRが正常に作動せず（機関士が誤って旅客列車側にスイッチを入れていたとの説もある）、事故に至ったものと推定されている。
この事故を受け、EF63形の全車両に設置されているOSRをより強固なものに変更することも検討されたが、過密ダイヤをさばくには横川駅付近の緩勾配区間を速やかに通過することが求められた（この付近ではOSRを切って運転される）ため、強制的な速度制限機能の付加は見送られた。この区間で類似の事故は、これ以降1997年の廃線まで一切発生しなかった。

#### 山陽線須磨駅ホーム転落事故
1975年（昭和50年）12月27日 15時50分ごろ
須磨駅で新快速（153系または165系 6両編成）の通過待避をしていた各駅停車の車掌、大山健一（入局2年目）が、泥酔状態でホームから転落した老人を見つけ、救助しようと線路に飛び降りたが、間に合わず新快速電車にはねられ殉職、老人も死亡した。救助しようと飛び降りた時には新快速電車は約50メートルまで接近していた。線路とホームとの間の隙間は狭く人が身を寄せられる余裕もなく、ホームの下の空洞になっている退避場所は五、六十メートルおきにあり、大山車掌は咄嗟に退避場所を探したが近くにはなかった。プラットホームにいた運転主任が、赤旗を振り五十メートル走って新快速電車の運転士に知らせていた。大山車掌は老人をレールとホームとの間の側溝に伏せさせ、自分も老人の上から覆い被さるように伏せるも、3、4両目の床下の機器に触れて身を裂かれたという。現在、事故現場近くには顕彰碑が建てられている。

### 1976年

#### 根室本線庶路駅付近で発生した脱線転覆事故
1976年（昭和51年）4月13日15時30分ごろ
根室本線庶路駅付近で特急「おおぞら」3号が脱線転覆する事故が発生した。

#### 高松琴平電鉄志度線列車正面衝突事故
1976年（昭和51年）8月1日
10時20分ごろ、高松琴平電気鉄道志度線の今橋駅付近にある向良横踏切（高松市松島町）で上下2両編成の電車が時速約30 kmで正面衝突した。当日は日曜日で海水浴に向かう家族連れら約450名が乗車しており、重傷者17名を含む負傷者224名を出す事故となった。なお、事故車両（上下いずれも1000形）は運転台が潰れたため廃車になったが、同社にとって有責事故による廃車は唯一である。
事故は志度線が全線単線であり、上下電車が今橋駅で交換するダイヤだったにもかかわらず、下り電車の運転士が失念。赤信号を無視して出発した人為的ミスだった。また当時志度線にATSは設置されていなかった。

#### 東海道線蒸気機関車接触事故
1976年（昭和51年）9月4日
この日、東海道本線の京都 - 大阪間で同区間の開業100周年を記念し、蒸気機関車C57 1が牽引するイベント列車の「京阪100年号」が1往復運行されていたが、その上り列車に茨木駅付近の線路内で撮影をしていた小学校5年生の男児が接触し、死亡した。
事故そのものは、国鉄側に責任のない鉄道人身障害事故だったが、国鉄における蒸気機関車の動態保存に対する考え方を大きく変えた事故となった。

#### 函館本線駒ヶ岳貨物列車過速度脱線転覆事故
1976年（昭和51年）10月2日
4時42分ごろ、函館本線駒ヶ岳 - 姫川間の60 km/h制限下りR300カーブに、下り貨物4781列車（DD51形ディーゼル機関車＋貨車41両）が推定110 km/h余りで進入し、貨車41両中40両とDD51形機関車が脱線転覆した。脱線車両数としては国鉄最大の事故となった。現場付近は登坂線を小沼湖畔まで登って大沼駅から分岐する短絡本線の緩勾配を登り、駒ヶ岳駅先から事故発生の急勾配20 ‰急曲線R300の連続で姫川信号所に降り海岸まで下っている。居眠り運転により大沼駅からの緩勾配と平坦部で加速し下り急勾配中のR300カーブに進入したとされている。

### 1977年

#### 上越線急行「佐渡」脱線事故
1977年（昭和52年）3月8日
上越線津久田 - 岩本間で直径3.7 m・重さ30トン (t) の巨大な岩が崖から落下し、現場を通りかかった上野発新潟行下り急行列車「佐渡3号」（165系電車12両編成）が岩に激突。前から4両が脱線し、837名の乗客のうち1名が死亡、111名が負傷した。被災車両のうち6m下の国道17号に転落した先頭車両のクモハ165-3、横転した2・3両目のモハ164-3・クハ165-58が復旧困難により同年5月18日付で廃車。本事故後に「防災補助金制度」が整備された。

#### 信越本線急行「信州」脱線事故
1977年（昭和52年）7月25日14時15分ごろ
信越本線（現・しなの鉄道線）上田 - 西上田間の蟹町踏切付近で異常高温によりレールがゆがむ障害が発生した。その後、当該区間に約90 km/hで上野発長野行き下り急行305M列車「信州2号」（169系電車12両編成）が進入し、約200メートル暴走。この結果、後側7両が脱線し乗客7名が負傷した。当該車両のうちモハ168-5が大破したため、1978年3月10日付で廃車された。なお、当日の上田市は30 ℃を超える最高気温を記録している。
また、廃車となったモハ168-5のMM'ユニット相手方であったクモハ169-5は、被害が大きくなかったことと製造から10年以内で減価償却資産の耐用年数等に関する省令（昭和40年3月31日大蔵省令第15号）に定められた鉄道用車両における電車の償却年数である13年に満たない状態であったことから、復旧後は休車となった。しかし、1982年に償却年数である13年を経過していたクモハ169-9が大規模な車両故障を起こし、修復を行わず廃車となった際にMM'ユニットの相手を失ったモハ168-9とMM'ユニットを組み直し運用に復帰した。

### 1978年

#### 阪急電鉄十三駅扉挟み死亡事故
1978年（昭和53年）1月20日
8時47分ごろ、阪急電鉄十三駅の4号線ホーム（宝塚本線上りホーム）で、梅田行き普通列車が発車する際、扉に挟まっている乗客を見落とし、テレビカメラで監視していた保安スタッフが出発合図を送ったことにより列車を発車させた。その後、異変に気づいて21 m走行したところで停止したものの、乗客はホーム上を5 m引きずられた後、軌道内に転落して列車にひかれ死亡した。
1995年（平成7年）の東海道新幹線三島駅乗客転落事故と類似の事故である。

#### 営団地下鉄東西線列車横転事故
1978年（昭和53年）2月28日 21時34分ごろ
営団地下鉄（現：東京メトロ）東西線の中野行き（快速）（5000系 5818F、10両編成）が葛西駅を出発して南砂町駅（当時は西葛西駅が未開業）へ向けて走行中であった。荒川中川橋梁に差し掛かった際に竜巻による突風を受けて後部2両が西船橋方面の線路上に横転し、1両が脱線。23名が負傷した。
事故は橋梁上で発生したが、車両がワーレントラス橋の筐体内で横転したため、車両が橋から転落する余部鉄橋列車転落事故のような事態は免れた。
当時の営団は事故防止のため、
- 風速が毎秒15 m以上でブザーが鳴動し、注意運転をするよう呼びかけ
- 20mで運転見合わせ
- 25m以上で運転休止する

よう指示することになっていた。
荒川中川橋梁から800mの地点に風速計が設置されていたが、大手町運輸司令所では警報ブザーは鳴動しなかった。当時、東京上空には21時の気圧配置で北緯40度・東経137度付近に春一番をもたらした、現在で言う「爆弾低気圧」と寒冷前線1本がかかっており、非常に不安定な気象状況だった。竜巻突風による被害は21時20分頃に神奈川県川崎市で突風により民家8戸が全壊、60戸の屋根が飛ぶなど、幅は300 - 500mの範囲に被害が集中していた。川崎市から市川市東方までの30kmの範囲、時間は25 - 30分間に集中した。竜巻突風は時速80 - 100km/hの速さで東北東に進んでいた。
当時、5000系ステンレスカーの車重が問題となったが、その後の調査により、走行中の列車を竜巻が直撃する確率は50 - 100年に1回と計算され、不可抗力という結論になった。
さらに、この事故現場が事故車両の撤去を妨げていた。現場は荒川と中川をまたぐ橋の中で車両が横転しており、また真下には川があったことで、クレーン車などの作業車が来るのは困難であり、脱線・転覆して復帰が困難とされる後部2両（5818号車・5252号車）については現地で解体することに決定し、翌年に同番の2両を川崎重工で代替新製することで補った。

#### 高松琴平電鉄長尾線列車障害事故
1978年（昭和53年）11月3日 14時35分ごろ
高松琴平電気鉄道長尾線平木 - 白山間の鹿伏中央踏切で、警報を無視して踏切内に侵入した大型ダンプカーに長尾発瓦町行き電車（750形2両編成）が時速約70 kmで衝突した。電車の先頭車がダンプカーを20 mほど引きずる形となったのち線路脇の水田に転落・大破し、電車運転士とダンプカー運転者が死亡、乗客と車掌計3名が重軽傷を負った。事故原因は過積載と速度超過状態で走行していたダンプカーがブレーキが間に合わず踏切内に進入したためとされた。なお、損傷の激しかった先頭車（750形770）は現場で解体処分された。

### 1979年

#### 常磐線列車衝突脱線転覆事故
1979年（昭和54年）3月29日15時5分ごろ
常磐線神立 - 土浦間の鹿島街道踏切（警報機、遮断機付）で平（現在のいわき）発上野行き上り普通482M列車（403系電車12両編成）が警報を無視して進入したダンプカーと衝突。ダンプカーは大破。電車は1両目が前部を大破して約70 m暴走した後脱線、進行方向左側約2 m下に転覆。2両目以下も約200 m暴走し、2両目が脱線した。ダンプカーの運転手1名が死亡、乗客57名と電車運転士1名が負傷した。この事故で架線を切断したため、取手 - 友部間で翌日の10時30分ごろまで運休した。事故車の先頭車（クハ401-52）と2両目（モハ402-1）が廃車となった。事故後に鹿島街道踏切は閉鎖され、既に完成していた常磐線を越える立体交差に移行させると同時に現場近くには線路の下を潜る通路が設置された。
事故から42年経つ2021年（令和3年）3月26日にも付近で似たような事故が発生している。

#### 信越本線篠ノ井駅列車衝突脱線事故
1979年（昭和54年）6月2日4時31分ごろ
信越本線篠ノ井駅で、入換中の貨車7両と長野行き臨時修学旅行電車（165系電車8両編成）が衝突。電車の先頭車1両（クハ165-190）と貨車2両が脱線・転覆し、乗客364名が負傷した。
当時、駅構内で貨車の入換中だったが、貨車を機関車から突放する際に、突放された貨車に飛び乗ってブレーキをかける構内係が待機しているか否かを確認しないまま、操車係が入換機関車に突放指示を出したため、機関車より突放された7両の貨車はブレーキをかけられることなくそのまま構内を800 m逸走し、分岐器を割り出して篠ノ井線の本線へ進入し、駅に進入中の修学旅行電車が衝突したものである。衝突時の速度は貨車が約5 km/h、電車は非常制動をかけたこともあって約30 km/hと比較的低い速度での衝突だったが、衝突した両数が多かったためか多くの負傷者を出す惨事となった。修学旅行電車の先頭車（クハ165-190）は先頭の貨車との衝突時に車体が斜めに傾き脱線。先頭の貨車は修学旅行電車の先頭車と2両目の貨車に挟まれて粉砕した。2両目の貨車も衝突の衝撃で先頭の貨車を粉砕して斜めに傾いて脱線した。その後、長野県警によって操車係3名が逮捕された。
衝突した先頭の貨車は廃車日不明。先頭車のクハ165-190は同年11月27日付で廃車。

#### 江ノ島鎌倉観光（江ノ電）藤沢駅構内暴走脱線事故
1979年（昭和54年）6月6日15時46分ごろ 【列車衝突事故】
江ノ島電鉄江ノ島鎌倉観光線（現・江ノ島電鉄線）藤沢駅に進入中の電車 (301F) 2両が所定停止位置を超え、車止めの砂利を乗り越え車止め標識と線路終端施設に衝突し乗客乗員負傷者70数名をだした。死者はなし。この事故で先頭車デハ301の前部台車が脱線した。
終点のため減速しながら所定停止位置に止めなければならないところ、運転士の供述では「パチン！と音がしブレーキが利かなくなった」状態になり、そのまま20数km/hの速度で線路終端施設に衝突した。後に機械的な不具合は発見されず、運転士の操作ミスとして逮捕起訴され執行猶予付き禁固刑が確定。当時の江ノ電にはATSなどの保安装置が無く、この事故を契機に保安設備の充実が図られ、以後は中小ローカル私鉄としては十二分な保安設備向上が図られたが、沿線の鎌倉市周辺は山に囲まれている地形や線形の複雑さから、現在でも列車無線が100 %の威力を発揮できずCTCなどの集中制御方式は見送られた。しかしATSによる細かい速度規制などにより、監督官庁の査察が入るような事故は皆無である。

#### 京王帝都電鉄京王線列車障害事故
1979年（昭和54年）10月3日 【踏切衝突事故】
京王帝都電鉄（現・京王電鉄）京王線武蔵野台駅東側の飛田給11号踏切で、トラック（2名乗車）の荷台から転落した重機（ショベルカー）に高尾山口発新宿行き上り急行列車（5000系7両編成）が衝突。衝突現場が左カーブの付近だったため、重機は前に押し出されて下り線の線路を支障した所に、今度は新宿発京王八王子行き下り特急0015列車（5000系7両編成）がさらに衝突。下り特急列車の前2両が重機に乗り上げて脱線転覆、落下した重機を載せたトラックに衝突した。重機を退かそうとして重機に乗り込んだトラックの運転手が重機ごと電車に轢かれて死亡し、列車の乗員・乗客ら52名が負傷した。トラックの運転手が荷台に載せる重機等の荷物重量制限の確認注意を見落とした可能性に加え、死亡したトラックの運転手が生前の事故直前に重機を荷台に載せた際に荷台の重機を手歯止めやロープ等で固定していなかった事と生存したトラックの運転手が荷台に載せた重機の固定の確認を怠ったため、傾斜のある踏切を渡った際の振動で重機が踏切線路上に落下したとみられる。事故当日は武蔵野台駅で駅舎改築（地下道の駅舎完成後に同駅東側の旧駅舎を解体。）に伴う旧駅舎の跡地付近での道路舗装工事をしていたが、降雨のために中止となり、重機を撤収・移送している途中での事故だった。武蔵野台駅の東側（同駅 - 飛田給駅の間）はカーブになっており、最初に衝突した上り急行列車について同駅 - 多磨霊園駅の間の西武多摩川線と交差している辺りで踏切線路上に立ち往生している重機を発見し非常ブレーキを掛けたが間に合わずに重機に衝突した。衝突の際に緩やかな左カーブの位置だったため、重機は前に押し出されて下り線の線路を支障し、今度は見通しの悪いカーブから下り特急列車が間に合わずに衝突され、重機に乗り上げて脱線転覆（先頭車両（クハ5871号車）が重機への衝突時の衝撃により先頭車両の車体は重機に乗り上げたはずみで台車から外れ、先頭車両の車体のみが駅南側の駐車場にのめり込み、衝突の衝撃で架線柱を線路側の方並びに、最初に重機に衝突し停車中の上り急行列車側の方へなぎ倒して、落下した重機を載せたトラックに衝突した。尚、重機は先頭車両の車体に乗り上げた上、台車に巻き込み原型を留めずに大破。）したとみられる。なお、事故から約45年が経過した2024年5月現在もカーブおよび、事故現場の踏切、駅南側の駐車場は移設せずに残っている。当該トラックに乗車しており、衝突事故時に重機が落下した踏切線路上の外に退避し生存していた運転手1名は道路交通法違反(積載不備)、業務上過失致死罪、過失往来危険罪で府中警察署に現行犯逮捕された。この踏切には障害物検知装置が未設置であったことから、本件以後京王での踏切安全対策強化が進められた。事故車両は高幡不動駅構内の高幡不動検車区に運ばれ、損傷が酷かった京王八王子方の先頭車1両（クハ5871号車）が修復困難である事から、1979年11月16日付で廃車となり、翌1980年1月末に同検車区に解体された。このクハ5871号車は1968年（昭和43年）に通勤電車として初の冷房が採用された試作分散冷房車であった。

#### 武蔵野貨物線生田トンネル貨物列車追突脱線事故
1979年（昭和54年）11月18日【列車衝突事故】
武蔵野貨物線の府中本町駅 - 梶ヶ谷貨物ターミナル駅間の生田トンネル内を走行中の貨物列車が、機関士の居眠りにより停車。停車位置が上り勾配であったために自然後退し、停止信号で停車中であった後続の根岸発宇都宮貨物ターミナル駅行きの石油貨物列車に衝突。貨車4両が脱線転覆、11両が脱線した。先行列車機関士の運転中の居眠りによる過失と断定され、先行の貨物列車の機関士および貨物列車の車掌が書類送検された他、職場そのものの士気低下も問題視された。

## 1980年代

### 1980年

#### 京阪電気鉄道置石脱線事故
1980年（昭和55年）2月20日20時59分【列車脱線事故】
大阪府枚方市の京阪電鉄京阪本線の枚方市 - 御殿山間の磯島茶屋町付近で、枚方市立第一中学校に在学で同市内の中学生5人組のグループが悪戯で線路脇のケーブルトラフ（コンクリート製U字形溝）の蓋を線路上に置いたため、同地を通過した淀屋橋発三条行きの急行電車（5000系7両編成・乗客約400名）の先頭3両が脱線、先頭車輛が民家に突っ込み、2両目は横転。幸い死者は出なかったが、負傷者104名の大事故になった。
この事故により先頭車両5554号車は廃車となり、同じ番号の車両がその年12月に代替として新製された。
中学生グループおよび保護者に対して京阪電鉄は損害賠償を求め、5人のうち4人は1人あたり840万円の示談金を支払うことで示談が成立した。しかし、残りの1人とは示談が成立せず、1982年2月に京阪側が損害賠償を求める裁判を起こす。この親権者は「グループには入っていたが、実行行為に関与していなかった」と主張し、大阪高等裁判所がその主張を認めた。しかし、1987年に最高裁判所は謀議に入った者も賠償責任が発生するとする旨の判決を出し、大阪高裁に差し戻した。同年の差し戻し審では、他の元中学生4名と同じく840万円を支払うとの和解が成立した。京阪は約4200万円の賠償金を受け取ることになったが、これは実際の損害額の約10分の1である。残る9割の損害は保険で対処した。
この経験から、対策として京阪を筆頭に鉄道事業者各社では、沿線から線路に侵入させないようなフェンスや有刺鉄線をきわめて積極的に設置した。さらに、先頭車両への排障器の設置と、先頭台車への補助的な排障器具の設置を進めた。

#### 中央線大久保 - 東中野間列車追突事故（1980年）
1980年（昭和55年）10月17日 9時25分ごろ
中央緩行線東中野駅から大久保方340 mに停車中の西船橋発中野行き下り普通列車に後続の千葉発中野行き下り普通列車が追突し、両列車の乗員乗客12名が軽傷を負った事故。

### 1981年

#### 長崎本線特急「かもめ・みどり」脱線事故
1981年（昭和56年）6月7日13時53分ごろ【列車脱線事故】
長崎本線久保田 - 牛津間を走行中の博多発長崎・佐世保行き特急2021M列車「かもめ・みどり11号」（485系電車12両編成）が、柳掘橋梁(長さ7.3 m)付近の左側半径800 mのカーブを約時速90 km/hで走行中、左側レールが2箇所、横波状に曲がっているのを運転士が発見し非常ブレーキをかけ300 m走ったところで停車したが後ろ寄りの6両（「かもめ」後ろ2両と「みどり」全編成）が脱線した。負傷者23名。原因は、暑さ(当日は佐賀県で32.3度の最高気温を観測していた)でレールが伸びたことと、同橋梁で使用していた橋梁構体と枕木を固定するボルトが粗悪品で折損したため。同橋梁では全部で18本あった枕木の締め付け部に平均2 cmの隙間が開いており、該当列車が通過前、暑さでレールが伸びた際に枕木が左右にずれ、同列車が高速で侵入した際ボルトが折損し後部車両が脱線大破した。このボルトは溶接箇所が断面積の20 %しか溶接されていない粗悪品で、1973年には国鉄本社で使用中止にし、以降枕木交換の際に継ぎ目のない一体成型品に交換していたが、同橋梁では1978年に枕木を交換した際に、なぜか右側のみ交換され、左側は古いものがそのまま使用されていた。
この頃暑さにより同様の事例が多発していたことから、塩川正十郎運輸大臣が高木文雄国鉄総裁（いずれも当時）に注意を行い全国で緊急に線路状況点検が行われた。
脱線した車両のうち特に損傷の激しかった「みどり」編成後部に組成されていたモハ485-117・モハ484-221・クロ481-53の3両が廃車となった。同系列が国鉄時代に事故廃車された唯一の事例である。

### 1982年

#### 寝台特急「紀伊」機関車衝突事故
1982年（昭和57年）3月15日 2時16分ごろ【列車衝突事故】
機関車付け替えのため名古屋駅に運転停車中の東京発紀伊勝浦行き寝台特急「紀伊」（14系客車6両編成）に、連結しようとしていたディーゼル機関車（DD51形717号機）が約20 km/hで衝突し、客車3両が脱線した。負傷者14名。事故を起こした機関士は当該仕業前の仮眠時間に飲酒しており、それによる居眠り操縦をしたことが原因だった。この事故は、国鉄に対する世間の信用を失墜させただけでなく、当時マスメディアを中心に展開されていた、国鉄職員のモラル欠如への批判キャンペーンをさらに強めることとなり、国鉄と国労などでは、本社職員幹部を更迭するなどし、マル生運動破綻以来の労使癒着関係を解消させることにもつながった。またこのころ相次いだ「たるみ事故」に「職場規律を正します」との中吊りが車内に掲示され、一部組合も協力して職場規律回復の動きが行われた。機関車と事故列車の先頭車（スハネフ14 102）が廃車となった。

#### 東北本線で発生した踏切障害事故
1982年（昭和57年）4月6日 8時30分ごろ（踏切障害・列車脱線事故）
埼玉県北葛飾郡栗橋町（現在の久喜市）佐間の通称「呉服踏切」で、上野発小金井行きの普通列車（115系電車15両編成）と、立ち往生していた3.6 t牛乳運搬用自動車（タンクローリー）が衝突し、列車は自動車をおよそ60 mほど引きずったのち先頭車両が脱線した。その衝撃で、列車の乗客と運転士合わせて12名が軽傷を負ったほか、自動車は大破し、積み荷の牛乳が線路に飛び散った。警報機が鳴っている踏切に自動車が無理やり突入して出れなくなったのが原因であり、自動車の運転手は業務上過失傷害罪や過失往来危険罪で現行犯逮捕された。

#### 中央本線鳥沢駅構内列車脱線事故
1982年（昭和57年）5月28日 13時27分ごろ（列車脱線事故）
山梨県大月市富浜町の中央本線（中央東線）鳥沢駅構内で、松本発新宿行きの特急「あずさ8号」（189系電車12両編成）が、高温によってゆがんだレール上を通過した際に12両中8両が脱線し、乗客2名が負傷した。当日11時前に大月保線区員が巡回した際にはレール温度は問題なかったものの、隣の猿橋駅構内でそれを検測したところ45度になっており、事故当時の鳥沢駅周辺の気温が31度に達していたことも踏まえると、事故当時の鳥沢駅構内のレール温度はおよそ50度くらいに上昇していたと推定された。その影響でレールが膨張し、さらに列車の負荷によってゆがみが発生したと考えられた。

#### 石北本線特急「オホーツク」脱線事故
1982年（昭和57年）6月11日 12時ごろ【列車脱線事故、線路障害】
石北本線留辺蘂 - 相ノ内（現・相内）間で枕木交換作業中の現場に定刻より遅れてきた札幌発網走行き31D特急「オホーツク1号」が進入、脱線した結果27人が重軽傷を負った。原因は現場に「オホーツク1号」が遅れていることが伝わっていなかったことと、下請け業者が丁寧さを欠いた手抜き工事をしており本来1本ずつでしか交換してはいけない枕木を一度に6本抜いていたことによる。この事故により当該車両のキハ82 59・902、キハ80 9・76、キロ80 35、キシ80 4の6両が現場で解体され同年7月6日（キハ82 902, キハ80, キシ）、16日（キロ）、27日（キハ82 59）付で廃車となった。

#### 国鉄外房線脱線事故
1982年（昭和57年）6月27日 5時18分ごろ【列車衝突事故〈土砂災害によるもの〉】
外房線太東 - 東浪見間で勝浦発千葉行き上り普通224M列車（113系電車6両編成）が土砂崩れに遭遇し、前2両が脱線した。乗客3名が負傷したが、運転士に怪我はなかった。
脱線したクハ111-1308は1983年12月10日付けで、モハ112-1027は1984年9月17日付けでそれぞれ廃車されたが、モハ112-1027とユニットを組成するモハ113-1027は復旧と同時に制御車化工事を施工してクハ111-1201に改造された。

#### 伊豆急行川奈駅構内脱線事故
1982年（昭和57年）9月14日 14時17分ごろ【脱線事故】
伊豆急行伊豆急行線川奈駅構内で伊豆急下田発伊東行回送列車で運用中だった田町電車区（→田町車両センター→現・東京総合車両センター田町センター）所属167系4両編成x2本の8両編成がポイント故障により脱線。この際にH11編成のクハ167-2が、台枠を大きく歪ませたことや床下機器を損傷させたことで使用不能となり、長期間伊豆高原車両区で留置された後、1984年3月19日付で廃車となった。本件は日本の修学旅行用車両としては唯一の事故廃車例である。
クハ167-2は、1965年7月13日に汽車会社で製造され田町区へ新製配置。1978年4月18日に冷房化改造、1979年12月17日に修学旅行色から湘南色へ塗装変更を施工された。また同車の代替として神領電車区（現・神領車両区）で廃車を前提とした休車中だったクハ165-3が1983年1月29日付で田町区へ転入し、H11編成に組成された。

#### 神戸電鉄三田線で発生した踏切障害事故
1982年（昭和57年）12月10日 9時55分ごろ（踏切障害・列車脱線事故）
神戸電気鉄道（現・神戸電鉄）三田線二郎駅の北約80 mの地点にある有野川鉄橋手前の第二苗代踏切（兵庫県神戸市北区有野町二郎、遮断機・警報機ともに無し、幅2.1 m）で、三田発新開地行きの普通電車（3両編成）が、一時停止を無視して踏切へ侵入してきたダンプ自動車と衝突した。その衝撃で、電車の先頭車両は脱線し鉄橋から約5 m下の有野川へ向かって宙吊りとなり、電車の乗務員と乗客合わせて16名が軽傷、ダンプ自動車の運転手1名が重傷を負った。

### 1983年

#### 東北新幹線小学生死亡事故
1983年（昭和58年）8月4日【鉄道人身障害事故】
東北新幹線古川駅 - 一ノ関駅間の第一高清水トンネル内で、大宮発盛岡行きの「やまびこ35号」が同トンネルに差しかかった際に、運転士が異音を感知したため線路の異常を考えて列車無線で運輸指令に報告した。保線区員が現場付近を調べたところ、トンネル坑口から約60 m地点で小学生女児の遺体を発見した。この女児は夏休み中で母親と兄の家族3人で母方の実家に帰省する途中であったが、古川駅で下車の際、母親が先に兄妹を降車させたものの、帰省ラッシュで混雑した車内で自身の降車準備に手間取り、兄が不安を感じて車内に戻ったところでドアが閉まって列車が発車してしまった。ホームに1人取り残された女児は気が動転して家族を追いかけるように軌道内へ立ち入り、徒歩で北上していたところ後続列車である「やまびこ35号」にはねられたものである。女児がはねられた第一高清水トンネルは、古川駅から約11 km離れていた。
当時、古川駅では助役1人で監視カメラ2台を使ってホームの安全確認をしていたものの、帰省ラッシュで混雑していた上、上り列車で発生した急病人対応で駅員が出払っていた。また女児が降りた部分はホーム先頭で監視カメラの死角になっており、安全柵をすり抜ける女児を見逃していた。
東北新幹線開業後、初の旅客死亡事故となった。

### 1984年

#### 外房線細代踏切事故
1984年（昭和59年）3月30日 10時30分ごろ【踏切障害事故】
外房線茂原 - 八積間の細代踏切（遮断機なし）で、列車が接近しているにもかかわらず強行進入したミキサー車の側面に安房鴨川発千葉行き上り普通246M列車（113系電車6両編成）が衝突。列車運転士が死亡、車掌ならびに乗客合わせて50人が重軽傷を負った。
この事故で先頭のクハ111-1307は前面部分が上部から押し潰され大破。1985年12月26日付で廃車された。

#### 阪急神戸線六甲駅列車衝突事故
1984年（昭和59年）5月5日 11時30分ごろ【列車衝突事故】
阪急神戸本線六甲駅構内で、副本線から本線に出てきた上り回送列車（山陽電鉄3050系3064編成・4両編成）に、同駅本線上を通過していた上り高速神戸発梅田行の特急列車（阪急2000系2050編成・8両編成）が衝突。特急列車の前部3両と回送列車の4両が脱線し、負傷者72名を出したが、事故による死者は出なかった。回送列車の運転士が違法に自動列車停止装置 (ATS) のスイッチを切り、車掌の合図と信号を無視して発車したことが原因。
ゴールデンウィーク中だったため特急の車内は満員状態だったが、運転士は駅直前で不正出発した回送列車を現認して非常制動を執った結果、衝突時には50 km/h程度まで減速しており、先頭車は横転を免れた。また事故発生時、梅田発三宮行き普通列車が同駅に向かって走行していたが、衝突した特急の運転士が負傷しながらも異常を知らせるために、手旗を手に線路上を梅田（大阪）方へ走ってきたことにより多重事故は免れた。当該車両のうち、損傷が激しかった阪急2000系2050号車が廃車となった。
事故を起こした山陽電鉄の運転士は業務上過失傷害で現行犯逮捕された上、同日付遡及で懲戒解雇され、動力車操縦者免許も剥奪された。同乗していた同社車掌は直接責任はないにも関わらず、事故を未然に防げなかったという自責の念に駆られ、事故から11日後の5月16日夜に神戸市須磨区内を走行中の自社普通列車に飛び込み自殺した。大阪陸運局（現在の近畿運輸局）が特別保安監査を行ったところ、当時山陽電鉄では、定時よりも最大で数分早く駅を出発する行為が横行していたことが発覚。安全教育の不徹底が指摘され、同年5月31日に山陽電鉄に対して業務改善命令が出された。この事故を受けて、山陽の鋼製車両については置き換えが決まっていた旧型車両を除く全車両が塗装変更を受けた（当事故で自殺した事故列車の車掌の遺族などに配慮するため）。
なお、山陽電鉄の列車は、1968年の相互乗り入れ開始から一貫して、六甲駅で乗客を降車させた後に回送列車としてすぐ発車し、御影駅西方の引き上げ線（待避線としても使用）で折り返すというダイヤが設定されていたが、当事故より1か月あまり前となる1984年3月25日のダイヤ改正から、休日ダイヤに限って六甲駅で特急を待避してから回送列車を発車させるダイヤとなっていた。事故を起こした山陽電鉄の運転士は、新休日ダイヤでは初めての乗務で、運行管理者からダイヤ表を渡され運転席に掲げていながらも全く見ず、特急待避の必要を知らなかったと供述している。

#### 特急「やくも」衝突脱線事故
1984年（昭和59年）7月21日 10時55分ごろ【列車脱線事故〈踏切障害に伴うもの〉】
山陰本線松江 - 東松江間の新田踏切（島根県松江市東津田町）で、特急「やくも1号」（381系電車9両編成）が、踏切内で立ち往生していた日本通運米子支店の大型貨物自動車に衝突した。列車の1両目は大型貨物自動車の荷台にのしかかるような恰好で進行方向右側に約45度傾き脱線、隣接の天神川鉄橋上で停車した。大型貨物自動車は大破し炎上、頭から隣接の民家に飛び込んだほか、列車の鉄板部品も一部が隣接の民家に飛ばされた。その影響で、先頭車両の乗客1名が死亡、同車両と先頭から2両目の車両の乗客合わせて21名が足を切断するなどの重軽傷を負い、大型貨物自動車の運転手と、それが飛び込んだ住宅の近くで遊んでいた子供1名も負傷した。事故の直接の原因は、大型貨物自動車と乗用車が道を譲らず、警報機が鳴り出すまで運転者同士が押し問答を続けたため、列車の接近に気が付かなかったというものであった。大型貨物自動車の運転手は警報機を無視して踏切へ侵入し、逮捕された。なお、乗用車は事故後現場から逃走し、そのまま行方不明。列車先頭車両のクハ381-132は車体が橋桁に刺さるようにして大破したが、車体を後藤工場で修復し、翌1985年に復帰している。

#### 西明石駅寝台特急列車脱線事故
1984年（昭和59年）10月19日 1時48分ごろ【列車脱線事故】
西明石駅を通過中の宮崎発東京行き寝台特急「富士」（機関車+24系25形客車14両）の先頭客車（13号車）が脱線してホームに激突し、車体側面下部が大きく削り取られて大破した。最後尾の電源車を除く他の12両の客車もすべて脱線した。負傷者32名。
駅構内で保線工事が実施されており、「富士」の機関士にも通過番線の変更と分岐器の曲線側を減速通過する旨が通達されていたにもかかわらず、その旨を失念して高速で進入したのが原因だった。機関士が飲酒運転を行っていたことも発覚し、世間からは2年前の「紀伊」の事故とあわせて、強い非難を浴びた。

#### 上信電鉄列車正面衝突事故
1984年（昭和59年）12月21日 7時54分ごろ【列車衝突事故】
上信電鉄上信線赤津信号所付近で、下り列車（6000形2両編成）と上り列車（100形2両編成）が正面衝突し、上り列車の運転士1名が死亡、乗客132人が負傷した。
原因は下り列車の運転士が、上り列車と交換予定だった同信号所の停止信号を冒進したため。 事故当時、同線にはATSは設置されておらず、停止信号を無視しても列車を止めることができなかった。
当時のダイヤでは上下列車の交換地点が列車によってばらつきがあり、そのことが事故の遠因になったのではないかと指摘されたため、事故後列車交換駅の統一や列車の減便を伴う大規模なダイヤ改正が行われた。また、ATSについては事故発生から1年後の1985年12月までに整備を完了している。
上り列車の車両2両（クモハ102+クハ102）は廃車された。

### 1985年

#### 能登線列車脱線事故
1985年（昭和60年）7月11日 14時21分【列車脱線事故】
能登線（のちに第三セクター化されてのと鉄道能登線に転換、現在当該区間は廃止）古君 - 鵜川間で、金沢発蛸島行き下り急行列車「能登路5号」（キハ58系気動車4両編成）が、古君駅を15分遅れで通過後、速度約50 km/hで力行運転中、進行左側の築堤の盛土が一部崩壊し線路が浮いている場所に進入した。直ちに非常ブレーキを使用したが全車両が脱線、気動車の前3両が築堤の約8 m下の水田上に落下、横転、4両目が進行左側に約30度傾斜して停止した。旅客7名が横転した2両目気動車の下敷きになって死亡、32名（気動車運転士、車掌、従業外の国鉄職員）が負傷した。
事故現場の築堤の盛土は水抜きパイプがなく、両端に草を植えた古い方式の土工法によるものだった。前日夜から当日朝まで連続雨量95 mmの豪雨が観測されていたが、事故当時は降雨はなかった。豪雨時の運転規制条件の見直しと、同種の方式の盛土の一斉点検が実施された。事故車両はすべて廃車となった。
付近の累計雨量は7月10日から11日8時まで約100 mmだったが、その後、降雨は無かった。現場より約2 km離れた鵜川駅の雨量計によれば、6月30日より降り始めた雨は7月1日までに107 mm、その後7月4日から降り始めた雨は8日まで降り続き、5日間で445 mmにまで達した。続く2日間降り止んだ後、7月10日から降り始め、7月11日8時までに95 mm、全体で12日間に540 mmの累計雨量だった。
開業以来、最大の連続降雨により盛土内水位が異常に上昇し、安定が損なわれ、斜面崩壊が生じ始めたところに列車が進入し、クリープ滑動に至ったものと推定される。
盛土は軟弱地盤（厚さ約2 m）の上に高さ7.5 mで建設され、盛土右側は斜面に接していた。盛土材料は粘性土だった。盛土の崩壊は線路中心から起き、円弧すべり（後述）により約3 mの沈下を生じた。盛土のり尻付近ではあぜ道が盛土とともに横移動、田面が隆起、基底破壊が引き起こされていた。崩壊の原因は、長期にわたる降雨による台地からの浸透水と台地上の表流水が徐々に盛土本体および支持地盤に浸透、盛土および地盤の隙間水圧が上昇、また盛土重量が増大したためと思われる。降雨後約6時間を経て崩壊したのは、盛土材料が粘性土であり、台地も粘性地盤であるために、降雨の影響が及ぶのにタイムラグが生じたためであると判断されている。
土木工学上、円弧すべりは、盛土が締め固め不足である、また排水工事が不十分である時など、土中の水により新しい盛土が滑る、一般的な現象である。すなわち盛土内で飽和状態にある水により滑り台のように盛土が滑る。円弧すべりによる事故としては、1938年6月、山陽本線和気 - 熊山間の、半年前に新たに築堤を造成し線路移転を図った箇所で、長期にわたる降雨により築堤崩壊がおこり、列車が横転、死者25名、負傷者108名の重大事故が起きていた（→日本の鉄道事故 (1949年以前)#山陽線列車脱線転覆事故）。1938年の事故は線路改良後短期間で起きたが、1985年の当該事故は、建設後長期間が経過し安定したかに思われる地盤においても、長期にわたる降雨とその他予想し得ない条件が重なれば円弧すべりが発生することを示したものである。
従来の要領で定められていた連続降雨および降雨量では危険性を適切に評価できない長期にわたる降雨に対する災害対策と運転規制については、日本鉄道施設協会内に、学識経験者を交えた「降雨時の災害防止に関する研究委員会」が設置され、審議、抜本的な見直しが行われた。
その後、同様な崩壊が発生すると考えられる軟弱地盤上の粘性土高築堤その他を、長雨重点警備箇所として指定、これら対象区間には、従来の運転規制基準に加え、ひと雨の降り止み、降り始めを定義する降雨中断時間を48時間とする「累積雨量」による運転規制を定め、この規制ルールにも対応し得る演算機能を有する雨量警報装置（レインピュータ）の配備を行った。長雨重点警備箇所のうち、防護工の設置による対策が講じられ、土中水位の断続観測によりその効果が確認され長雨による後（おく）れ破壊が起こるおそれがないと判定されたものについては逐次、指定の解除が行われた。

#### 筑肥線踏切衝突事故
1985年（昭和60年）8月7日
7時45分頃、筑肥線姪浜駅 - 今宿駅間の生の松原踏切で筑前前原発博多行き上り434M列車（福岡市交通局1000系11編成・6両）が踏切内で立ち往生した大型トレーラートラックと衝突した。通勤時間帯であったため、列車は満員の状態で重軽傷者は100名を越えた（121名または153名とされているが、正確な人数は不明）。
トレーラーの車体の底が盛り上がった踏切の地面と接触して立ち往生したことが原因とみられる。また、トレーラーは積載量を大幅に越える荷物を積んだ状態で運転しており、トレーラーの車体の底が下がる一因になったとされている。
11編成の上り方（博多方）先頭車の1522は大破して損傷も酷かったため、現地解体されて廃車となり、翌1986年に2代目の1522が新製されて編成復旧された。

#### 東北新幹線保線作業員死傷事故
1985年（昭和60年）9月11日 23時36分ごろ【鉄道人身障害事故】
東北新幹線新花巻 - 盛岡間で、終電後の保線作業の準備中、定刻より遅れて運転していた上野発盛岡行き最終列車「やまびこ79号」に作業員2人が接触して即死、6人が風圧ではね飛ばされ重軽傷を負った。連絡不備により作業員らは列車が遅れていることを知らされていなかった。

### 1986年

#### 東急東横線横浜駅脱線事故
1986年（昭和61年）3月13日【列車脱線事故】
東急東横線横浜駅構内（当時地上）で、元住吉発桜木町行き急行電車（9000系8両編成、TS-1004　ボルスタレス台車）の最後尾が脱線。負傷者はいなかった。
原因は、輪重比不均衡で乗客乗降の荷重急変に追従できなかったためと考えられ、以降、東急では輪重比10 %以内（輪重0.9 - 1.1）に管理、脱線防止ガード設置基準を半径R450以下の曲線へ引き上げる、という基準を独自で制定。のちの日比谷線中目黒事故で東急と同じ輪重管理と新たにガードレール設置判別式を制定、全事業者に採用されたが、運輸省（当時）はこの時点では他事業者に対する注意喚起を行わなかった。

#### 西武新宿線田無駅列車追突事故
1986年（昭和61年）3月23日 12時10分ごろ【列車衝突事故】
西武新宿線田無駅に接近した西武新宿行き上り急行（2000系、2415F + 2017F）のブレーキが効かなくなり、ホームに停車中だった先行の準急 (2407F + 2023F) に追突、乗員・乗客204名が負傷した。
当日の田無市（現在の西東京市）は大雪で、車輪と制輪子の間に雪が挟まり、摩擦制動力が著しく低下したのが原因とされた（先頭の2両編成は永久直列制御で、電力回生制動の打ち切り速度が高かった）。事故車両のうち、損傷の激しい8両（急行の前6両と準急の後2両）が事故廃車された。残った6両は改番の上1本にまとめられて復旧。事故当時、同社の西武秩父線・池袋線を走行する101系と特急用車両の5000系には耐雪ブレーキ（同社の呼称では圧着ブレーキ）が装備されていたが、当時新宿線専用だった2000系にはこのブレーキが装備されていなかった。この事故をきっかけに、降雪地帯を走らない電車も含め同社のすべての電車に耐雪（圧着）ブレーキが取り付けられた。

#### 山陰線余部鉄橋列車転落事故
1986年（昭和61年）12月28日 13時25分ごろ【列車脱線事故】
香住発浜坂行きの下り臨時回送9535列車（DD51 1187、14系客車『みやび』7両）が、山陰本線鎧 - 餘部間にある余部橋梁を走行中に日本海からの強風にあおられ、客車7両がすべて鉄橋から転落した（機関車のみ橋梁上に残った）。転落した客車は真下にあったカニ加工工場と民家を直撃し、工場の従業員5名と列車の車掌1名が死亡、車内販売員3名と工場の従業員3名が重軽傷を負った。転落した「みやび」は全車廃車となった。

### 1987年

#### 両毛線で発生した踏切障害事故
1987年（昭和62年）2月12日 10時55分ごろ（踏切障害事故）
栃木県栃木市高谷町の両毛線第二高屋踏切で、立ち往生していた大型トレーラに、高崎発小山行きの普通列車（115系電車4両編成）が衝突した。その衝撃で、列車は脱線し、先頭車両は隣接の田んぼに落ちた。列車の乗客ほか35名が重軽傷を負い、列車の先頭車両と先頭から2両目の車両は廃車となった。大型トレーラの運転手は事故直後に業務上過失傷害罪と過失往来危険罪で現行犯逮捕された。

#### 名鉄犬山線平田橋駅踏切衝突事故
1987年（昭和62年）7月8日 10時33分ごろ（踏切障害事故）
名古屋鉄道犬山線平田橋駅（1991年に0.3 km南側に移設し上小田井駅に改称）のすぐ南側にある新川右岸堤防上の踏切（遮断機・警報機付）で、立ち往生したトレーラーに犬山発常滑行急行列車（6000系4両編成）が衝突した。トレーラーは約20 m引きずられて河原に縦向きに転落、電車の前頭部は「く」の字型に大破した。この事故で乗客・乗務員・トレーラー運転手187人が負傷した。トレーラーは25 t積みのところ、40 tの鋼材を載せて過積載をしており、運転手が業務上過失傷害罪と過失往来危険罪で現行犯逮捕された。なお、現場直前が見通しの良い直線区間であり、踏切の異常を感知したことにより特殊信号発光機が動作していたにもかかわらず、列車のブレーキ操作が遅れたことも問題視された。
この事故の復旧中に、トレーラーを吊るクレーン車が横倒しになったことにより作業が遅れたが、約11時間40分後の同日22時10分ごろに復旧した。また、大破したク6035は翌1988年3月に車体を新造して復旧した。現場の踏切は上小田井駅開設および名古屋市営地下鉄鶴舞線乗り入れに伴う改良工事で1989年8月に廃止され、現在は線路下をくぐるアンダーパスになっている。

#### 近鉄東大阪線生駒トンネル火災事故
1987年（昭和62年）9月21日 16時20分ごろ（電気火災事故）
近畿日本鉄道東大阪線（現在のけいはんな線）新石切駅 - 生駒駅間にある生駒トンネル内で、高圧送電ケーブルから出火、一斉に停電したことにより走行中の大阪港発生駒行列車が生駒駅から約2 kmの地点で停車した。乗客約70人のうち1人が煙に巻かれ死亡、48人が負傷した。火災発生から30分も経過してから避難誘導を開始しており、乗務員と指令員の対応が問題視された。復旧には翌9月22日いっぱいまで要した。 原因は、施工業者が特別高圧線の分岐接続部に必要な部品を取り付けていなかったことであった。

### 1988年

#### 「サロンエクスプレスアルカディア」火災事故
1988年（昭和63年）3月30日（列車火災事故）
JR東日本のジョイフルトレイン 「サロンエクスプレスアルカディア」（キハ58系気動車3両編成）による臨時列車が上越線を走行中、新清水トンネルを通過した直後に1号車（キロ59 508）の排気管が過熱し、出火。越後中里 - 岩原スキー場前間に緊急停車した。乗客・乗務員は全員避難したため、死傷者は出なかったが、1号車が全焼し、廃車となった。この事故を契機にJR東日本ではDMH17系エンジンを搭載している車両に対してエンジンの取り換えと火災対策工事を1992年までに状態の良い車両に対して行った。
残る2両は保留車となっていたが、1992年に団体用車両「Kenji」へ再改造され、キハ58系全体で見ても最後の残存車となり、2018年まで運用された。

#### 快速「海峡」踏切障害・脱線事故
1988年（昭和63年）4月29日12時15分頃（列車脱線事故）
津軽線内を走行中の快速「海峡7号」（ED79形電気機関車12号機＋50系客車5000番台10両編成、青森発函館行き）が、同線津軽宮田駅付近の川端通踏切で操重機付き4.5 t貨物自動車と衝突した。その反動により、先頭から2両目（機関車後位）の客車（オハフ50 5009）を貨物自動車が直撃し、客車は進行方向右側に脱線した。列車には、青函トンネルと北海道の旅行に向かう、大阪府方面などからの旅行者ら約580名が乗車しており、脱線した客車に乗車していた12名（うち2名は車内販売員）が軽傷を負った。事故後、乗客は代行バスで蟹田駅まで運ばれ、後続の快速「海峡9号」に乗車する手配が採られた。また、脱線した客車（オハフ50 5009）は修理された。

#### 南武線で発生した踏切障害事故（1988年10月）
1988年（昭和63年）10月19日 14時25分ごろ（踏切障害・列車脱線事故）
東京都稲城市大丸の南武線大丸踏切（南多摩駅付近）で、川崎発立川行きの普通電車（101系電車6両編成）が、踏切内で立ち往生していたダンプ自動車に衝突した。衝突の衝撃で電車の先頭車両は脱線し、それにより破損した窓ガラスの破片などで乗客8名とダンプ自動車の運転手1名の合計9名が軽傷を負った。ダンプ自動車の運転手は事故当日中に業務上過失傷害罪、過失往来危険罪などの疑いで逮捕された。

#### 中央線東中野駅列車追突事故
1988年（昭和63年）12月5日 （列車衝突事故）
JR東日本の中央緩行線東中野駅に停車中の津田沼発中野行き下り普通805C列車（103系電車10両編成）に後続の千葉発中野行き下り普通835B列車（201系電車10両編成）がブレーキ操作が遅れて衝突し、後続列車の運転士と乗客1名が死亡、116名が重軽傷を負い、両端の車両を除く18両が廃車となった。JR発足後初の死者の出た事故。

#### 函館本線高速貨物列車過速度転覆事故（姫川事故）
1988年（昭和63年）12月13日 17時5分ごろ （列車脱線事故）
函館本線駒ヶ岳 - 姫川間の下り急勾配急カーブで隅田川発札幌貨物ターミナル行き高速コンテナ貨物列車が脱線転覆し列車が分離する事故が発生した。
機関士の大量飲酒に因る居眠り運転で、下り20 ‰勾配により加速、60 km/h制限のR300カーブに推定100 km/hで進入し、コンテナ貨車は21両中19両が脱線転覆、機関車のみが16 km先まで走行。CTCが現場の在線表示が消えないことから機関車に抑止を掛けて停止させ単機になっていたことに気づく。寝台特急より高速運行の列車で同区間2度目の曲線過速度転覆事故だが、貨物の事故として軽視され、その次の、3度目に起きた1996年12月の大沼 - 仁山間高速貨物過速度転覆事故まで過速度ATSの設置は検討されなかった。

### 1989年

#### 飯田線北殿駅列車正面衝突事故
1989年（平成元年）4月13日 16時58分ごろ（列車衝突事故）
JR東海の飯田線北殿駅で、停車中の天竜峡発長野行き下り普通537M列車（169系電車3両編成）に上諏訪発天竜峡行き上り普通248M列車（119系電車2両編成）が正面衝突。下校途中の高校生ら146名が負傷した。
原因は、上り列車運転士がATSロング地上子の警報を受け、確認扱いを行い、出発信号機の進行現示を場内信号機の停止現示から進行現示に変更したものと誤認、速度節制を行わず運転を継続、場内信号機の停止信号を冒進した。場内信号機のATS直下地上子による警報が作動したが、車両接触限界内に停車できず、下り列車の過走対策によりポイントが下り列車方向を向いていたタイミングだったため正面衝突した。
飯田線ではATS-Sが使用されていたが、このシステムでは、警報が鳴動し運転士が確認扱いを行った後は、停止信号を忘れて、あるいはこの事故のように信号を誤認して運転しても非常ブレーキが作動しなくなる、運転士の注意力に全面的に依存したものであり、この弱点を突かれた事故であった。
上記の東中野追突事故とこの北殿駅正面衝突事故を受けてJR各社はATS-Sの緊急改良を決め、非常停止機能を追加したATS-SN開発をJR東日本と東海が担当してJR全社が採用し、ATS-Sの場内信号機と出発信号機などの絶対信号機の直下地上子をこの非常停止地上子に換装、これをJR北海道はATS-SN、JR東日本はATS-SNとした。JR東海はさらに車上時素式速度照査機能を追加してATS-STとし、-STから列車番号通知機能を除き車上装置をMPU制御式としてJR西日本が再設計し（ATS-SW）、それをJR九州（ATS-SK）・四国（ATS-SS）が採用、追ってJR貨物（新ATS-SF）がST速度照査ボード追加で採用した（駅間に設置する閉塞信号機は停止信号警報のみのATS-Sのままである）。

#### 南武線で発生した踏切障害事故（1989年6月）
1989年（平成元年）6月18日0時ごろ（踏切障害事故）
神奈川県川崎市中原区小杉町にある南武線の踏切で、立川発川崎行き普通電車（101系電車6両編成）が、遮断機の下りている踏切へ侵入してきた乗用車と、時速およそ70 kmで衝突した。電車は衝突後、およそ130 m走行して先頭車両と先頭から2両目の車両が脱線し、先頭車両はさらに隣接の団地駐車場に突入、駐車されていた13台の自動車を押しつぶして止まった。その影響で、乗用車の運転手は頭を強く打ち重傷を負い、電車の乗客3名と乗用車に同乗していた1名の合計4名は軽傷を負った。電車の車両も廃車となった。

#### 嵯峨野線嵯峨 - 保津峡駅間踏切衝突事故
1989年（平成元年）8月22日 20時15分ころ（踏切障害事故）
山陰本線（嵯峨野線）嵯峨駅 - 保津峡駅間の天竜寺踏切で、嵐山で折り返し西大路四条へ向かっていた京都市営バスが踏切前方の道路渋滞に気付かず踏切内に進入し立ち往生したところに、京都20時00分発福知山行き急行「丹後11号」（キハ28・58形気動車6両編成）が衝突。その弾みで市バスは同じく踏切待ちをしていた他の車両にも衝突した。市営バスの運転士や乗客など29名負傷。
直接的な事故原因は市バスが道路渋滞に気付かず踏切内へ進入したことであるが、後にこの道路渋滞を引き起こした原因が路上への違法駐車だった（車両の持ち主が踏切近傍の喫茶店に立ち寄るため、自身の車を違法に路上駐車しそのまま車から離れていた）ことが発覚し、当該車両の持ち主が厳重注意を受けた。
事故編成の先頭車だったキハ58 243は半年後の1990年3月に、嵯峨野線京都 - 園部間電化に伴う余剰車として廃車されたほか、衝突した市バス車両も左前方を大破しそのまま復旧されることなく廃車された。

#### 阪和線天王寺駅列車衝突事故
1989年（平成元年）8月27日 14時18分ごろ
阪和線天王寺駅で4・5番のりばに入線した和歌山発天王寺行の快速126H列車（103系S619編成 クハ103-2051が先頭の6両）が、所定の停車位置で停車せず約18 mに渡り暴走し油圧緩衝式の車止めに衝突、コンクリート擁壁の60 cm手前で停止した。当時は台風17号が接近中で乗客はそれ程多くなかったものの、終着駅でほとんどの乗客が席を立っていた事もあり将棋倒しが発生、乗客約380人のうち31人が負傷した。天王寺駅ではこの事故の7年前（1982年）にも同様の事故を起こしており、この教訓として1983年9月に車止めを油圧緩衝式にしていたため擁壁への衝突は免れたが、1両目が2両目によって押し上げられ連結部が破損、1両目後部が浮き上がる形となった。
同駅におけるATSはホーム進入後、60 mを過ぎた時点で36 km/h以上の場合警報が鳴動し、確認扱いをしないと非常ブレーキが動作する仕組みであったが、同列車の運転士は「第三場内信号機（ホーム端よりさらに355 m手前）通過時に内規通り30 km/hに減速、通常ならばホーム中央で20 km/hに減速するはずであったがそのままであったのでブレーキを強め、さらに非常ブレーキを掛けたが間に合わなかった。」と供述した。
同列車は途中の熊取駅で約10 mのオーバーランをしており、その後の鳳駅で乗務員交代の際、「ブレーキの利きが悪い」との引き継ぎを当該運転士に行った。そのためブレーキ故障とブレーキ操作ミスの両面から捜査が進められた。また、事故車両のATSスイッチは衝突後切位置となっていたが、運転士はこの件に関して「ATSのスイッチには触れていない」と供述、その後の捜査で車止めに衝突後に切ったものだと判明し、原因からは除外された。先頭車は101系からの改造車であり、運転士の中には「改造タイプ（クハ103形2050番台）はブレーキが甘くなりやすく、慣れないと操作ミスを起こす恐れがある」と指摘する声が出ていた。
その後の調査で事故原因は当該運転士のブレーキ操作ミスとされた。当該運転士はJR側が指導したブレーキ開始地点を50 m過ぎてからブレーキを掛け始め、停車位置を10m過ぎたところで非常ブレーキを掛けており、車止めには14km/h以上で衝突していた事がわかった。大阪府警は「台風の影響と旧型車改造でブレーキの効きに問題があったとしても当該運転士の責任は免れない」とし、当該運転士を書類送検している。
この事故を受けてJR西日本は、ATS-Pの導入予定を当初の計画である1991年春より前倒しすることを決定し、翌1990年8月より天王寺 - 鳳間の上り線でATS-Pの使用が開始された。また、停止位置から車止めまでが50 m以内である駅に速度照査設備としてATS-SW形地上子を設置する工事を進め1992年度までに整備を完了した。また、新しい衝撃緩衝設備についても1992 - 1994年度にかけて整備している。
この事故により、当該編成の先頭車であったクハ103-2051は、その後日根野電車区で修復されたものの営業運転に復帰せず、1991年9月30日付で廃車となった。

#### 常磐線磯原 - 大津港間列車脱線事故
1989年（平成元年）10月24日 （列車脱線事故、線閉違反）
常磐線磯原駅 - 大津港駅間下り線で、新座貨物ターミナル駅発札幌貨物ターミナル駅行下り貨物3083列車（ED75形電気機関車牽引、21両編成）が夜間保線工事のためレールの取り外された区間に進入、脱線・転覆した。負傷者はなし。下り線が不通となったが、当時は複線の片方が無事であれば運行を継続することも多く、この事故の際も翌日夕方まで高萩駅 - 大津港駅間は上り線を使用した単線運転で維持された。
原因は、高萩駅当務駅長であった輸送係と現場責任者であった施設技術主任の二重のミスであった。当日は3083列車が通過後、線路閉鎖を行い、保線工事を行う計画となっていた。CTCが整備されていなかった当時、列車の通過を確実に認識できるチェックポイントは信号扱いを行う連動駅（停車場）、すなわちこの区間であれば高萩駅と大津港駅のみであったが、東北本線を補完する貨物の大動脈であり、当時はそれに加え寝台特急の設定もあった常磐線は深夜帯の列車本数が多く、夜間工事を行う際は行き交う列車の間合いを縫って行うことが求められた。このため、3083列車が通過後、線路閉鎖手続きを行って夜間工事に取り掛かる際、下り方の連動駅である大津港駅の通過を確認せずとも、3083列車の現場通過を視認した時点で、線路を閉鎖する手続きを取り、工事に着手することとなっていた。これは「現場通過着手」と呼ばれ、これ自体は当時の規則上正当な取り扱いであった。
ところが、当日は別の工事の関係で、3083列車および先行の貨物3081列車の時刻が変更され、両列車とも通常より遅い時間に運行されていた。2時44分ごろ、現場で列車通過を視認した現場責任者はこれを3083列車と認識したが、実際には3081列車であった。貨物列車の車体には列車番号が表示されておらず、現地の端末で列車の正確な位置を確認するようなこともできなかったため、潜在的にミスを誘発する余地はあったが、時刻の変更によりまだ通過するはずのない時間であった点への配慮が欠けていた。
現場責任者は、上り方連動駅である高萩駅に3083列車通過の報告を行い、線路閉鎖を要請した。この時点で3083列車は高萩駅通過後わずか4分であり、現場まで通常の貨物列車では10分掛かる中、明らかに早すぎる報告であったが、高萩駅当務駅長は復唱の上承認した。ここに2つ目のミスがあった。結果として2時53分、工事着手によりレールの撤去された区間に列車が進入、脱線・転覆に至った。当日の朝日新聞夕刊の「あっ、レールがない！」という見出しが話題を呼んだ。後に、JR東日本社内誌『JRひがし』2011年1月号にも、「あっ！ 線路がない」として取り上げられた。
この事故により、原則として次の連動駅への到着を待って線路閉鎖を行うこと、止むを得ない場合には、1本前の列車が次の連動駅に着いたことを確認すること、誤進入列車に工事を知らせるための措置を十分に行うことが定められた。
JR東日本では同じ日にこの事故の他、常磐線北小金駅における上り快速列車の異線進入・習志野電車区内での列車衝突事故と3件の事故が連続して発生したことから、運輸省（当時）より警告を受けることとなった。

#### 桜井線で発生した踏切障害事故
1989年（平成元年）11月7日20時35分ごろ（踏切障害事故）
奈良県天理市田町長田にある桜井線の踏切で、降りていたしゃ断機に侵入してきた大型ダンプ自動車と、王寺発奈良行き普通列車（105系電車2両編成）が衝突し、列車は先頭車両全てと2両目の一部車輪が脱線した。衝撃により、大型ダンプ自動車の積み荷の加熱したアスファルトが流出して列車車内に流れ込み、乗客3名が火傷を負ったほか、他の乗客と乗務員合わせて17名が軽傷を負った。大型ダンプ自動車の運転手1名はキャブに閉じ込められ、死亡した。
この事故でクハ105-7が右側面を大きく損傷したため、廃車となった。

#### 函館本線で発生した踏切障害事故
1989年（平成元年）12月13日10時40分ごろ（踏切障害事故）
北海道江別市豊幌にある函館本線の踏切で、旭川発苫小牧行きの特急「ホワイトアロー6号」（781系電車4両編成）が、大型トレーラーに衝突した。その衝撃で、列車の先頭車両は進行方向右側に横倒しになり、先頭から2両目の車両も右側に傾き、先頭から3両目と4両目の車両は脱線した。先頭の車両の乗客1名が重傷、同11名が軽傷を負った。

## 1990年代

### 1990年

#### 高徳線で発生した踏切障害事故
1990年（平成2年）1月8日 8時40分ごろ（踏切障害事故）
香川県高松市木太町のJR高徳線中流踏切で、徳島発高松行きの特急「うずしお2号」（185系気動車2両編成）が、鋼材を積載した4 t貨物自動車に衝突した。列車は脱線しなかったが、貨物自動車に積載の鋼材が列車の側窓ガラスを突き破った。その衝撃により、乗客1名が頭の骨などを折り死亡、同11名が破られたガラスの破片などで重軽傷を負った。

#### 仙台電車区特急「ゆうづる」脱線事故
1990年（平成2年）2月11日 2時ごろ（列車脱線事故）
東北本線仙台 - 東仙台間を走行していた上野発常磐線経由青森行き寝台特急「ゆうづる1号」（583系電車12両編成）が、ポイントの結線ミスで下り本線から仙台電車区への引き込み線に進入。400 m走行した後、7両が脱線した。乗員・乗客に負傷者は無かった。この影響で仙台電車区からの車両の出庫が不能となり、東北本線・常磐線・仙山線の列車に運休が出るなどの影響が出た。
事故当時、仙山線の信号機増設工事に伴う信号機と分岐器の機能確認試験が行われていた。この試験は東北本線上り線のポイントを対象としていた試験であったため、この分岐器と信号扱所の制御板との回路を断ち、代わりに模擬装置を接続していた。この際、上り線のポイントが下り線のポイントと連動していたため、装置接続後、下り線も引込線側に切り替わった状態となっていた。「ゆうづる1号」通過前に信号てこを操作し、本線側信号を進行現示にしたが、分岐器が切り替わっていなかったのが原因。
この事故でモハネ583/582-59・95・サハネ581-53の5両が1990年7月23日付けで廃車となった。

#### 鹿児島本線で発生した踏切障害事故
1990年（平成2年）3月19日 17時44分ごろ
福岡県粕屋郡古賀町（現在の古賀市）花見のJR鹿児島本線の踏切で、博多発大分行きの特急「にちりん47号」（485系電車4両編成）が、小型貨物自動車と衝突した。この際に、小型貨物自動車の運転手ら2名と列車の乗客12名が重軽傷（うち1名は体調不良）を負い、列車の先頭から2両目の車両が脱線した。列車乗客の負傷は、衝突する直前の非常ブレーキの際に座席から投げ出されたことによるものであった。

#### 営団地下鉄丸ノ内線新宿駅引上線衝突事故
1990年（平成2年）6月5日 14時32分ごろ
営団地下鉄（現東京メトロ）丸ノ内線新宿駅にある西新宿方の引上線で、同線に入った回送列車（02系6両編成）が所定の停車位置で停車せずに車止めを乗り越え、コンクリート壁に衝突した。この事故で先頭車は前部台車が脱落し窓ガラス1枚と連結器を破損したが、運転士にケガはなかった。
事故の原因はブレーキのかけ遅れであり、調べに対し運転士は「考え事をしていてブレーキを掛けなかった」と証言している。
事故の影響で丸ノ内線は6日の終電まで引上線が使用できなくなり、新宿駅折返しの列車は新中野駅まで回送する措置を取ったが、朝ラッシュ時はダイヤの調整がつかず運休とし、荻窪駅からの直通列車を増発することで対処した。
営団は事故当日に運輸省関東運輸局に事故の報告は行ったものの、警視庁などへの連絡はとらず、「乗客にはあまり迷惑を掛けなかった」として事故発生から2日経った6月7日夜になるまでこの事故を公表していなかった。
なお、6月12日夜には東急目蒲線目黒駅においてもオーバーランにより車止めに衝突した事故が発生したが、こちらの事故も6月14日まで公表されず、上記の事故に引き続き”事故隠し”として報道された。

#### 関西本線で発生した踏切障害事故
1990年（平成2年）8月29日 11時ころ（踏切障害事故）
愛知県海部郡弥富町（現・弥富市）又八新田江南にあるJR関西線の又八踏切（永和駅 - 弥富駅間。現在の白鳥信号場の弥富駅寄りにある踏切。ただし事故当時、白鳥信号場は未設置）で、立ち往生していた大型トレーラーの後部に松阪発名古屋行きの快速列車「みえ2号」（2両編成）が衝突した。列車にはおよそ40名が乗っており、そのうちの26名（子供6から7名を含む）が手を骨折したり頭を打つなどして重軽傷を負い、列車は制動系を損傷して動かなくなり、トレーラーと衝突した先頭車両（キハ58 765）は廃車となった。大型トレーラーは衝撃により弾き出され、隣接の水田に転落した。当該の大型トレーラーには、無免許で営業していた運送会社によって最大積載量を超える鉄くずが積載されており、運転手と運送会社の社長、および踏切の反対側出口をふさぐようにして停車していた別の大型トレーラーの運転手の合わせて3名が道路交通法違反および業務上過失傷害で書類送検となった。

#### 東海道本線で発生した踏切障害事故
1990年（平成2年）10月27日 10時14分ごろ（踏切障害事故）
神奈川県茅ヶ崎市下町屋の東海道本線松尾踏切で、立ち往生していた国際興業観光川口営業所の観光バスに、東京発熱海行きの快速列車「アクティ」（15両編成）が衝突した。列車の乗客に負傷はなかったが、バスの乗員乗客合わせて27名のうち20名が軽傷、2名がやや重傷、1名が重傷を負った。バスは読売旅行が手配したもので、神奈川県横浜市の企業の社員24名を乗せて静岡県下田市へ慰安旅行に向かう最中、国道1号の混雑を避けてバイパス道路へ移動する際に当該の踏切を通過した。一旦踏切を通過したのち、先の丁字路を左折しようとしたが上手くいかず、切り返しで後退し、再び踏切内に入ったところで立ち往生してしまい、バス車両後部に列車が衝突した。バスの運転手は業務上過失傷害で事故当日中に現行犯逮捕された。

#### 特急「たざわ」観光バス衝突事故

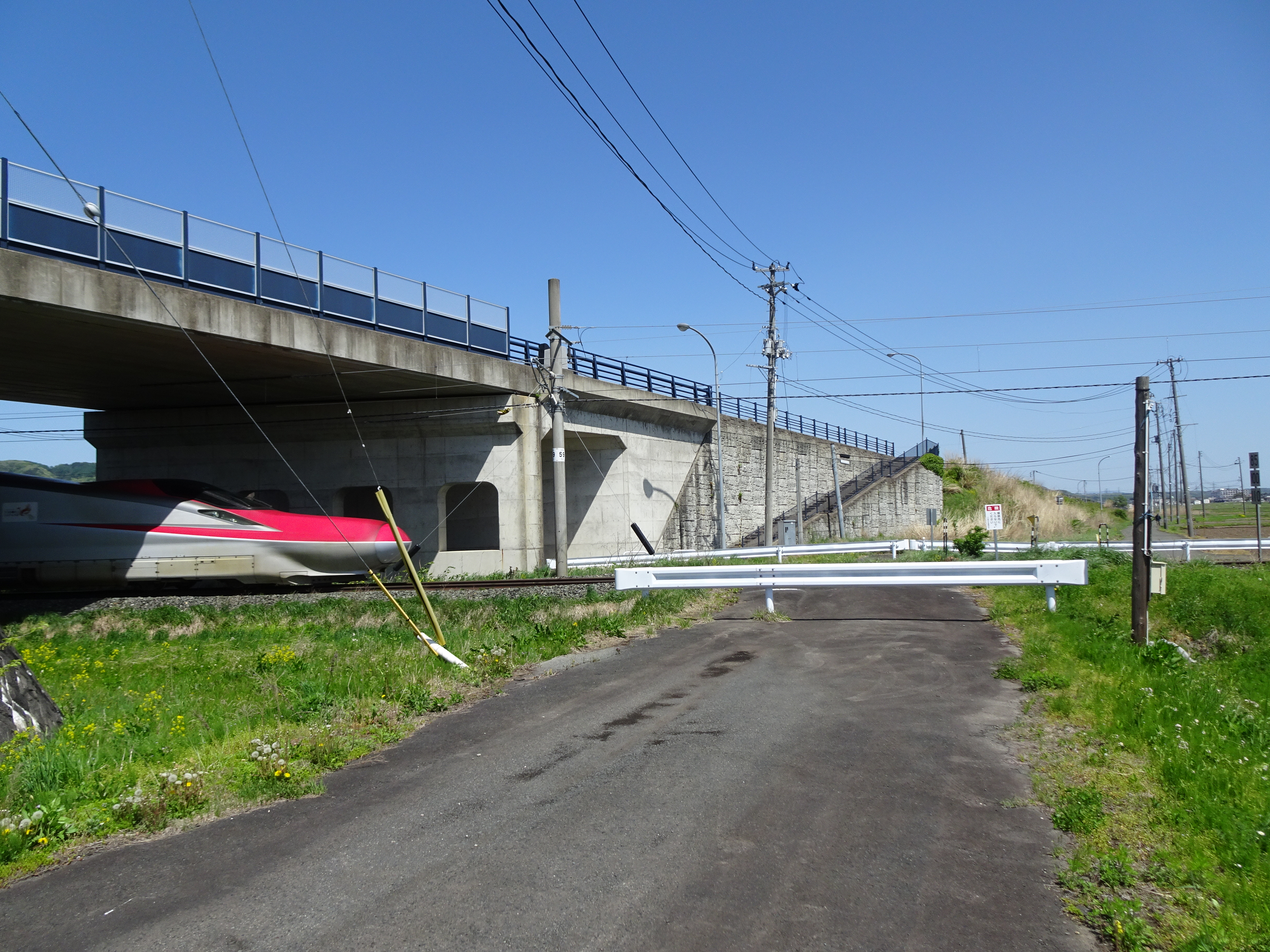
JR田沢湖線と谷地跨線橋との交差部付近

1990年（平成2年）10月30日 17時40分ころ（踏切障害事故）
田沢湖線盛岡駅 - 大釜駅間（前潟駅は未開業）の谷地踏切で、踏切上で立ち往生していた岩手観光バス（現在は岩手県交通に吸収合併）の観光バスに、盛岡発秋田行き特急「たざわ19号」（485系電車5両編成）が100 km/hで衝突した。観光バスはその衝撃により半回転、200 m先の水田に飛ばされ大破した。「たざわ」の車両は脱線しなかったものの、一部の窓ガラスが割れ、制動系も損傷した。バス運転士とバスガイドの2名が死亡、「たざわ」の乗客8名が軽傷を負った 。
原因は観光バスが狭い道幅の踏切を渡ろうとして、踏切を渡りきれずに立ち往生したことによる。さらに踏切の手前の盛岡寄りの線路がカーブになっていて見通しが悪かったことも事故の遠因になった。観光バスは仙台空港へ団体客を運んだあと、岩手県滝沢村（現在の滝沢市）の営業所へ回送中であった。
現場の谷地踏切は秋田新幹線工事に伴って閉鎖、代替として谷地跨線橋が設置された。

### 1991年

#### 日高本線勇払沼ノ端通踏切事故
1991年（平成3年）1月8日 11時14分ごろ（列車脱線事故〈踏切障害に伴うもの〉）
JR北海道の日高本線苫小牧と勇払間の市道勇払沼ノ端通踏切で、立ち往生していたタンクローリー側面に鵡川発苫小牧行き普通1636D列車（キハ130形気動車1両）が衝突した。列車は脱線転覆し、列車の乗員・乗客53名のうち、45名が重軽傷を負った。タンクローリーの運転手は車外にいて無事だったが、積み荷のガソリンのうちおよそ4 klが流出した。ガソリンは化学消防車などによる消火材の散布で炎上を免れ、タンクローリーの運転手は業務上過失傷害などに問われて現行犯逮捕された。
事故の原因は、タンクローリーが警報機が鳴り遮断機がおりてきているのを無理に渡ろうとしたことにある。さらに踏切内でハンドル操作を誤り脱輪して動けなくなり、車から出て手を振って列車に危険を知らせはしたが、列車は非常ブレーキをかけても間に合わず、タンクローリーに衝突したものである。
列車の運転士は一命は取り留めたものの、全身打撲、両脚切断の重傷を負ったため、退職せざるを得なくなった。この事故はJR北海道の以後の車両で、乗務員保護策として運転席を高い位置に設ける高運転台仕様や、衝撃吸収構造を採用するきっかけとなった。 被災した車両(キハ130-8)は車体修復の上、運用に復帰している。

#### 名鉄名古屋本線で発生した踏切障害事故
1991年（平成3年）1月10日 7時10分ごろ（踏切障害事故）
愛知県岡崎市宇頭町後久の名古屋鉄道名古屋本線矢作橋踏切で、立ち往生していた大型トレーラに、新岐阜発豊橋行き急行電車（6両編成）が衝突した。その衝撃で電車の先頭車両は脱線し、乗客8名が軽傷を負った。踏切を渡ろうとしていた大型トレーラが、対向車の存在に気づいて踏切内で立ち往生した（対向車は現場より逃走）のが原因であり、大型トレーラの運転手は過失往来妨害で現行犯逮捕され、電車の運転士や逃走した対向車の運転手も書類送検となった。

#### 和歌山線で発生した踏切障害事故
1991年（平成3年）2月16日 7時30分ごろ（踏切障害事故）
和歌山県伊都郡かつらぎ町中飯降の和歌山線嵯峨谷第二踏切で、脱輪して立ち往生していた大型貨物自動車に、王寺発和歌山行きの普通列車（4両編成）が衝突した。衝撃で列車の先頭車両は脱線し、大型貨物自動車が積んでいたパワーショベルのアーム部分が列車車両の側面窓を突き破り、乗客9名が軽傷を負った。

#### 関西本線で発生した踏切障害事故
1991年（平成3年）2月18日 10時ごろ（踏切障害事故）
大阪府柏原市高井田の関西本線谷川踏切で、立ち往生していた4 t貨物自動車に、大阪発奈良行きの快速列車（6両編成）が衝突した。その衝撃で貨物自動車は大破し、列車の乗客6名が軽傷を負った。貨物自動車が警報機の鳴っている踏切へ無理矢理侵入したところ、遮断機が下りて出られなくなったのが立ち往生の原因であり、貨物自動車の運転手は道路交通法違反で現行犯逮捕となった。

#### 信楽高原鐵道列車正面衝突事故
1991年（平成3年）5月14日 10時35分ごろ （列車衝突事故）
滋賀県の信楽高原鐵道信楽線・小野谷信号場 - 紫香楽宮跡間で、信楽発貴生川行きの上り普通列車（レールバスSKR200形 4両編成）と、京都発信楽行きのJR直通下り臨時快速列車「世界陶芸祭しがらき号」（キハ58系 3両編成・先頭車両はキハ58 1023）が正面衝突。上り普通列車の乗務員と添乗していた職員の5名、乗客37名の計42名が死亡、614名が重軽傷を負った。
信楽高原鐵道が閉塞方式の概念を軽視し、信楽駅の出発信号機が停止信号現示のまま列車を出発させたことと、信楽高原鐵道とJR西日本のそれぞれが信号装置の改造を双方に無認可で行ったことが原因とされた。なお、信楽線にはATSが設置されていた。

#### 福知山線岡踏切事故
1991年（平成3年）6月25日 8時18分ごろ（列車脱線事故〈踏切障害に伴うもの〉）
福知山線丹波竹田 - 福知山間の岡踏切で、大阪発城崎行きの普通列車（列車番号2525M、113系電車3両編成）が、踏切内に立ち往生していたショベルカーを積載した大型トレーラーと衝突した。列車の先頭車（クモハ112-801）は大破し、盛り土上の線路から転落した。乗客341名が重軽傷を負った。
原因は大型トレーラーが高さ制限をオーバーした上、踏切上で立ち往生したことによる。
大型トレーラーの運転手は過失往来危険の現行犯で逮捕され、業務上過失傷害、道交法違反などで禁固2年6か月、執行猶予4年の判決が言い渡され、JR西日本も大型トレーラーの運転手を雇用していた福知山市の建設会社に対して約6000万円の損害賠償を請求した。
この事故を受けJR西日本は、約77億円を掛け、管内全域の自動車通行可能な踏切6361箇所の約64 %にあたる、4078箇所の踏切に障害物検知装置もしくは非常ボタンの設置を行うなどの安全対策を実施した。

#### 「シンデレラエクスプレス号」車輪固着事故
1991年（平成3年）9月30日
東海道新幹線の東京発新大阪行き最終列車「ひかり291号」（「シンデレラエクスプレス」）で発生した、車軸の駆動用モータ脇に設置されている駆動装置が油漏れにより破損し、車輪が固着した事故。
油漏れの原因はベアリングが破損したことによるものだった。

#### 宮崎実験線リニアモーターカー火災事故
1991年（平成3年）10月3日（車両火災）
宮崎実験線で、実験車両であるMLU002のタイヤが、パンクした状態を再現する装置が誤作動して、その状態で牽引車で引きずって回収しようとしたために車輪とガイドウェイの摩擦で炎上し、MLU002を焼失する事故が発生した。無人走行のため死傷者こそ出なかったものの、リニアモーターカーの焼失の影響は非常に大きく、長期の試験停止を余儀なくされた。
MLU002の代替に耐火性を強化したMLU002Nを新製した。

### 1992年

#### 寝台特急「さくら」トレーラー衝突事故

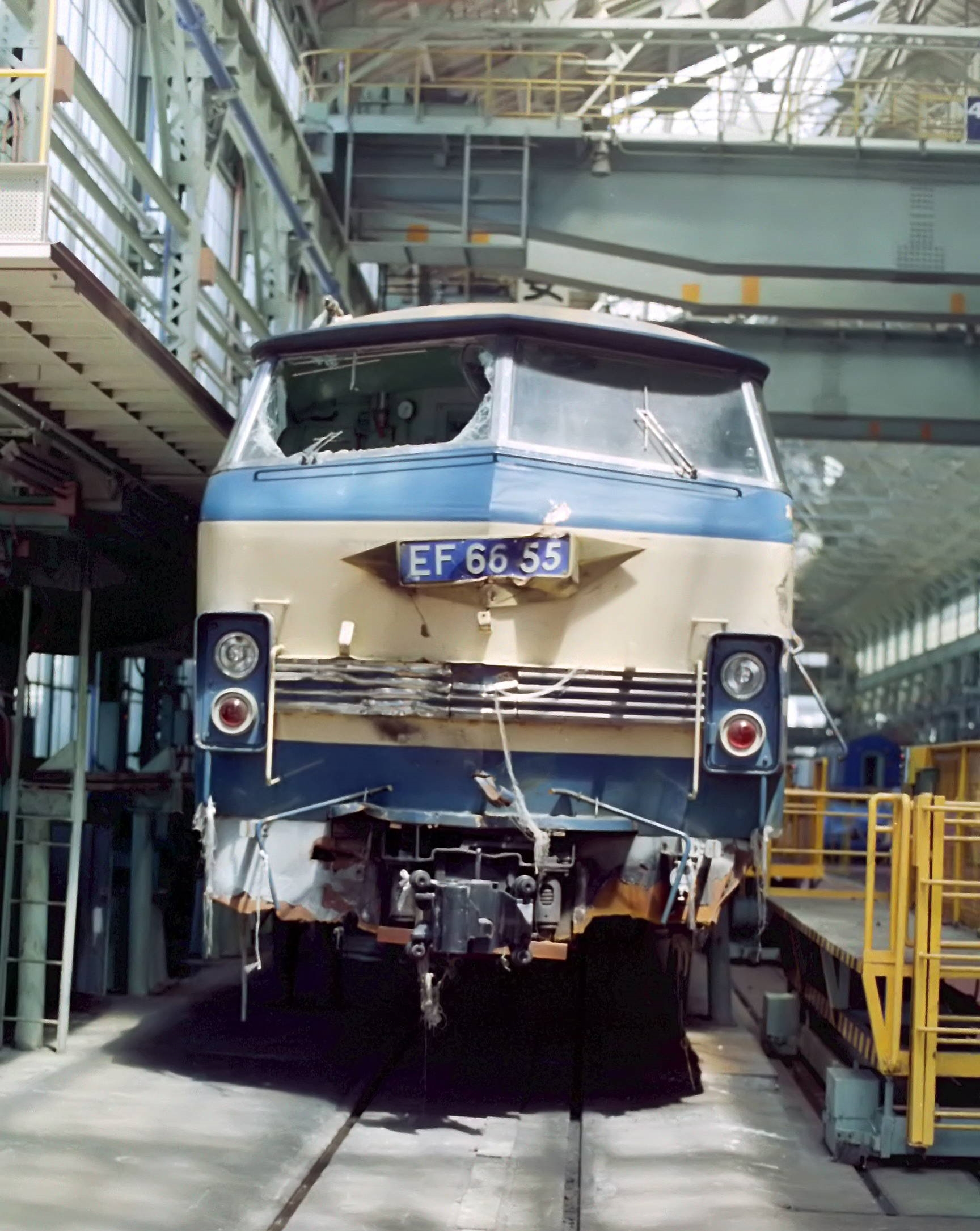
前面が大きく破損したEF66 55。
(鷹取工場公開時に撮影)

1992年（平成4年）4月8日 0時0分ごろ（鉄道人身障害事故、列車衝突事故）
兵庫県神戸市須磨区一ノ谷町五丁目の国道2号で、四輪駆動車が突然Uターンしようとしたため、後続の大型トレーラーがハンドルを切ったところ、牽引車と荷台車の連結部分が折れ曲がる「ジャックナイフ現象」が発生し、制御不能に陥り四輪駆動車に衝突後、道路わきの山陽本線（須磨 - 塩屋間）に転落。その直後に走行してきた東京発長崎・佐世保行き下り寝台特急「さくら」（電気機関車と客車12両の計13両編成）が衝突。「さくら」を牽引していた電気機関車EF66 55が脱線転覆、客車12両のうち5両が脱線したうえに、トレーラーの荷台に積まれていた鋼材36トンの一部が客車側壁に突き刺さった。この時トレーラーの運転席が機関車に巻き込まれ炎上した。さらに隣線を走行してきた下り西明石行き普通電車（201系電車7両編成）運転士は、進路を支障している客車を発見して非常ブレーキを執ったが、停止及ばず接触・脱線した。
この事故による負傷者は20名で、転覆した機関車などの撤去や復旧工事のため山陽本線のダイヤが復旧したのは20時間後であり、459本が運休し38万人の足に影響した。また、復旧作業に転覆した電気機関車を解体撤去するクレーン車が使用され、作業のために国道2号も全面通行止めになり、神戸市内の道路も渋滞することになった。なお、「さくら」の乗客は事故現場で停車した客車で一夜を明かした後、代行バスで西明石駅まで向かいそこから山陽新幹線の臨時便で西行した。現場は海と山が迫る地形であり、100 m程度の間にJR山陽本線、国道2号、山陽電気鉄道本線といった主要交通路線が並行して走っている一方、現場付近の国道2号は東西3 kmにわたって信号機がなく、深夜から未明にかけて長距離トラックなどが高速で通行することや、沿道にある深夜レストランなどに出入りする車との出合い頭の事故が多発していることなどから、自動車の運転者の些細なミスによる交通事故がこのような大規模な二次災害に直結する危険性があることが指摘されており、実際に1972年8月5日や1991年6月にも類似の事故が発生している。
なお、事故を引き起こした運転者2名は過失往来危険罪などで逮捕、起訴され、執行猶予付きの禁錮刑を言い渡されたほか、乗用車の運転者とトレーラーの運送会社はJR各社から事故で喪失した電気機関車や復旧費用など15億円あまりの賠償を請求された。
被災した編成のうち、大破した客車先頭のスハネフ14 2は廃車され、5月末までに解体された。また、EF66 55は修理の後に運用に復帰したが、蛇行動など不具合の頻発により乗務員に忌避され、1997年（平成9年）2月22日付で廃車となっている。

#### 東海道新幹線主電動機固定ボルト折損事故
1992年（平成4年）5月6日
デビューして3か月にも満たない300系「ひかり238号」（新大阪発東京行き・J4編成）が東海道新幹線名古屋駅 - 三河安城駅間を190 km/hで走行中に主電動機を固定するボルトが折損し、4時間立ち往生するトラブルが発生した。これは最悪の場合高速走行中にモーターが線路に脱落し、大惨事に繋がる恐れのある重大インシデントであった。

#### 関東鉄道常総線列車衝突事故
1992年（平成4年）6月2日 8時35分ごろ（列車脱線事故）
| 事故の現場。まだ建物内に車両の一部が残っている（1992年6月6日撮影） |  | 切断の上除去された事故車両（1992年6月6日撮影） |
| 事故の現場。まだ建物内に車両の一部が残っている（1992年6月6日撮影） |  | 切断の上除去された事故車両（1992年6月6日撮影） |

関東鉄道常総線取手駅構内で、入線してきた同駅終着（新守谷発）上り第24列車（キハ300形気動車2両とキハ800形気動車2両の4両編成、乗客約900名）が減速せずに暴走、車止めを突破し、そのまま駅ビルボックスヒル取手店（現・アトレ取手）の2階の壁を突き破り、先頭車両が同店舗に突入して大破した。乗客1名が死亡し、250名以上が重軽傷を負った。運転士は列車の駅進入前に窓から飛び降りて脱出した（『朝日新聞』1992年6月3日朝刊）。運転士は、ブレーキが効かなくなったことを車内放送で伝えて、乗客に後方に移動するように指示したが、朝のラッシュ時の混雑した車内での移動は困難を極め、車内はパニックとなり、網棚に上りだした乗客もいたという。
原因はブレーキ故障であるとされている。非常ブレーキも一駅手前の西取手駅で作動させた後に、発車しようとしたところ、ブレーキが緩まなくなり、運転士がブレーキ締め切りコックを閉めてブレーキを緩め、元に戻さずに発車してしまい、常用・非常の両系統のブレーキが作動しなかった。
後になって判明したが、西取手駅でブレーキ不緩解となり、運転士は異常時の取扱として保安ブレーキ締切コックを閉とした。その際、車掌が扱った車掌弁を復位していなかったため常用の自動空気ブレーキ系統も、保安ブレーキ系統の圧縮空気も保安ブレーキ締切コックの側穴から外部へ排気されてしまって、ブレーキシリンダーに空気が供給されず、ブレーキ装置が動作しない状態だった。遠因としては制動装置点検中の運転士に対して乗客が運行再開を強硬に迫ったことも挙げられる。なお、事故を起こしたキハ300形は、国鉄の中古車両（キハ35系）を購入して使用していたものであるが、経年劣化は酷く、メンテナンスを行っていたものの、この事故車両に関してはブレーキ不緩解が時々あったという。しかし当時の同線は急激な乗客増加という環境もあり、修理しながらラッシュ時間帯を中心によく使われていた。さらに関東鉄道常総線は勾配が極めて少ない線区（最大が本事故の発生箇所にあたる西取手 - 取手間で3 ‰だった）であった。
事故以降、同社はキハ2100形をはじめとした新製車両を随時投入し、キハ300形の運用は2011年に終了した。

#### 営団地下鉄日比谷線中目黒駅引上線衝突事故
1992年（平成4年）6月16日（車両衝突）
8時50分ごろ、営団（現・東京メトロ）日比谷線中目黒駅構内の引き上げ線ポイント上で、出庫中の営団3000系電車の後ろから3両目付近の側方に、入庫中の東武2000系電車が突っ込む形となった。引上線での衝突事故のため乗客への被害は無かった。
直接的な原因は東武2000系電車側に乗務の運転士の第2入換信号見落としであるが、従前は本線停止目標位置の第1入換信号で制御していたものを、折り返し時間を短縮して線路容量を増やすために入出双方向同時進入を許容し第2入換信号まで進出するよう改めたが、そこは引上線内であり、ATC非設区間であったことからATC防護を行えなかったため、支障限界まで10 mしかなく、誤って過走した場合に停められる余地がなかった。したがって本線ATC導入線区ではあるがATC制御下の事故ではなかった。
被災した営団3000系および東武2000系は、車両更新時期にあったため修復されず廃車（書類上は老朽廃車）された。

#### 東海道線来宮駅構内列車衝突事故
1992年（平成4年）6月28日 （列車衝突事故）
7時ごろ、東海道本線来宮信号所（伊東線来宮駅構内）で出発待機中の品川行き回送列車（185系電車10両編成）の運転士が、上り本線の出発信号機5Lを自列車の上り1番線の出発信号機6Lと見誤って発車したところ、前方の分岐器46号が異方向に開いているのを認め、直ちに停止手配をとったが、出発信号機を約45 m通過し、隣の本線の車両限界内に侵入して、走行中の貨物第1066列車（電気機関車EF66 102＋コンテナ貨車19両編成）と衝突した。回送列車の先頭車両と貨物列車の機関車が脱線した。回送列車の運転士が負傷。
直接の原因は信号誤認であるが、10両編成の列車が15両の停止目標に停車して折り返したこと（これ自体は、事故の時点では正当な取り扱い）も間接的な原因とされた。すなわち、ATSは正常に作動したが、地上子までの距離が15両編成の場合と比べて5両分長く、その分加速が付いて、ATSが停められる速度を超えてしまったことである。
この事故を受けて、折り返し列車の両数が多種にわたる場所では、両数に応じて停止目標を細かく設定しなおす、という対策が採られた。他に、ATS直下地上子を当初位置からさらに16 m手前の位置に移設し、また信号機には番線表示標を設置した。
また、当該運転士は当該番線から出発するのは1年半ぶり、通算5回目だった。

#### 阪和線で発生した踏切障害事故
1992年（平成4年）8月5日16時05分ごろ（踏切障害・列車脱線事故）
大阪府泉佐野市日根野の阪和線に設置されていた仮設の踏切（関西国際空港連絡橋の橋桁建設工事専用、日根野電車区敷地内）で、天王寺発和歌山行きの快速列車（113系電車4両編成）が10 tダンプカーに衝突し、列車の先頭車両は脱線した。その際に、列車の運転手が足などに重傷を、自動車の運転手と列車の乗客3名が軽傷を負った。
反対方向の列車が通過してから当該の列車が事故現場を通過する時刻まで1分ほどの時間があり、その間にダンプカーを後退で踏切に入れたものの、当該の列車が通過する時刻までに踏切からダンプカーを出すことができなかったらしい。

#### 山陰本線出雲市駅で発生した連結失敗事故
1992年（平成4年）8月25日17時40分ごろ
山陰本線出雲市駅の1番ホームで、浜田発東京行き寝台特急「出雲4号」（24系客車）の付属編成客車7両を基本編成客車6両に連結する際に、付属編成客車が速度を落とさずに基本編成客車に衝突した。この際に、乗客6名（うち1名は車内販売員）が軽傷を負った。衝突の衝撃で一部の付属編成客車の連結器が破損したため、3両を切り離し、約2時間遅れで出発した。　

#### 成田線大菅踏切事故

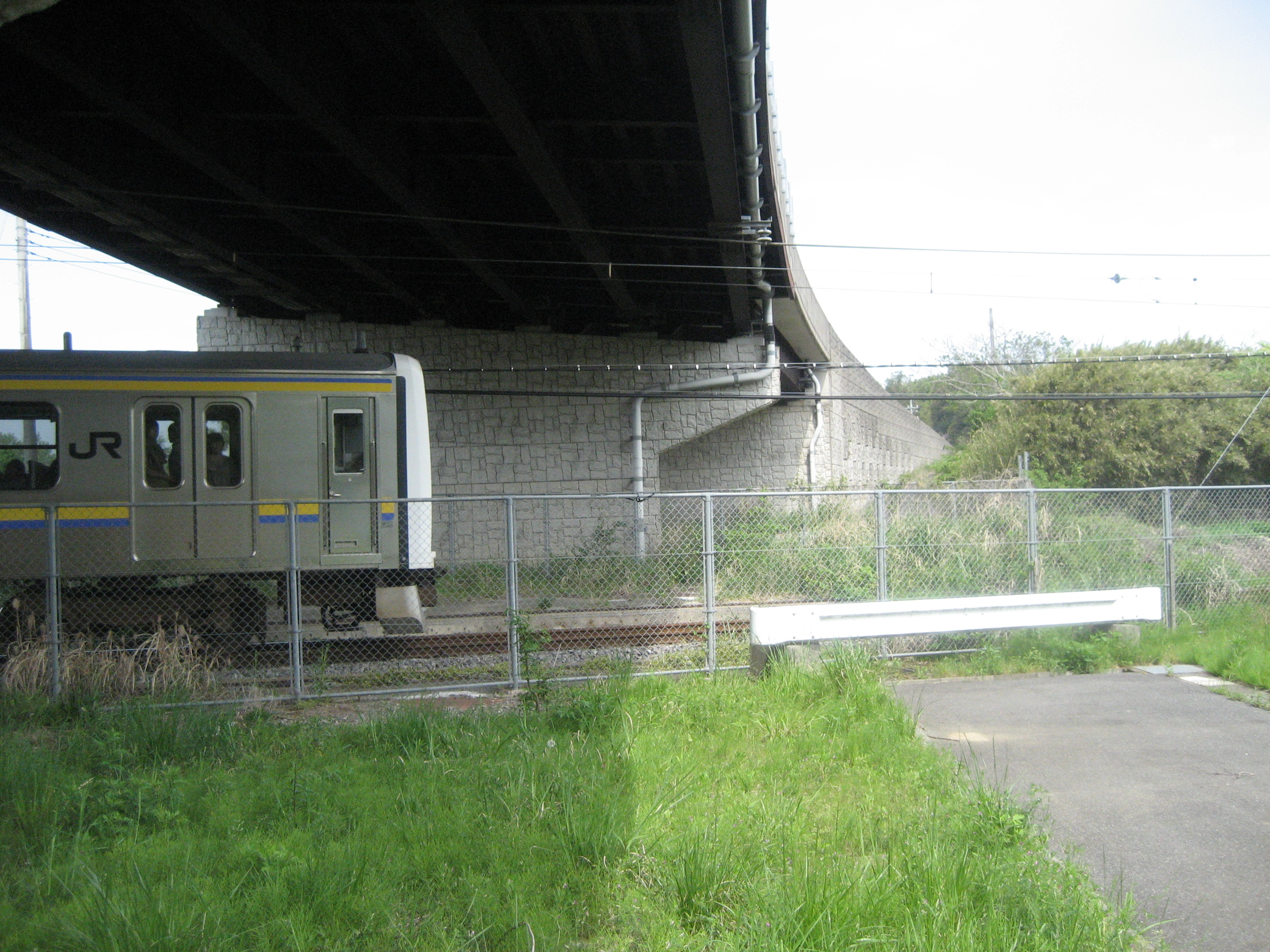
立体交差化された大菅跨線橋と成田線との交差部分（209系電車車両先端部付近に踏切跡の一部が見える）

1992年（平成4年）9月14日 （踏切障害事故）
JR東日本の成田線久住 - 滑河間の大菅踏切（千葉県道103号江戸崎下総線）で、遮断機が下りていた踏切に進入していた大型ダンプカーの側面に千葉発佐原行き下り普通1457M列車（113系電車4両編成）が衝突。先頭車のクハ111-1038は前面が大破し、列車の運転士が死亡、乗客65名が負傷した。その後、当該編成のクハ111-1038は廃車になった。
殉職した運転士は直前に衝突を覚悟し、非常ブレーキをかけるのは勿論、パンタグラフ降下による電源遮断などの安全措置をとっていた。
事故の原因は、ダンプカーが過積載（最大積載重量8,750 kgの4倍もの山砂を積んでいた）のためブレーキが効かず、踏切の停止線で停止できなかったことに起因するものである。法律上はダンプカー側の道路交通法違反であり、JR東日本は被害者的立場ではあったが、この事故は先の東中野事故と合わせて、当時のJR東日本の上層部を含む社内にも多大なショックを与えた。
この事故を受け、車のドライバーにテレビCMやポスターなどで注意を呼びかける「踏切事故防止キャンペーン」を実施することになる。
運転士は衝突時点では存命であったが、大きく潰れ変形した運転室からの救出は困難を極め、結果として運転士は病院への搬送途中で死亡した。房総地区ではこの事故以前にも同様の踏切事故で運転士が死亡する事故が発生していたため、本事故を教訓に113系など既存車両の前面に鋼板を追加で貼り付けて強度を高める工事（通称「鉄仮面」化）を実施したほか、事故以降に登場した209系量産車やE217系、E131系では運転席背面仕切り壁への脱出口の設置や、運転室自体を拡大し、衝撃吸収構造（クラッシャブルゾーン）の採用と生存空間の確保に踏み切るきっかけとなった。
事故後、この道路は町道から県道に格上げされ、1995年（平成7年）から踏切を立体交差化する工事が始まったため、1996年（平成8年）からこの踏切は車両通行止めとなった。そして、1998年（平成10年）2月25日に大菅跨線橋が開通し、踏切は廃止された。
この当時、本事故に代表されるような大型車の過積載による重大事故が多発していたため、翌1993年（平成5年）に道路交通法が改正され（1994年5月施行）、過積載に対する取り締まりと罰則が強化された。ダンプカーの運転手は業務上過失致死傷罪で逮捕された。
また、この事故に際しJR東日本は、ダンプカーの運転手らを相手に大破した車両の損害や復旧費用など総額1億3000万円余の賠償を求める民事訴訟を起こした。この裁判は、1998年（平成10年）10月26日千葉地裁で判決が下され、運転手、山砂の運搬を依頼した荷主、山砂を積み込んだ砕石会社、砕石会社従業員2名に対して1億円余の賠償を命じている。

#### 営団地下鉄半蔵門線鷺沼車庫脱線事故
1992年（平成4年）10月15日および12月28日（車両脱線）
営団地下鉄（現・東京メトロ）半蔵門線鷺沼車庫内で回送列車が3か月の間に2度脱線する事故が発生。カーブでのせり上がり脱線とみられ、軽量車体とボルスタレス台車への危惧が言われ軌道区と検車区合同の社内調査委員会を設けて検討され、翌年5月輪重バランス測定の必要性を報告、さらに測定機器の導入見積もりを行った。しかしながら営団上層部は対策を特に取らず、半蔵門線車両のみの輪重調整に留めたことで日比谷線中目黒事故を防げなかった。
軽量車体では台車対角線の重量の差が比率として大きくなり脱線係数を大きくするので、軽量化に見あった輪重バランス調整が求められるが横浜駅事故後の東急を除き鉄道各社ともまったく行っていなかった。

#### 島原鉄道列車正面衝突事故
1992年（平成4年）11月3日 19時30分ごろ（列車衝突事故）
島原鉄道・阿母崎 - 吾妻間で、加津佐行き下り列車（2000形気動車1両編成）と諫早行き上り列車（2000形気動車1両編成）が正面衝突し、乗客74名が負傷（うち1名は事故後2週間後に死亡）。事故車両は2両とも廃車となっている。
原因は、上り列車運転士が、別の列車を運転していると思い込み、また車掌も出発信号機の現示を確認しないまま出発合図を出したことにより、所定の交換駅である吾妻駅で下り列車の到着を待たずに出発信号機の停止現示を冒進して発車してしまったため。事故当時、同線にATSは設置されていなかった。
当時同線は、前年に発生した雲仙普賢岳の噴火災害により一部区間が不通になるなど甚大な被害を受けた最中での事故で、同社の経営に深刻なダメージを与えた。作家の種村直樹は、雲仙噴火被害発生以来、島原鉄道への救援カンパ呼び掛けの活動を行っていたが、この事故をきっかけに、輸送機関としての基本である安全を守る姿勢に問題ありとの立場から支援を中止した。
事故後同線はダイヤの改正を実施、交換駅の統一を進めたほか、事故から1年後の1993年12月までにATSの整備を完了している。

### 1993年

#### 東海道新幹線作業車追突脱線事故
1993年（平成5年）8月6日 4時50分ごろ（列車衝突事故）
JR東海の東海道新幹線浜松 - 掛川間の上り線（浜松駅から東約4 kmの地点）で、停車中のレール削正車にバラスト散布車が追突。両方とも脱線し、作業員が負傷した。
この事故で東京 - 新大阪間が一時全面ストップ。その後、東京 - 静岡間と豊橋 - 新大阪間で「こだま」の運転が再開されたが、「のぞみ」と「ひかり」は事故から約13時間後に運転再開した。新幹線は145本が運休、約32万人の乗客に影響を受けた。
事故原因はバラスト散布車の居眠り運転によるもの。列車の追突を防止する接近警報装置も切られていたことが判明した。
なお、同日にナゴヤ球場で予定されていた中日-巨人戦はこの事故が原因による東海道新幹線の不通により、巨人の選手らが球場入りに間に合わないため中止となった。

#### 日豊本線竜ヶ水駅土石流事故
1993年（平成5年）8月6日 16時53分ごろ（鉄道災害）
平成5年8月豪雨によって、日豊本線竜ヶ水駅近くで崖崩れが発生した。同駅の駅舎が埋没したほか、停車中の列車2本（キハ40系、キハ200系）が土石流に飲み込まれて大破した。
崖崩れが起こると判断した乗務員は現場にいた警察官とともに、崖崩れの発生直前に車内の乗客約300人を車外に避難させた。避難に従わなかった乗客を除き乗客、乗務員ともに全員が無事であった。
なお、救助活動に従事した乗務員はこの年のシチズン・オブ・ザ・イヤーで表彰された。乗務員のうち1人は事故から3週間後に喘息発作を起こして過労死し、最終的に労災認定された。また、乗客や国道の避難者を最後まで誘導し続けた警察官2人は同年8月31日に警察庁長官賞詞を受賞し、9月1日付で1階級特進した。
被災車両のうち、キハ40系2両（キハ40 2106・2124）とキハ200形1両（キハ200-1007）が廃車となった。キハ200-1007は落成から約9か月で廃車となった。
事故後、乗務員と警官の活躍が『プロジェクトX〜挑戦者たち〜』や『奇跡体験!アンビリバボー』などのテレビ番組で紹介された。現在、竜ヶ水駅構内に災害復旧記念碑が建てられている。

#### ニュートラム暴走衝突事故
1993年（平成5年）10月5日 17時30分ごろ（無人運転車両による脱線事故）
大阪市交通局（現・大阪市高速電気軌道）の新交通システム（AGT路線）である南港ポートタウン線（ニュートラム）住之江公園駅構内で、中ふ頭発住之江公園行きの列車（100系電車第13編成）が本来の停止位置から50 mも暴走し、約30 km/hで車止めに衝突して停止。乗客217人が負傷した。
事故の原因は、ブレーキ指令信号を伝える中継継電器内の一部のリレーが通電不良を起こし、ブレーキが作動しなかったものとみられるが、警察の検証実験では再現ができなかった。
事故後、南港ポートタウン線は全線運休となり、バスによる代行輸送が行われ、その後同年11月19日に配線の組み換えや二重化を行うなどの対策を施した上で、添乗員を乗せて運行を再開し、2000年2月19日には無人での運行を再開した。
第13編成の先頭車両は修復不可能なダメージを受けており、他の車両も塩害による老朽化が進行していたため、100A系に置き換えられ、そのまま廃車となった。
また、2006年4月14日に同様のAGT路線であるゆりかもめで発生した車輪脱落事故の直後は、事故に対する警戒のため一時的に有人手動運行を行っていたが、同年4月17日に無人運行を再開した。
なお、後に100A系の置き換え用として登場した200系では、本件事故の当該編成である編成番号の13が欠番となっている。

### 1994年

#### 特急「おおぞら」脱線転覆事故
1994年（平成6年）2月22日 17時45分ごろ（列車脱線事故）
JR北海道根室本線西新得信号場 - 広内信号場間で釧路発札幌行き特急「おおぞら10号」（キハ183系気動車7両編成）が強風にあおられ、3両が脱線、先頭車両が転覆する事故が発生。これにより、乗客ら25名が負傷し、3両(キハ183-502、キハ182-33、キハ184-11)が廃車となった。現場付近の風速計は1993年8月から故障していたにも関わらず事故が起きるまで放置されており、現場付近を1時間半前に通過した運転士から強風が吹いているとの報告があったものの当時の輸送指令長が列車の運行停止を行う等の措置を取らなかった。
1997年2月に当時の輸送指令長が業務上過失傷害および業務上過失往来妨害の罪で略式起訴され、罰金40万円の略式命令を受けた。
この事故をきっかけに現場付近では25 m/sを超える風速を記録した場合は運転を停止する措置を取ったが、強風での運休等が多発することとなり、防風柵整備による規制の見直しを行ったほか、北海道と共同で両信号場間に鉄道林の整備を実施している。

#### 三陸鉄道突風転覆事故
1994年（平成6年）2月22日 15時20分ごろ（列車脱線事故）
岩手県の三陸鉄道南リアス線小石浜 - 甫嶺間の矢作川橋梁上で36-100形（36-108）と36-200形（36-204）の2両編成の盛発久慈行き普通列車が突風にあおられ転覆、5名が負傷した。2両とも同年3月23日付で廃車されたが、予備車が不足したため36-500形を代替製造することになった。
乗客が車窓を撮影している最中、事故に遭遇した映像はニュース番組でも使われた。

#### 名鉄名古屋線で発生した踏切衝突脱線事故
1994年（平成6年）7月22日 13時40分ごろ（列車脱線事故〈踏切障害に伴うもの〉）
愛知県豊川市久保町の名鉄名古屋本線の踏切でトラックと下り特急電車が衝突し、脱線した。
トラックは大破したが、運転手は車の外に出ていて無事だったほか、列車に乗っていた乗客も無事だった。
豊川警察署の調べによると、踏切に入ったトラックの速度が遅く、遮断機が降りてしまったため、運転手が車外に出て非常ボタンを押した。
電車の運転士は700～800m手前でトラックを見つけ、非常ブレーキをかけたが、間に合わず衝突し、トラックを引きずりながら約120m進み、停車した。
トラックの速度が落ちた要因はトラックの重量制限である2トン以上の土砂を積んでいたからではないかと見られた。
この事故で、名鉄名古屋本線は当初豊橋駅 - 国府駅間で運転を見合わせ、後に名古屋本線豊橋駅 - 本宿駅間と、豊川線国府駅 - 豊川稲荷駅間に不通区間が拡大したが、18時50分に運転を再開した。
また、JR東海道線で振替輸送が実施されたほか、豊橋駅 - 東岡崎駅間でバス45台による代行輸送が実施された。

#### 福知山線川除中踏切事故
1994年（平成6年）8月3日 13時ごろ （列車脱線事故〈踏切障害に伴うもの〉）
兵庫県三田市の福知山線（JR宝塚線）新三田 - 三田間の川除中踏切（第3種踏切）で新三田発大阪行き普通列車（103系電車6両編成）が、踏切上で立ち往生していた廃油回収の2トントラックを発見した。運転士が非常ブレーキをかけたが間に合わず、トラックを120 m引きずって普通列車の前2両が脱線し、先頭車（クハ103-839）は台車が完全に外れて水田に転落、2両目（モハ103-781）も先頭車に押し潰されて妻面が変形した。乗客1名とトラックを運転していた運転手の2名が死亡し、乗客1名が負傷した。
先頭車であるクハ103-839は事故から1週間後の1994年（平成6年）8月10日付で廃車となり、1981年（昭和56年）3月17日に日本車輌製造で新造されてからわずか13年での廃車となった。
現場となった川除中踏切には後に遮断機が設置され第1種踏切となり、2014年現在は踏切が廃止になり道路が線路の下を通る立体交差となる。

#### 磐越西線で発生した踏切障害事故
1994年（平成6年）10月17日 9時47分ごろ（踏切障害・列車脱線事故）
福島県会津若松市北町上荒久田の磐越西線六丁道踏切で、積み荷の建設機材のアームが高さ4.5 m制限のゲートに引っ掛かって立ち往生していた大型トレーラに、郡山発喜多方行きの快速列車「ばんだい1号」（455系電車3両編成）が衝突した。その衝撃により、列車の先頭と前から2両目の車両が脱線し、先頭車両は踏切付近の水路に転落、前から2両目の車両は横倒しとなった。列車の運転士と乗客あわせて11名が衝撃で転倒するなどして病院へ搬送され、うち運転士を含む5名が軽傷を負って治療を受けた。

#### 滝沢駅列車脱線衝突事故
1994年（平成6年）12月7日 7時35分ごろ（列車衝突事故）
岩手県の東北本線（現・いわて銀河鉄道線）滝沢駅構内で、八戸発盛岡行き普通522列車（ED75 716牽引＋50系客車4両）が、後続の特急「はつかり2号」を待避して滝沢駅2番線を発車した直後に、約100 m先の横取装置に乗り上げて機関車と客車前2両が脱線。そこに下り線を走ってきた梶ヶ谷貨物ターミナル発札幌貨物ターミナル行き貨物列車（ED75形重連牽引）が普通列車の機関車に接触し、双方の機関車2両が大破し、特に補機のED75 127は右側面車体がえぐれるなどの損傷を受けた。
滝沢駅構内で1時から6時まで行われていた保線作業が終了し保線用機械を保守基地に収容する際に、2番線から保守基地線へ向かう横取装置の取り外しを忘れたのが原因。当日2番線を使用する初列車だった522列車が乗り上げ脱線した。
この事故で現場責任者であった盛岡第一保線区の施設技術主任は翌年略式起訴され、罰金50万円の略式命令を受けた。
事故によって損傷した機関車は修理復帰することなく、ED75 716は平成8年3月29日付で、ED75 127も平成10年11月19日付で、どちらも廃車となった。

#### 新宿変電所火災
1994年（平成6年）12月10日 22時50分ごろ
東京都新宿区のJR新宿変電所で火災が発生し、翌12月11日 5時47分に鎮火が確認されるまで燃え続けた。三鷹発新宿行き回送電車の運転手が新宿変電所近くに差し掛かったところ信号機が滅灯したため列車を停止させたところ新宿変電所直流変電所の方から火煙が噴き出しているのを発見。隣に高尾発新宿行きの列車も停止し、22時54分に輸送指令に火災を通報した。23時05分には給電中央司令による変電所の遠方制御が不能となるが、列車の運行を優先する観点から隣接変電所は手動での直接運転に切り替え電車線への饋電は継続された。特別高圧回路が隣接変電所とループ構成であったことから新宿変電所の完全停電は 2時48分と大幅に遅れ、5時47分の鎮火確認まで消防隊は長時間の活動を余儀なくされた。新宿直流変電所 1階および2階の計 357 m2が焼損し建物半壊、154 kV受電の交流変電所建屋に2台ある容量 100 MVA の主変圧器のうち、2号主変圧器が絶縁破壊を起こして破損し変圧器油の大半が流出、また中性線および中性線接地用の接地抵抗器が地絡電流で破損した。66 kVを扱うもう一つの交流変電所建屋も配線が焼け、さらに屋外配線も焼損した。火災により新宿変電所が使用不能に陥ったことから、駅務用の配電線も停電し駅構内が停電するところが出た。隣接変電所からの延長饋電その他により運転は仮復旧させたものの翌朝の山手線をはじめ首都圏のJR各線、それにJRと相互乗り入れをしている営団地下鉄東西線 高田馬場駅 - 中野駅間のダイヤが麻痺状態に陥った。架線の電圧低下による饋電停止を避けるため間引き運転を強いられ、計1,007本が運休、約21万人に影響が出た。各発電所・変電所・中央指令所の遮断器等の開閉記録や電圧変動のデータ分析から、22時50分に主変圧器1号の3次 22kV系統で二相短絡から三相短絡に至る事故が起きたと推定され、検証で同系統につながる所内用変圧器 OT1 へのケーブルヘッド上部の壁面にはモルタル片が剥離した状況が観察されたことから、再現実験によりモルタル片の落下でケーブルヘッドからの銅線が曲がってアークが発生し、三相短絡に至ったと結論づけた。ちょうどこのケーブルヘッド上部には遮断器等の各種制御線が通っており、火災によりその機能を失ったと推定され、所内至るところで短絡・地絡を起こすもととなったとされた。なお新宿変電所・新宿交流変電所が完全復旧したのは8か月後の1995年8月であり、復旧にあたり制御線には難燃ケーブルを使用するとともに、特別高圧回路と交差する箇所にはケイ酸カルシウム製の耐火ボードを間に入れ制御線への延焼防止対策とした。

### 1995年

#### 阪神・淡路大震災による事故
1995年（平成7年）1月17日 5時46分ごろ（鉄道災害）
この日発生した兵庫県南部地震により、兵庫県を中心に鉄道施設に甚大な被害が発生した。東海道本線・山陽本線（JR神戸線）では営業運行中の列車を含む多数の列車が脱線したほか、阪神本線・神戸高速鉄道東西線でも営業運行中の列車に被害が生じた。また列車以外では、鷹取工場や阪神電気鉄道石屋川車庫などで多数の鉄道車両が被災した。

#### 銚子電鉄線列車正面衝突事故
1995年（平成7年）6月24日 6時10分ごろ（列車衝突事故）
銚子電気鉄道線・本銚子 - 笠上黒生間で、下り列車（1両編成）と上り列車（同）が正面衝突し、両列車の運転士2名と、出勤のため下り列車に添乗していた笠上黒生駅長、および上り列車の乗客4名が負傷した。
上り列車の運転士が、自分の運転していた列車を下り列車との交換を行わない始発列車と勘違いし、下り列車の到着を待たずに発車したため。事故当時、同線にはATSは設置されていなかった。
同線では、通常は仲ノ町 - 笠上黒生間を票券閉塞、笠上黒生 - 外川間をスタフ閉塞として取り扱っているが（銚子 - 仲ノ町は単線自動閉塞式）、事故当時は合理化のため笠上黒生駅の場内信号機は併合閉塞の取扱により使用停止状態だった。
本来のダイヤでは、下り始発列車が、笠上黒生駅に到着後、当務駅長が上り場内信号機を進行現示に操作し、当該上り列車が到着、その後上下列車の携行するタブレットを交換し、当務駅長の出発合図によって上下列車が出発する手順になっていたが、事故発生時は当該上り列車が下り始発列車より先に到着しており、下り列車が入線していなかったことから、上り列車の運転士が自分の運転する列車をタブレット交換を行わない始発列車と誤認したと見られた。
事故後同線では併合閉塞の取り扱いを中止し、全列車が笠上黒生駅でタブレットを交換する運用に改めた。

#### 函館本線で発生した踏切障害事故
1995年（平成7年）12月14日11時30分ごろ（踏切障害事故）
函館本線の岩見沢・峰延の間にある踏切で、雪で脱輪して立ち往生していたダンプカーに、180名の乗客を乗せて走行中の札幌発旭川行き特急「スーパーホワイトアロー7号」（785系電車4両編成）が衝突した。その衝撃により、ダンプカーの運転手1名と列車の乗客16名、合計17名が負傷した。

#### 福知山線藍本駅脱線事故
1995年（平成7年）12月25日 17時30分ごろ （列車脱線事故）
JR西日本の福知山線（JR宝塚線）藍本駅で、篠山口発大阪行きの快速電車（207系電車4両編成）が停車する際に停止位置を行き過ぎ安全側線を150 m走行した後、車止めの石に乗り上げ前3両が脱線。乗客10人に怪我はなかった。
運転士は「非常ブレーキをかけながら駅に進入したが止まらなかった」と証言。後日の報道で事故当日の雪によりブレーキシューに雪が挟まり非常ブレーキが機能しなくなったのが原因だと判明したと報じられた。この事故がきっかけで福知山線内を走行する電車にも耐雪ブレーキを装備する事となった。

#### 東海道新幹線三島駅乗客転落事故
1995年（平成7年）12月27日 18時30分ごろ （鉄道人身障害事故）
JR東海の東海道新幹線三島駅で、東京発名古屋行き「こだま475号」（0系16両編成）の6号車に駆け込み乗車しようとしてドアに指を挟まれた乗客の男子高校生が、発車した列車に引きずられた後にホーム下に転落、死亡した。
死亡した高校生は、閉まりかけていたドアに無理矢理手をかけたことで指挟みに至ったものであり、また列車の車掌とホームの係員が指挟みに気付かず、ドアの隙間がわずかだったため、運転席の戸閉ランプが点灯したことで運転士も気が付かず、そのまま列車が発車したことが主な原因である。
東海道新幹線で初めての旅客死亡事故となった。
なお、東海道新幹線黎明期の昭和40年頃にも似たような事故は起きており、とある土曜日（月日は不詳）に東京駅で出発しようとしたこだま号に慌てて乗ろうとした青年がコートを挟まれ40ｍほど引き摺られ、偶然これを目撃した当時運転車両部長だった齋藤雅男が防護スイッチを入れたことで緊急停車し、ケガなどはなかった（ニュースにもならなかった）が、以後こういう時のために非常ボタンを増設し、場所も即座に分かるように目印（黄色いバンド）をつけようということになったという。

### 1996年

#### 日高本線踏切事故
1996年（平成8年）1月12日、9時ごろ（列車火災事故〈踏切障害に伴うもの〉）
日高本線の勇払 - 浜厚真間の踏切で、雪道をスリップして踏切内に進入したダンプカーに様似発苫小牧行き普通列車（キハ130形気動車）が衝突。列車は脱線転覆したうえ、先頭部は大破（特に進行方向右側部分はドアまでたわむほどにまで変形）した。また、衝突した際、ダンプカーの燃料タンクが列車に巻き込まれ炎上し、列車の運転士と乗客45名とダンプカーの運転手が火傷を負うなどして重軽傷を負った。
罹災したキハ130-5は車体の損傷状況などから修理不能と判断され、同年の2月に廃車となり、翌年にキハ160形気動車が代替製造された。

#### 高山本線特急列車脱線事故
1996年（平成8年）6月25日 21時20分ごろ（列車脱線事故）
JR東海高山本線下呂駅から南3キロ地点、三原トンネル出口で名古屋発高山行きの特急「ひだ15号」（キハ85系気動車5両編成）が落石に衝突し、飛騨川沿いの竹やぶに転落した。1両目と2両目が脱線し、1両目が大破、2両目も横転した。16名が負傷。この事故でキハ85-107が廃車となり、その代替車両としてキハ85-119が1997年（平成9年）に製造された。

#### 信越本線長野駅構内列車衝突事故
1996年（平成8年）11月24日17時05分ごろ（列車衝突事故）
JR東日本信越本線長野駅構内、駅ホームから本線高崎方面に向かって約100 mの地点で、同駅（7番ホーム）発上野行きの臨時特急「あさま88号」（489系電車9両編成）の後部4両の進行方向左側面に、待避線から出発した回送列車（189系電車9両編成）の先頭部が衝突した。両列車とも脱線は免れたが、衝突された特急列車の後部4両は側面がへこみ、窓ガラス十数枚も破損した。この衝撃で、特急列車の乗客およそ220名のうち8名が前の座席に手や足をぶつけたり、割れた窓ガラスの破片で足を切るなどの軽傷を負い、特急列車の車両は廃車となった。
回送列車の運転士がわき見をしたことにより赤信号を見落とし、そのまま進行し、特急列車の存在に気づいて非常ブレーキを掛けたが間に合わなかったことが原因とされている。回送列車の運転士は業務上過失傷害などの罪で書類送検された。なお、特急列車の側面に衝突した回送列車は、衝突された列車が発車したのと同じ長野駅7番ホーム入線後に、折り返しで続行の特急「あさま32号」上野行きになる予定であった。

#### 函館本線大沼脱線転覆事故
1996年（平成8年）12月4日 5時49分ごろ（列車脱線事故）
JR北海道函館本線大沼 - 仁山間下り急勾配の曲線で、札幌貨物ターミナル発梅田行きのJR貨物運転士が運転していた貨物列車のコンテナ貨車20両がすべて脱線、転覆した。
制限速度が60 km/hだったR300曲線の事故現場を、下り急勾配で加速されて115 km/h前後で進入したため（タコグラフによる）。
1997年2月7日、JR北海道副支社長が1976年10月、1988年12月姫川事故に続く大沼付近での3度の過速転覆事故を承け、現場に速度照査装置設置を発表した。JR貨物は、この事故の後、それまでJR北海道のATS-SN区間では地上設備がなく使用されていなかったATS-SFの車上時素式速度照査機能を活用して、貨物列車の下り勾配過速度検知システムを開発し、函館本線の所要箇所に整備を行った。このシステムでは、事故箇所を含む函館本線の大沼 - 七飯間・駒ヶ岳 - 森間で、下り勾配の速度制限区間の開始地点と終了地点のそれぞれにATS地上子を2個連続して設置し、機関車にはこの地上子の間を0.5秒以下で通過すると非常ブレーキが作動する機能（ATS-SFに備わっていたが北海道内では使用されていなかった）を整備して過速度を防止する構成としており、地上子は85 km/hで非常ブレーキが作動する間隔で設置された。
その後、2016年（平成28年）までに当該区間を含む函館本線にATS-DNの整備が行われ、貨物列車はATS-DFによる連続速度照査を受けて運行されることとなり、速度超過事故の危険性は大きく低下した。

### 1997年

#### 京浜急行電鉄脱線事故
1997年（平成9年）4月7日 14時45分ごろ（列車脱線事故）
京浜急行電鉄本線の京急田浦 - 安針塚間の切り通しでがけ崩れが発生し、走行中の浦賀発神奈川新町行き上り普通・第1449列車（1500形1533編成4両）が突っ込んで3両が脱線した。この事故で、乗客乗務員19人が重軽傷を負った。事故発生時、下りの快速特急（快特）電車が接近中だったが、運転士が負傷しながらも防護無線を発報したため、防護無線を受けた快特は現場の手前で非常停車し二重事故を逃れた。
当事故で、脱線した車両が軌道を大きく逸脱したり横転したりしなかったのは、先頭車が重量の高い電動車だったためであり、この事故は、京浜急行が衝突事故対策や軌道回路を確実に動作させるために、先頭車を電動車にして来た慣例が有効に発揮した実例とされている。
なお、同区間は事故発生当日中に復旧作業を終えて翌日には運転を再開した。この際の関係者の尽力に感謝する書状が沿線住民から贈られ、京急本社に飾られている。
当該編成は先頭車（デハ1536）が代替新造となった。

#### 山陰本線で発生した列車脱線事故
1997年（平成9年）6月28日 19時10分ごろ（列車脱線事故）
京都府船井郡和知町（現在の京丹波町）。台風8号による大雨の影響で、山陰本線の安栖里と立木間で幅およそ5 m、長さおよそ30 mに渡って軌道下の盛土が流出した。そこへ、およそ50 名を乗せて時速65 kmで走行中の園部発福知山行き普通列車（113系電車4両編成）がさしかかり、列車の先頭車両と先頭から2両目の車両は脱線、最後部の車両は数 m下の田んぼに転覆、最後部から2両目の車両は横倒しとなった。乗客2名が腰の骨を折り重傷、同22名が軽傷を負った。
降雨時の列車の運行判断に用いる規制値のなかで最も低い「警備値」未満の降水量ではあったが、当該区間の建設時（1910年）より盛土に手が加えられていなかった点や、当該区間の地下水位が変動した可能性がある点など、複合的な要因がこの盛土崩壊と鉄道事故を引き起こしたと推測された。

#### 東海道線片浜列車追突事故
1997年（平成9年）8月12日 23時18分ごろ （列車衝突事故）
JR東海の東海道本線沼津 - 片浜間で、停車中の泉発百済行き下り貨物67列車（電気機関車EF65 1139牽引）に三島発静岡行き下り普通839M列車（クハ111-549先頭、113系電車4両編成）が追突し、衝撃でコンテナ車（コキ104-1675）のコンテナ緊締装置が破損し、コンテナ2個が民家のすぐ近くに転がり落ちた。43名が負傷。クハ111-549は廃車になった。
無閉塞運転中における速度超過が原因である。何者かのいたずらと思われる踏切支障通報ボタンの操作で停止現示になったため、先行する67列車が停車していた。67列車に対する停止信号が、解除操作で進行に変わったことを、839Mの運転士は自列車に対するものと誤認した。さらに67列車の在線が、自列車の進路である本線でなく並行する側線に停車中のものと勘違いしたことにより、規定に反して次信号到達前に加速をした。
この事故を受けて、運輸省はJR各社に対応を求めた。JR東日本は無閉塞運転を廃止し、指令の許可を条件とする閉塞指示運転に改めた。北海道・四国も追随したが、九州など他の3社は運転方法に変化を持たせたのみで、本事故に類似した鹿児島線列車追突事故につながった。無閉塞運転による事故を参照。

#### 弘南鉄道弘南線列車正面衝突事故
1997年（平成9年）8月25日 13時40分ごろ（列車衝突事故）
弘南鉄道弘南線館田駅で、交換列車の待ち合わせ駅を上り列車(7000系 7104編成)の運転士が勘違いし発車したため、下りの列車(7000系 7101編成との正面衝突事故が起こる。32名が重軽傷。
事故後、ATSの設置を行い全線で1999年より使用開始した。 当該編成のうち衝突した7104と7151が、1999年に廃車された。

#### 中央線大月駅列車衝突事故
1997年（平成9年）10月12日 20時ごろ （列車衝突事故）
JR東日本の中央本線大月駅構内で、下り本線を通過中の新宿発松本行き特急「スーパーあずさ13号」（E351系電車12両編成）の側面に、待避線から下り本線上に進入してきた入換車両（201系電車6両編成）が衝突し、特急列車（8号車は横転）の5 - 9号車と入換車両の前2両が脱線、特急の乗客77名が負傷した。
入換車両の運転士が、構内での入換作業のために自動列車停止装置 (ATS) の電源を切った後、下り本線の出発信号機の進行現示を入換車両に対する出発信号機現示と誤認し、入換信号機の停止現示を見落として発車したための事故。
ATS電源投入はハンドル連動改造中で、事故車が未改造だったことと、運転士が切替操作を勘違いして断にしたことで誤出発を止められず衝突に至ったと推認されている。

### 1998年

#### 土佐くろしお鉄道中村線列車衝突事故
1998年（平成10年）6月11日 （列車衝突事故）
9時15分ごろ、土佐くろしお鉄道中村線西大方 - 古津賀間で窪川発宿毛行普通列車（1両編成・乗客約40人）が、エンジン故障で立ち往生した。この列車を救援するため、伝令法を施行した救援列車が中村から現場に向かったが、徐行が原則のところを60 km/hで進行したため、見通しの悪い曲線（R400 m）の先に止まっていた事故列車に気が付くのが遅れ、非常制動をかけたものの止まりきれず衝突し、38人が負傷した。
エンジン故障とは、踏切通過の際に、踏切改良工事のための仮設踏切舗装板が浮き上がり、列車車両床下にある変速機オイル冷却用配管と接触、これを損傷したもの。
故障列車の運転士は発炎信号または赤旗による防護措置を怠っていた。また、救援列車運転士に渡された運転通告券には故障列車の停止位置（現場のキロ程）が記載されていなかったため、故障列車の位置は不明だった。

#### 相模鉄道相模大塚駅脱線事故
1998年（平成10年）12月16日 （車両脱線）
相模鉄道本線相模大塚駅の引き込み線で回送列車（3000系 (2代)・乗客なし）がポイントを3箇所破壊する脱線事故が発生した。回送列車のため、けが人はなかった。
一部車両はダメージが大きく、3000系は1編成しかないため翌1999年にそのまま廃車され、3000系は廃形式となった。
この事故の代替に8000系1編成 (8713×10) が追加製造された。

### 1999年

#### 山手貨物線作業員触車死亡事故
1999年（平成11年）2月21日 0時15分ごろ （鉄道人身障害事故）
東京都品川区のJR山手貨物線大崎 - 恵比寿間の目黒駅付近で、信号保安装置の工事のため軌道内を資機材運搬中だったJR東日本の工事請負会社の作業員5人が品川発小淵沢行きの臨時回送9531列車（EF64 36＋お座敷客車「江戸」：計7両編成）にはねられ、5人全員が死亡した。
この事故では請負会社の工事指揮者が作業現場に遅刻した上、大崎駅の信号扱所に列車の運転状況を確認せずにJR信号通信指令室へ作業開始連絡をしたこと、作業前安全打合せ（作業内容・接近列車ダイヤの説明等）をせずに作業員に軌道内への立入りを指示したこと・列車見張員に臨時列車の記載された当日の列車ダイヤを渡さずなおかつ見張り位置を指示しなかったこと・また列車見張員も列車の接近方向とは反対側にいたことが原因とされる。
JR東日本ではこの事故が発生する前から列車運行と軌道内作業の分離を検討していたが、この事故により列車運行中の軌道内作業は原則禁止となった。
品川区の目黒駅と五反田駅間には慰霊碑が設置されている。

#### 快速「海峡」脱線事故
1999年（平成13年）7月27日13時10分ごろ
北海道上磯郡木古内町のJR江差線木古内 - 札苅間の踏切を走行中だった快速「海峡5号」（ED79形電気機関車8号機+50系客車5000番台12両編成、青森発函館行き）の最後尾の客車1両（オハフ51 5002）が脱線し、後部台車が脱落した。当該列車はそのまま約200m走行して停止したが、脱線した車両は後部台車が脱落した状態で引き摺られたことで架線柱に接触し、窓ガラスと車体側面が破損した。乗客142名のうち2名が全身打撲などで軽傷を負った。他の乗客はバスで函館へ向かった。熱膨張のためレールが変形していたことが原因。オハフ51 5002は同年8月16日付で罹災廃車となった。